# Procés independentista català

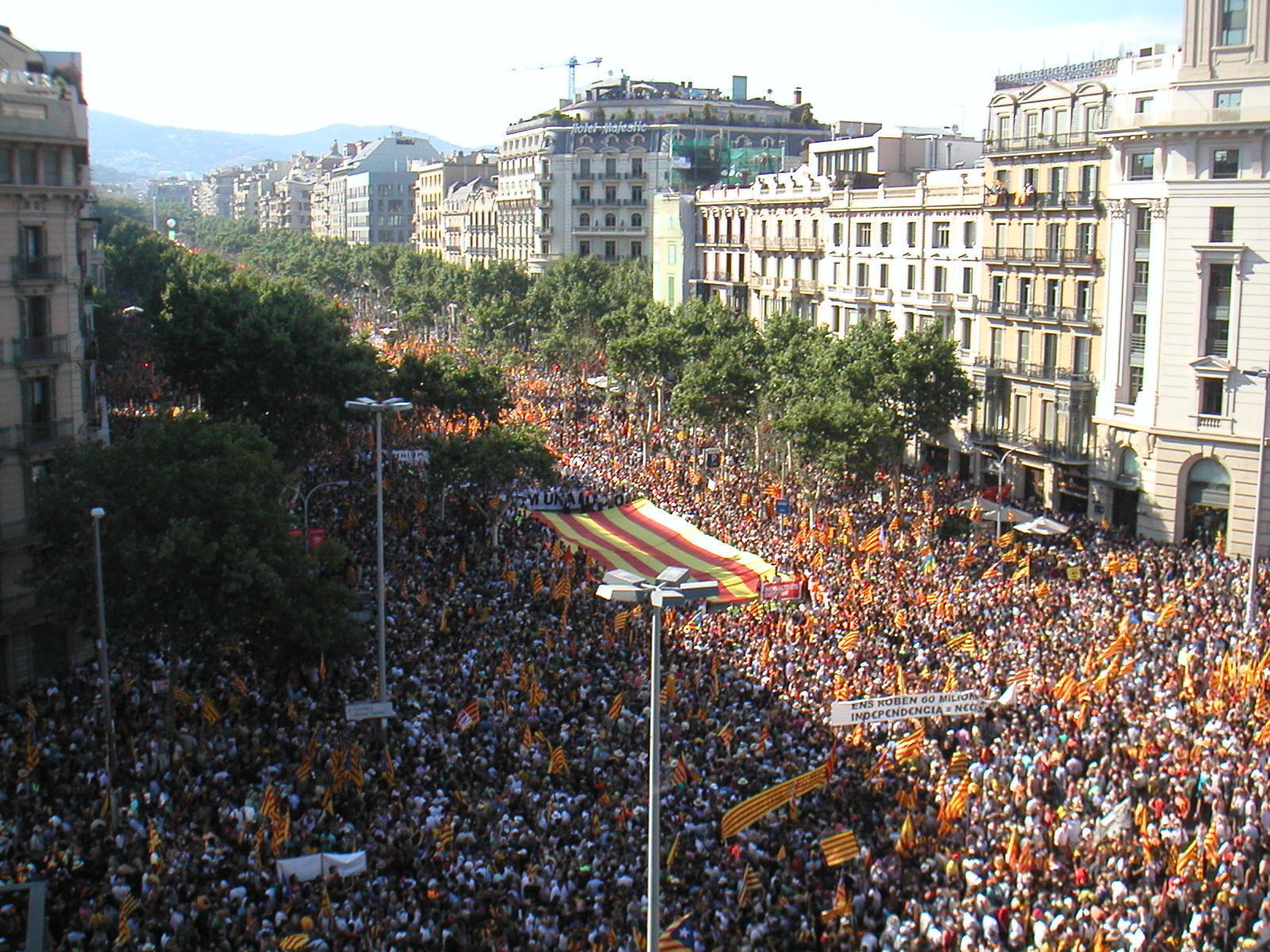
La capçalera de la manifestació del 2010 a la confluència del Passeig de Gràcia i al carrer d'Aragó. La multitud de manifestants que ocupaven el pas per davant de la capçalera va fer que aquesta s'hagués de dissoldre uns metres més avall

El procés independentista català, anomenat el Procés per antonomàsia, és el conjunt d'esdeveniments i transformacions envers el dret d'autodeterminació i la independència de Catalunya que han marcat el debat social i polític català com a mínim d'ençà del juny de 2010 i fins avui, tot i que alguns partits polítics situen que el procés va finalitzar el maig del 2024 amb la minoria independentista al Parlament.
L'origen d'aquest procés cal cercar-lo en l'augment del pes del moviment independentista català des de les consultes populars iniciades a Arenys de Munt el 2009 i sobretot arran de la manifestació sobiranista de l'any 2010 que es realitzà com a resposta a la sentència del Tribunal Constitucional d'Espanya, en la qual aquest òrgan no judicial decidí retallar l'estatut que havia aprovat en referèndum el 2006 la ciutadania de Catalunya. Posteriorment, el procés ha crescut gràcies a grans mobilitzacions independentistes que han tingut lloc els anys posteriors coincidint amb la Diada Nacional de Catalunya, les quals han posat la independència de Catalunya en el centre del debat sociopolític i, a més, han fet canviar el mapa electoral.
Després de la manifestació multitudinària de 2012 es van convocar eleccions. En aquests comicis, els partidaris de celebrar un referèndum sobre la independència van assolir la majoria parlamentària. En conseqüència, el Parlament va aprovar la Declaració de sobirania i del dret a decidir del poble de Catalunya i es va formar un govern pro-referèndum. El nou govern va decidir convocar aquest referèndum el 9 de novembre de 2014, però no es pogué celebrar com a referèndum perquè el Congrés dels Diputats espanyol ho portà al Tribunal Constitucional, que el suspengué, motiu pel qual fou substituït per una consulta popular. Aquesta consulta, tanmateix, també fou impugnada pel Govern d'Espanya i suspesa pel Tribunal Constitucional espanyol, per la qual cosa el Govern de Catalunya la va substituir per un procés participatiu que incloïa una consulta amb la mateixa qüestió i que es va dur a terme el mateix dia previst. Tot i les pressions dels governants i les institucions espanyoles, més de 2 milions de ciutadans de Catalunya van anar a votar. Els vots partidaris de la independència van guanyar per majoria.
Davant la negativa dels polítics i les institucions espanyoles a acceptar els resultats de la consulta, es van convocar unes noves eleccions al Parlament de Catalunya. Les forces partidàries de la independència van considerar aquests comicis com a plebiscitaris, és a dir, substitutius del referèndum que no s'havia pogut celebrar. Malgrat que no van assolir la majoria de vots, sí van aconseguir la majoria parlamentària, amb la qual van aprovar al Parlament la Declaració d'inici del procés d'independència de Catalunya i es va formar un govern independentista. Posteriorment (6 - 7 Setembre 2017), el Parlament de Catalunya va aprovar la Llei del referèndum d'autodeterminació de Catalunya i la Llei de transitorietat jurídica i fundacional de la República el setembre del 2017. Pocs dies després, aquestes lleis varen ser declarades anticonstitucionals, i anul·lades pel Tribunal Constitucional. No obstant, el Govern de la Generalitat va aplicar la primera llei, organitzant un referèndum sobre la independència, que es va celebrar l'1 d'octubre de 2017, en el que el «Sí» va obtenir 2.044.038 vots. Aquest vots del «Sí» representen un 46,7 % del total de vots de les eleccions al Parlament celebrades un mes i mig després; i equivalen al 36,9% del cens electoral oficial d'aquestes eleccions.

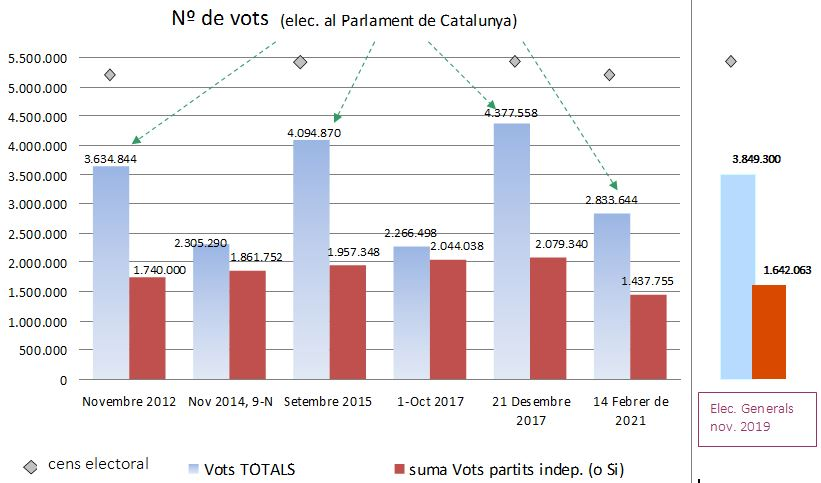
Referèndum 1er. Octubre: recompte de vots, i comparativa ; Fonts: web Generalitat de Catalunya/ Resultats electorals

Posteriorment hi ha la DUI (declaració unilateral d'independència) el 27 d'Octubre. I l'endemà l'aplicació de l'article 155 aprovat pel Senat a proposta de l'Executiu central; i com a conseqüència la Generalitat intervinguda per les autoritats espanyoles, que finalment es recuperà. El President Puigdemont i diversos consellers/eres s'exilien a Brussel·les. Altres consellers són imputats pel Tribunal Suprem amb càrrecs de rebel·lió, sedició o desobediència; i acaben en presó preventiva. Setmanes després se celebren les eleccions (21 desembre 2017), de les que finalment sortirà el nou Govern de coalició -format per JuntsxCat i ERC- presidit per Joaquim Torra. Parale·lament es van desenvolupar les sessions del judici al Tribunal Suprem als líders independentistes imputats. La sentència del qual es va publicar el 15 d'octubre de 2019; i va fixar penes, finalment per sedició, de presó de entre 13 i 9 anys.
Alguns sectors han anomenat «processisme» la ideologia política que està a favor del procés independentista català. Moltes vegades es fa servir el terme en sentit pejoratiu per designar aquelles persones o actituds que suposadament estan només a favor del procés sense estar necessàriament a favor de la independència.

## 2003

### Zapatero dona suport a l'Estatut
Al Palau Sant Jordi de Barcelona davant prop de 20.000 persones, que van assistir 13 de novembre de 2003 al míting central de campanya del PSC, José Luis Rodríguez Zapatero va prometre solemnement donar suport a la reforma de l'Estatut que aprovés el Parlament català amb la frase «Faré suport a l'Estatut de Catalunya què aprovi el Parlament de Catalunya». Zapatero també va afirmar que només Pasqual Maragall asseguraria el canvi i que assumia les principals reivindicacions del PSC.

### Pacte del Tinell
A les eleccions al Parlament de Catalunya de 2003 del 16 de novembre, el candidat de Convergència i Unió, Artur Mas, va aconseguir el màxim nombre d'escons per a la seva formació, tot i que no va obtenir la majoria necessària per formar govern. Per contra, es va produir un acord, anomenat Pacte del Tinell, per formar un Govern Catalanista i d'Esquerres entre el Partit dels Socialistes de Catalunya-Ciutadans pel Canvi (PSC-CpC), Esquerra Republicana de Catalunya (ERC) i Iniciativa per Catalunya Verds-Esquerra Unida i Alternativa (ICV-EUiA), i que acabava amb vint-i-tres anys de poder de CiU a la Generalitat. Un dels compromisos que tenia aquest pacte era la reforma de l'Estatut.

## 2005

### Proposta de reforma de l'Estatut (setembre-desembre)
El 30 de setembre del 2005, es va sotmetre a votació al Ple del Parlament de Catalunya un text de proposta de reforma de l'Estatut d'Autonomia.
En compliment de l'Estatut del 1979, la proposta requeria una majoria qualificada, de dues terceres parts del Parlament, per tal de prosperar. El text va recollir finalment 120 vots favorables (89% del parlament), corresponents als parlamentaris dels grups que l'havien acordat: CiU, PSC, ERC i ICV-EUiA; i 15 vots en contra (11% del parlament), els del grup parlamentari del PPC.
La proposta de reforma de l'Estatut aprovada al Parlament de Catalunya va ésser presentada al Congrés dels Diputats d'Espanya el 2 de novembre de 2005, per tres ponents del Parlament de Catalunya. Els ponents, Artur Mas (CiU), Manuela de Madre (PSC) i Josep-Lluís Carod-Rovira (ERC), van explicar per què consideraven necessària la reforma de l'aleshores vigent Estatut d'Autonomia de Catalunya, aprovat l'any 1979 en plena transició democràtica espanyola. També van explicar per què Catalunya és una nació, i els canvis que havia sofert la societat en aquells 26 anys.
Fet aquest pas, es constituí una Comissió Mixta Estat-Generalitat per negociar el contingut del nou Estatut. En el marc d'aquesta comissió, el govern espanyol, integrat pel PSOE, presentà una proposta de redactat alternatiu de la llei, que en modificava la majoria d'articles. Les principals argumentacions del govern espanyol van ésser en la línia de garantir la constitucionalitat de l'Estatut. Alguns exemples de punts que el govern espanyol considerà que havia de modificar en aquest sentit, van ésser la definició de Catalunya com a «nació» dins l'articulat del text, i els articles referents al finançament.

#### Acolliment de la reforma estaturària per la societat espanyola
El novembre del 2005 Òmnium Cultural organitzà una trobada d'intel·lectuals catalans i madrilenys al Círculo de Bellas Artes per mostrar el suport al nou estatut, que pretenia solucionar les tensions territorials de l'estat nació espanyol, i entre altres coses, protegir millor la llengua catalana. Pel costat català es noliejà un vol xarter un centenar de representants del món cultural, cívic, intel·lectual, artístic i esportiu de Catalunya, però pel costat espanyol, excepte Santiago Carrillo, polític provinent de la Segona República Espanyola, no acudí ningu més.

## 2006

### El pacte Mas-Zapatero, la primera retallada de l'Estatut (gener)
El 21 de gener de 2006 es produí una reunió a la Moncloa entre el líder de CiU Artur Mas i el president del govern espanyol José Luis Rodríguez Zapatero, on van arribar a un acord (conegut com el pacte Mas-Zapatero) sobre el redactat final de l'estatut que modificava notablement l'aprovat al Parlament de Catalunya i el feia bastant més semblant al del 1979.
Després d'una llarga i complexa negociació d'esmenes entre els partits amb representació al Congrés dels Diputats d'Espanya, se'n van retocar més del 50% dels articles.

### Manifestació: «Som una nació i tenim el dret de decidir» (febrer)
La manifestació va ser convocada a Barcelona el 18 de febrer del 2006 per la Plataforma pel Dret de Decidir (PDD) després que el líder de Convergència i Unió, Artur Mas, pactés amb José Luís Rodríguez Zapatero, president del Govern d'Espanya, la retallada de l'Estatut aprovat pel Parlament de Catalunya el 30 de setembre de 2005. La manifestació va rebre el suport d'Esquerra Republicana de Catalunya, mentre que la resta de partits van renunciar a participar-hi.

### Ratificació de l'estatut modificat i referèndum (març-juny)
El març de 2006, la proposta d'Estatut va ésser aprovada a les Corts Generals d'Espanya amb els vots favorables de PSOE, CiU, PNB, IU, ICV, BNG i CC, els vots en contra de PP, ERC i Eusko Alkartasuna i les abstencions de la Chunta Aragonesista i Nafarroa Bai.
Al maig de 2006, la proposta d'Estatut va ésser aprovada al Senat d'Espanya amb els vots favorables de PSOE, CiU i IU, els vots en contra de PP i les abstencions d'ERC, EA i el PAR.
El text aprovat va recollir finalment 97 vots favorables (64% del Parlament), corresponents als parlamentaris dels grups que l'havien acordat: CiU, PSC i ICV-EUiA; i 38 vots en contra (36% del parlament), els del grup parlamentari del PPC i ERC, per motius ben diferents. ERC va considerar insuficient l'Estatut després de les retallades per part de les Corts Generals d'Espanya.
L'Estatut del 1979 establia, finalment, la necessitat que la seva reforma fos ratificada en referèndum pels ciutadans de Catalunya. Aquest referèndum se celebrà el 18 de juny del 2006.
CiU, PSC i ICV-EUiA varen demanar el Sí a la nova llei, mentre que ERC i PP varen demanar el No, per raons diferents: el PP, mantenint el seu rebuig a la proposta original per considerar-la inconstitucional; i ERC, en entendre que les modificacions al text introduïdes en el seu pas per les Corts espanyoles n'havien afectat aspectes fonamentals. El resultat del referèndum va ésser d'un 73,9% de vots a favor, un 20,76% de vots en contra, i un 5,34% de vots en blanc. Els vots nuls van ésser menys d'un 1%.

## 2007
La Plataforma pel Dret de Decidir inicià la campanya de recollida de signatures anomenada «Decideixo decidir» amb l'objectiu de reclamar al Parlament Espanyol que la potestat de convocar referèndums fos traspassada a les institucions catalanes.
L'1 de desembre del 2007, la Plataforma pel Dret de Decidir convocà, de bell nou, una manifestació a les 5 de la vesprada amb el lema «Som una nació i diem prou! Tenim dret a decidir sobre les nostres infraestructures».
El 4 de desembre del 2007 una representació de càrrecs electes de la plataforma Decidim! presenten davant del Parlament de Catalunya un manifest pel dret a decidir amb el nom «Decidim! Manifest de càrrecs electes locals pel dret a decidir».

## 2008
La Plataforma Sobirania i Progrés, liderada per l'actor Joel Joan i l'economista Elisenda Paluzie, organitzà l'11 de setembre de 2008 una manifestació sota el lema «Som una nació, volem estat propi».

## 2009

### Manifestació a Brussel·les a favor de la independència
La plataforma Deu Mil a Brussel·les organitzà una manifestació a favor de la independència de Catalunya a Brussel·les amb el lema «We want a Catalan State».

### Consultes municipals (setembre)

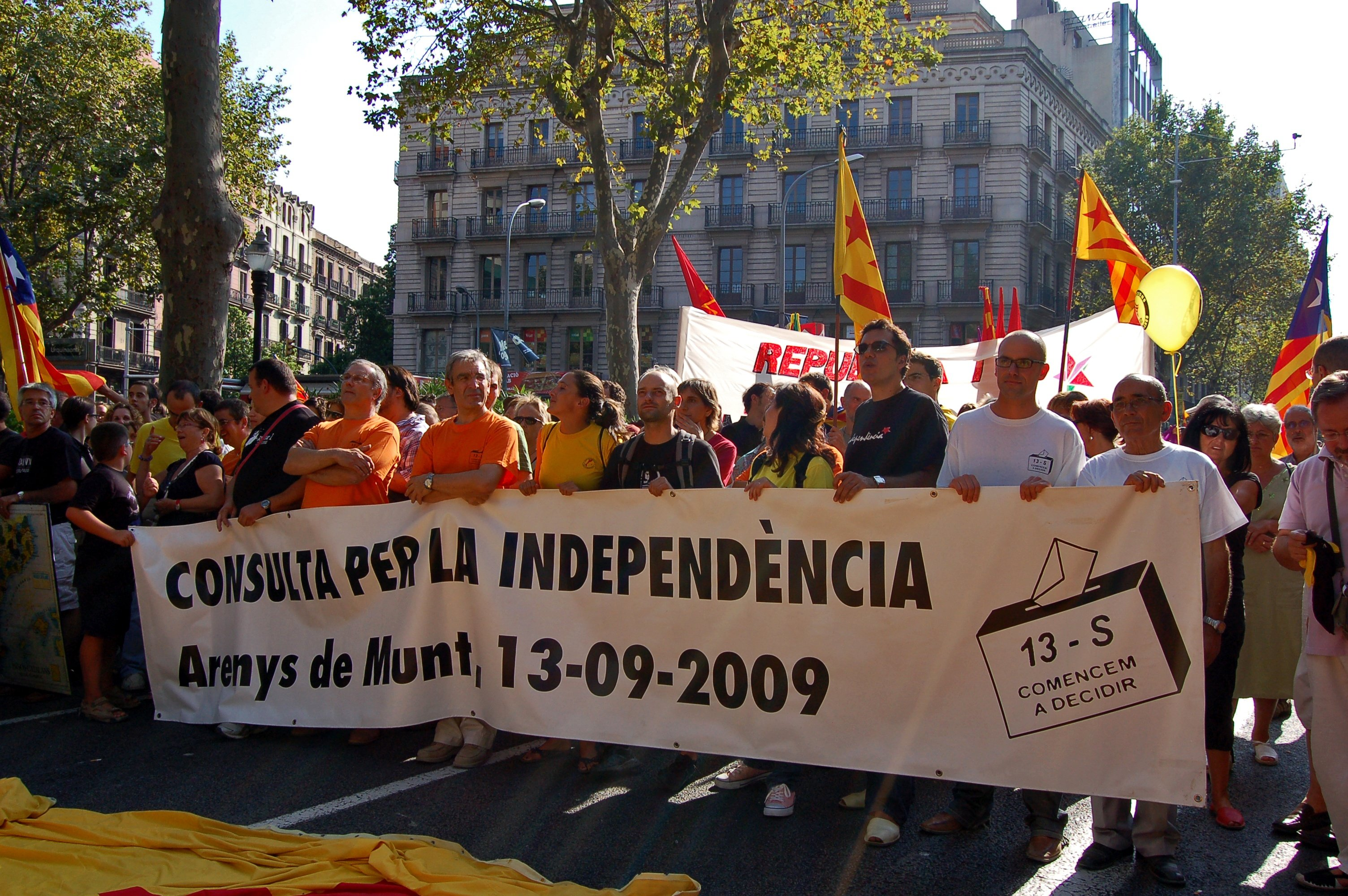
Pancarta a favor de la Consulta sobre la independència de Catalunya a Arenys de Munt.

El 13 de setembre de 2009 se celebrà una consulta no vinculant al municipi d'Arenys de Munt sobre la independència de Catalunya; amb aquest precedent, durant els anys 2009 i 2010 se celebraren altres consultes sobre la independència de Catalunya en diverses poblacions catalanes, de manera no vinculant, amb una àmplia majoria de vots favorables, que culminaren amb una consulta a la ciutat de Barcelona el 2011.

## 2010

### L'Estatut retallat per segon cop (juny)
El 28 de juny de 2010, el Tribunal Constitucional d'Espanya, davant el recurs d'inconstitucionalitat presentat per diputats del Partit Popular, va dictar sentència, que va fer pública el 9 de juliol. Va deixar clara la "ineficàcia jurídica" del Preàmbul (en referència al terme nació per referir-se a Catalunya), tot i que el veredicte mantenia la definició de Catalunya com a nació, va declarar 14 articles inconstitucionals (1 totalment i 13 parcialment), i en va reinterpretar 27 més.
L'únic magistrat català, Eugeni Gay i Montalvo, va presentar un vot particular on, tot i declarar-se d'acord amb la sentència, criticava per innecessària tota la part referent al preàmbul, i assenyalava la incongruència de declarar inconstitucionals diversos articles de l'Estatut que es trobaven amb una redacció idèntica en altres estatuts d'autonomia aprovats els anys previs i que havien estat votats favorablement pels mateixos diputats del PP que van presentar el recurs contra l'estatut català.

### Manifestació «Som una nació. Nosaltres decidim» (juliol)

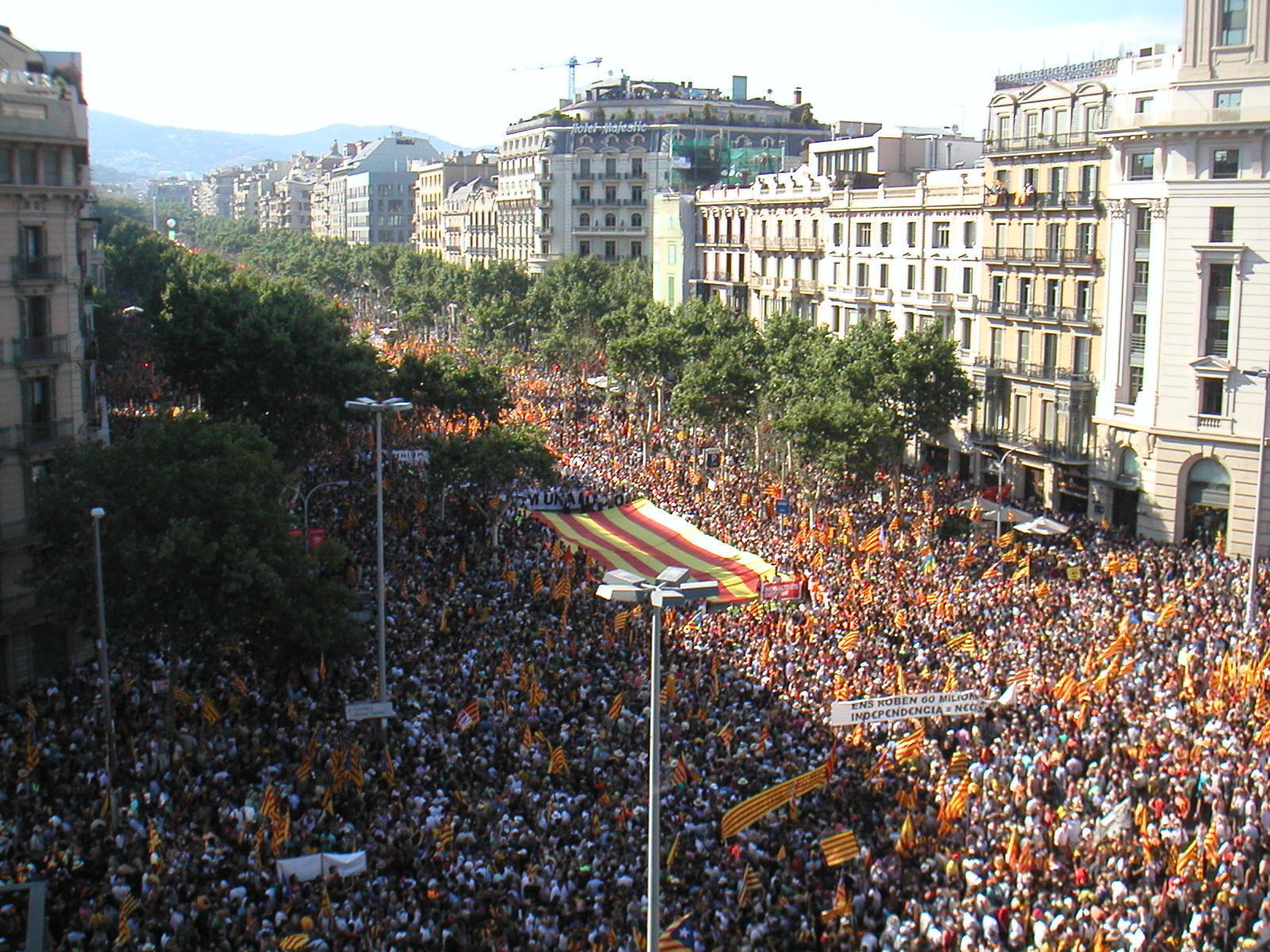
La capçalera de la manifestació «Som una nació. Nosaltres decidim» del 10 de juliol de 2010 a la confluència de passeig de Gràcia i carrer d'Aragó. La multitud de manifestants que ocupaven el pas per davant de la capçalera va fer que aquesta s'hagués de dissoldre uns metres més avall.

Va ésser una demostració col·lectiva en contra de la resolució del recurs d'inconstitucionalitat efectuat pel Tribunal Constitucional espanyol sobre el text de l'Estatut de Catalunya, realitzada a Barcelona el 10 de juliol del 2010 sota el lema «Som una nació. Nosaltres decidim» amb el suport de la majoria dels partits polítics representats al Parlament de Catalunya (excepte pel PPC i C's), així com dels sindicats i prop de 1.600 entitats.
La manifestació, la més multitudinària de la història de Catalunya fins aquella data, va aplegar entre 1,1 milions de persones segons la Guàrdia Urbana i 1,5 segons Òmnium Cultural i va ésser un clam per la independència i el dret del poble de Catalunya a decidir el seu futur. El novembre d'aquell mateix any Convergència i Unió guanyaria les eleccions amb 62 diputats.

## 2011
El 7 de febrer de 2011 Artur Mas es va reunir amb Jose Luís Rodríguez Zapatero a La Moncloa, tot i que poc després aquest anunciaria que no es presentaria a la reelecció. El 10 d'abril d'aquell any es va celebrar la consulta sobre la independència de Catalunya a Barcelona i el 15 de maig va sorgir el moviment o revolta dels indignats. Aquell any CiU pactaria els pressupostos de 2012 amb el Partit Popular de Catalunya, marcats per una forta restricció econòmica en diversos sectors públics, coneguda amb el nom de retallades. L'1 d'octubre de 2011 Oriol Junqueras seria elegit President d'Esquerra Republicana de Catalunya. El 20 de novembre es van celebrar eleccions generals espanyoles, on el Partit Popular va recuperar la presidència de l'estat, amb majoria absoluta, convertint a Mariano Rajoy en president del govern espanyol.

### Celebració de la Conferència Nacional per l'Estat Propi
El 30 d'abril de 2011 es dugué a terme la Conferència Nacional per l'Estat Propi, en la qual s'acordà engegar el procés de creació d'una organització popular, unitària, plural i democràtica, l'Assemblea Nacional Catalana.

### Manifestació: «Pel nostre futur: independència»
El 9 de juliol de 2011 es dugué a terme una manifestació a Barcelona amb el lema «Pel nostre futur: independència».

### Creació de l'Associació de Municipis per la Independència
Durant la tardor de 2011 es va crear l'Associació de Municipis per la Independència i el 14 de desembre es constituí formalment a Vic.

## 2012

### El pacte fiscal (juliol)
El 25 de juliol de 2012 el Parlament de Catalunya aprova el pacte fiscal amb el suport a la totalitat CiU, ICV-EUiA i ERC i en gran part dels punts també del PSC. El 20 setembre 2012 Artur Mas, president de la Generalitat de Catalunya es va reunir amb Mariano Rajoy que va respondre que no hi havia marge per negociar el pacte fiscal. Artur Mas va assenyalar que Catalunya ha de fer una profunda reflexió i prendre decisions, ja que el pacte fiscal es veia com l'última possibilitat d'entesa entre Catalunya i Espanya.

### Els «territoris catalans lliures» (setembre)
Prop de 200 municipis catalans en sessió plenària durant el 2012 i 2013 aprovaren declarar-se Territori Català Lliure declarant que la «legislació i els reglaments d'abast espanyol hi regeixen les lleis d'abast espanyol, a l'espera que el Govern i Parlament de Catalunya dictin les noves lleis catalanes».

### Manifestació «Catalunya, nou estat d'Europa» (setembre)

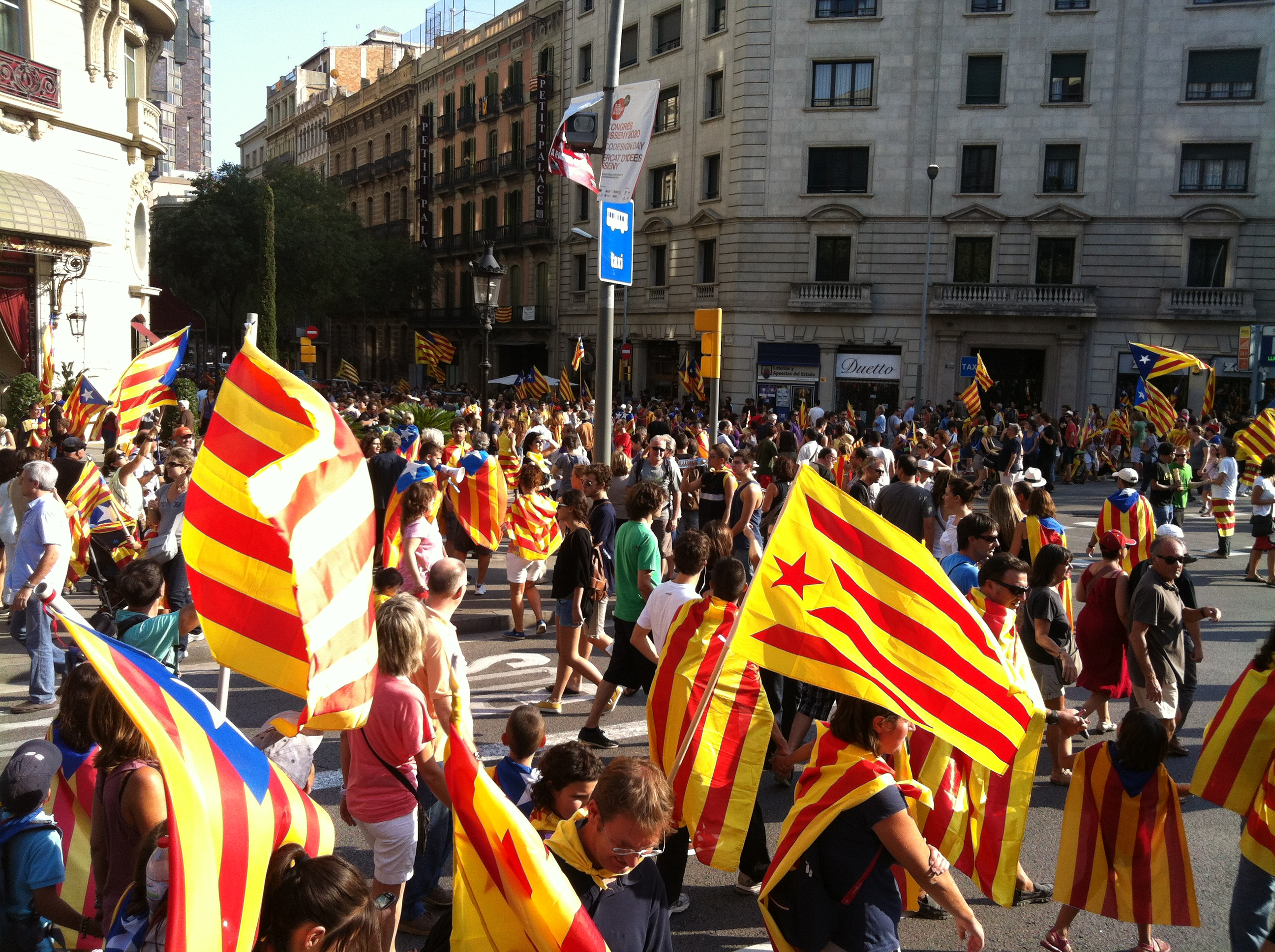
Manifestants en la Manifestació «Catalunya, nou estat d'Europa».

L'11 de setembre de 2012 se celebrà una important manifestació a Barcelona sota el lema «Catalunya, nou estat d'Europa», que reuní entre 1 i 1,5 milions de persones a favor de la independència de Catalunya. La manifestació sovint és reconeguda com un punt d'inflexió en el procés i un catalitzador dels esdeveniments que es produirien en els següents anys.

### Resolució del Parlament de Catalunya (setembre)
El Parlament de Catalunya aprovà el 27 de setembre de 2012 una resolució que instava al govern a convocar una consulta després de les eleccions al Parlament de Catalunya de 2012:
| « | El Parlament de Catalunya constata la necessitat que el poble de Catalunya pugui determinar lliurement i democràtica el seu futur col·lectiu i insta el govern fer una consulta prioritàriament dins la propera legislatura. | » |

La resolució fou votada després del debat de política general amb el resultat de 84 vots a favor, 21 en contra i 25 abstencions. El President de la Generalitat de Catalunya, Artur Mas, declarà en el discurs davant del Parlament que havia arribat l'hora que el poble de Catalunya exerceixi el dret d'autodeterminació.

### Eleccions anticipades (novembre)

Resultats de les eleccions al Parlament de Catalunya de 2012.

El 25 de novembre del 2012 se celebraren eleccions al Parlament de Catalunya, que va guanyar Convergència i Unió tot i amb una forta caiguda de vots que li representà perdre 12 diputats. D'altra banda Esquerra Republicana aconseguí 21 diputats, 11 més dels que tenia el 2010, convertint-se en segona força. Les eleccions suposaren també que Solidaritat Catalana per la Independència perdés la seva representació en favor de la Candidatura d'Unitat Popular, amb 3 escons.

### Pacte de governabilitat (desembre)

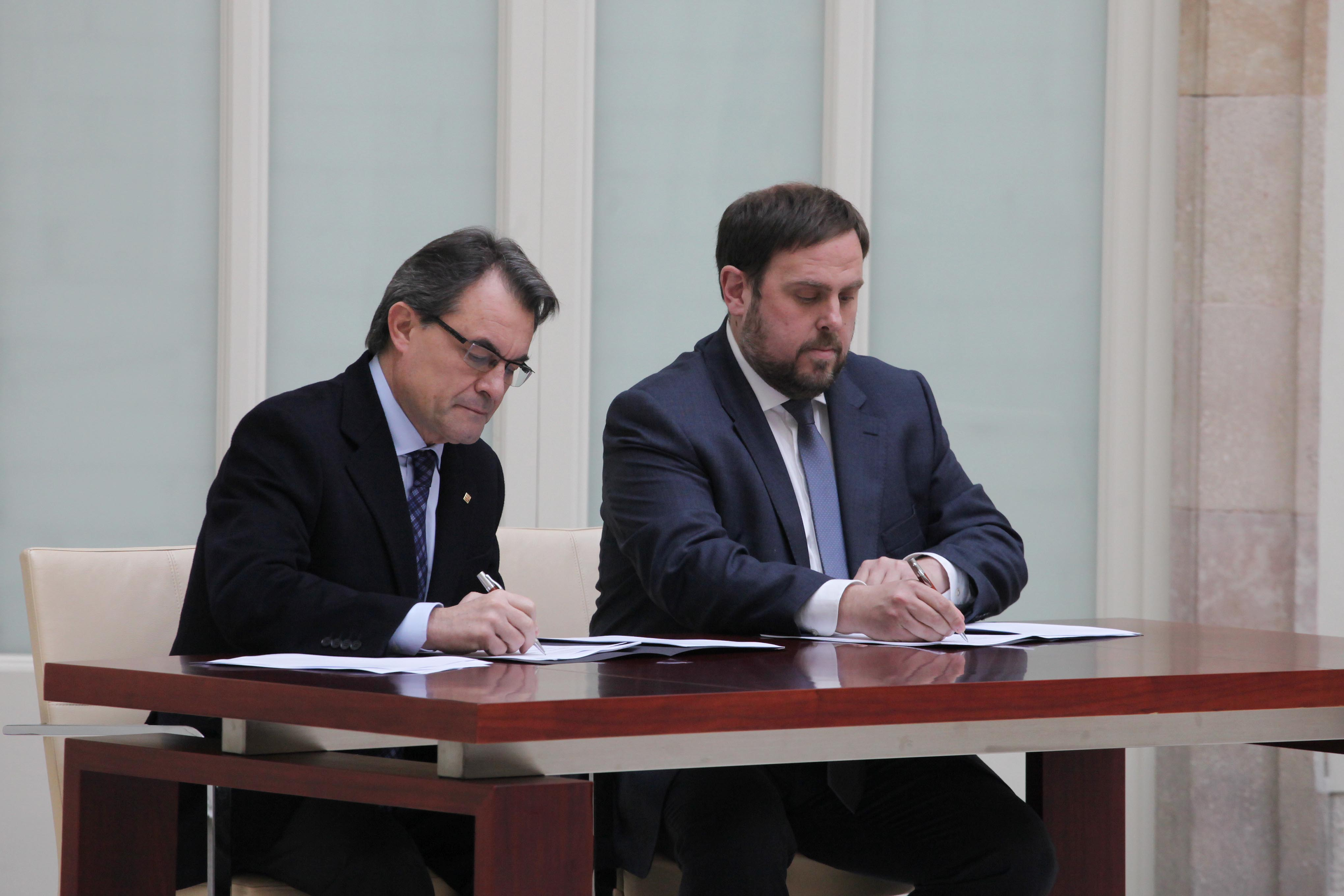
El President de la Generalitat de Catalunya Artur Mas i el Cap de l'oposició Oriol Junqueras, signant el pacte de governabilitat 2012 – 2016, anomenat Pacte per la Llibertat, el 19 de desembre del 2012.

El 18 de desembre de 2012, després de les Eleccions al Parlament de Catalunya de 2012, els líders dels dos partits més votats Artur Mas per part de Convergència i Unió i Oriol Junqueras per part d'Esquerra Republicana de Catalunya ratificaren un acord de governabilitat conegut com a Pacte per la Llibertat. L'acord permeté que Artur Mas fos investit President de la Generalitat de Catalunya per segon cop.

## 2013

### Declaració de Sobirania (gener)

Resultat de la votació de la Declaració de Sobirania.

El 23 de gener de 2013 el Parlament de Catalunya va aprovar per 85 vots a favor, 41 en contra, 2 abstencions i 5 no votaren la Declaració de Sobirania i del dret a decidir del poble de Catalunya, on afirma que:
| « | d'acord amb la voluntat majoritària expressada democràticament pel poble de Catalunya, el Parlament de Catalunya acorda iniciar el procés per a fer efectiu l'exercici del dret a decidir per tal que els ciutadans i les ciutadanes de Catalunya puguin decidir llur futur polític col·lectiu, d'acord amb els principis següents: sobirania, legitimitat democràtica, transparència, diàleg, cohesió social, europeisme, legalitat, paper principal del Parlament de Catalunya i participació. | » |

Els partits Convergència i Unió (50 SÍ), Esquerra Republicana de Catalunya (21 SÍ), Iniciativa per Catalunya Verds - Esquerra Unida i Alternativa (13 SÍ) donaren suport en bloc a la declaració de sobirania. En canvi, el Partit Popular de Catalunya (19 NO) i Ciutadans - Partit de la Ciutadania (9 NO) s'oposaren en bloc a la proposta. Finalment, la Candidatura d'Unitat Popular - Alternativa d'Esquerres donà un «sí crític» amb 1 vot a favor i 2 abstencions per expressar 'les renúncies' amb què comença el procés. Cinc dels vint diputats del Partit dels Socialistes de Catalunya, els diputats Joan Ignasi Elena, Rocío Martínez-Sampere, Marina Geli, Àngel Ros i Núria Ventura, malgrat ésser presents a l'hemicicle no votaren a la votació per fer palès la pluralitat de les bases referent aquesta qüestió. L'endemà, la direcció del PSC decidí sancionar però no expulsar els cinc parlamentaris que van trencar la disciplina de vot.
Posteriorment, les principals institucions públiques catalanes restants s'hi van sumar a la Declaració de Sobirania feta des del Parlament. Així, entre altres consistoris, l'Ajuntament de Barcelona també la va aprovar en ple l'1 de febrer, amb 20 vots a favor (CiU, ERC, ICV-EUiA), 16 en contra (PP i PSC) i una abstenció (Jordi Martí, líder municipal del PSC). A les diputacions, la Diputació de Barcelona també la va aprovar per majoria absoluta, amb els vots a favor de CiU, ERC i ICV-EUiA, i en contra del PP i PSC. Així mateix, la Diputació de Lleida la va aprovar igualment amb majoria absoluta amb el suport de CiU, CDA i ERC, l'abstenció del PSC i els únics vots en contra dels representants del PP.
El 8 de maig de 2013 el Tribunal Constitucional d'Espanya va suspendre cautelarment aquesta declaració. El 25 de març de 2014 el mateix tribunal va sentenciar que mantenia suspès l'apartat del principi de sobirania («el poble de Catalunya té, per raons de legitimitat democràtica, caràcter de subjecte polític i jurídic sobirà») i que la resta de la Declaració era vàlida.
La Declaració de Sobirania instava al diàleg amb l'estat espanyol, les institucions europees i el conjunt de la comunitat internacional. Mariano Rajoy en resposta a una carta d'Artur Mas supedità aquest «diàleg» al marc jurídic espanyol.

### Consell Assessor per a la Transició Nacional (abril)

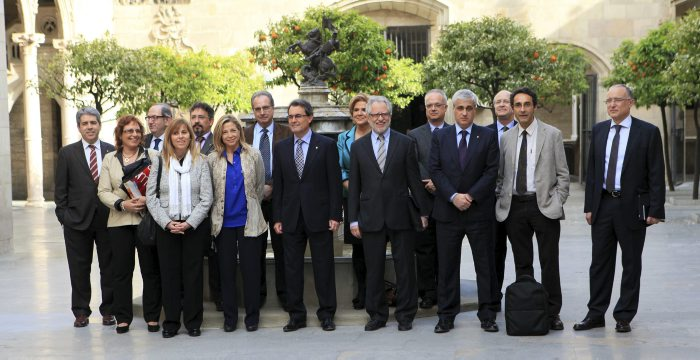
Sessió constitutiva del Consell Assessor per a la Transició Nacional.

L'11 d'abril se celebrà la reunió constitutiva del Consell Assessor per a la Transició Nacional, que té l'objectiu d'assessorar la Generalitat en el procés de transició nacional de Catalunya i assoliment de la consulta. Aquest òrgan elaborà un total de 18 informes amb informació sobre els diferents aspectes del procés de transició cap a un estat independent. En el seu primer informe recomanà una pregunta clara i neutra, que es pogués respondre amb un «sí» o «no», i assenyalà les diferents vies a seguir per avançar en el procés de transició nacional.

### Pacte Nacional pel Dret a Decidir (juny)
El 26 de juny va tenir lloc al Parlament de Catalunya la reunió constitutiva del Pacte Nacional pel Dret a Decidir a favor del procés de l'exercici del dret a decidir i de la celebració d'una consulta sobre el futur polític de Catalunya format per la societat civil, les institucions més representatives del país, el món local i les forces polítiques.
Davant d'una eventual negativa del govern espanyol a l'aprovació d'una consulta legal sobre la independència de Catalunya o a l'impediment absolut d'una consulta mitjançant la llei catalana per part de les institucions espanyoles, el president Artur Mas declarà el 5 de setembre de 2013 que caldria convocar unes eleccions en clau plebiscitària. Unes eleccions que correspondrien celebrar-se a tot tardar el 2016, ja que és el darrer any de legislatura.

### Via Catalana cap a la Independència (setembre)

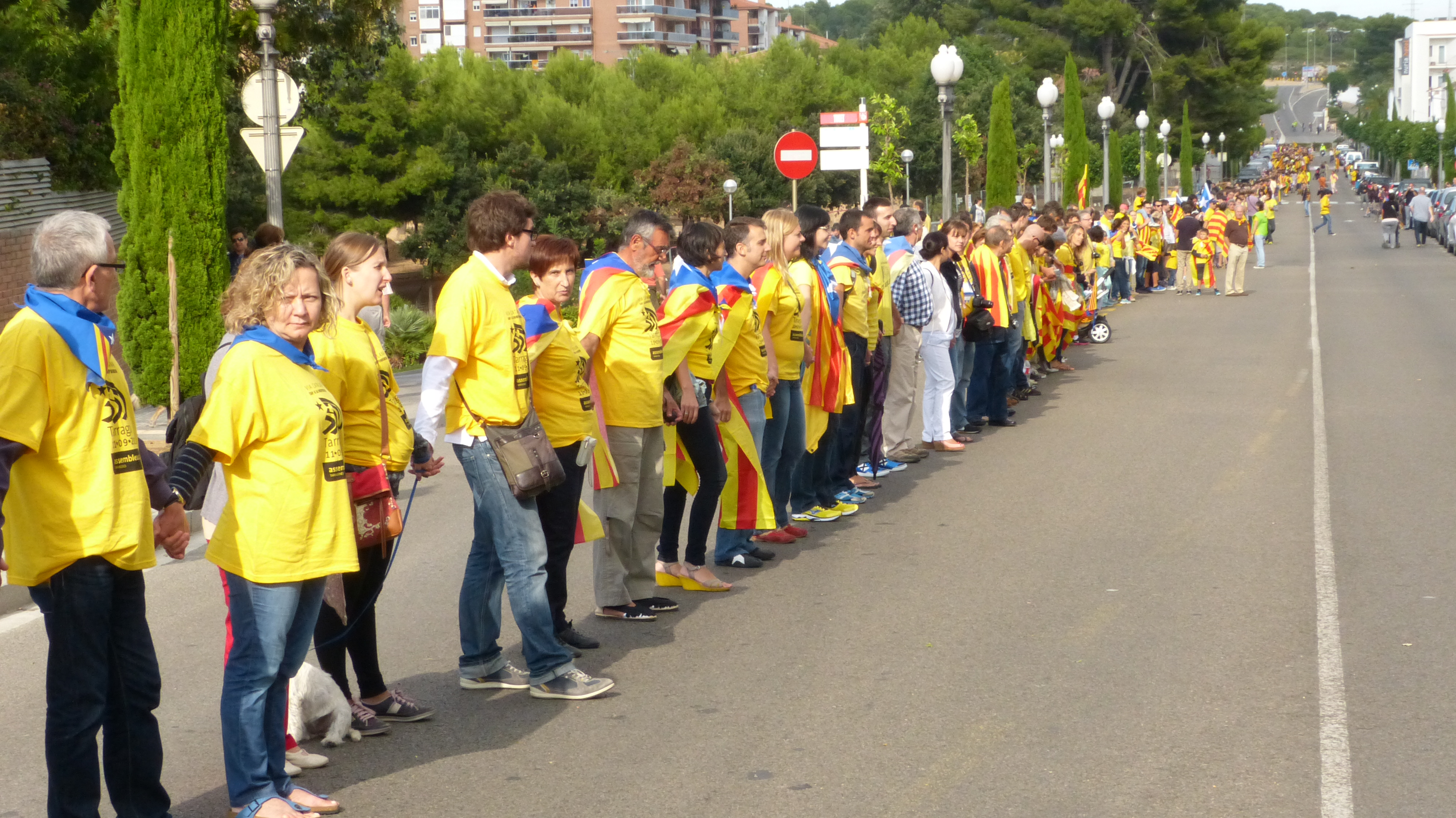
Tram de la Via Catalana cap a la independència.

La Via Catalana cap a la Independència, va ésser una cadena humana d'uns 400 quilòmetres a Catalunya proposada per l'Assemblea Nacional Catalana (ANC) per l'Onze de Setembre de 2013 amb l'objectiu de reivindicar la independència de Catalunya. Va seguir el traçat de l'antiga Via Augusta, des del Pertús (Vallespir) fins a Alcanar (Montsià). Segons Carme Forcadell, presidenta de l'ANC, va ésser «un símbol, el símbol de la unitat del poble català per assolir la sobirania nacional».
En total, 1.600.000 manifestants van participar en la Via Catalana, 500.000 dels quals van ocupar els carrers de la ciutat de Barcelona, segons el Departament d'Interior de la Generalitat de Catalunya.
La cadena humana va començar a les 17:14 hores del dimecres 11 de setembre amb un repicament de campanes, i després hi va haver un acte polític simultàniament en diverses localitats catalanes fins a les 18.00 h, quan es va cantar Els Segadors. En total, l'organització va mobilitzar 1.500 autocars i fins a 30.000 voluntaris. Van contractar més de vint mitjans aeris per documentar l'acte i més de 800 fotògrafs voluntaris van immortalitzar l'acte. Es van vendre més de 500.000 samarretes oficials de l'ANC per la via.

#### Assalt a Blanquerna
Un grup d'unes quinze persones d'extrema dreta amb banderes espanyoles preconstitucionals, de la Falange i d'Alianza Nacional van assaltar l'acte institucional de la Diada a Madrid, que se celebrava a la llibreria Blanquerna de la capital espanyola. Van agredir algunes de la seixantena de persones presents, com el diputat Josep Sánchez i Llibre, van provocar destrosses al mobiliari urbà i van tirar gas vesicant.

### Anunci de la consulta (desembre)
La data i pregunta de la consulta van ésser anunciades pel President de la Generalitat de Catalunya Artur Mas el 12 de desembre de 2013 a les dues del migdia, en una compareixença al Palau de la Generalitat conjunta amb els líders dels partits que li donaven suport, Jordi Turull (CDC), Joana Ortega (UDC), Ramon Espadaler (UDC), Oriol Junqueras (ERC), Marta Rovira (ERC), Joan Herrera (ICV), Joan Mena (EUiA) i David Fernàndez (CUP). També es va decidir reclamar al Congrés dels Diputats d'Espanya el traspàs de la competència per convocar un «referèndum consultiu».

## 2014

### Demanda d'un referèndum al Congrés dels Diputats d'Espanya (gener-abril)

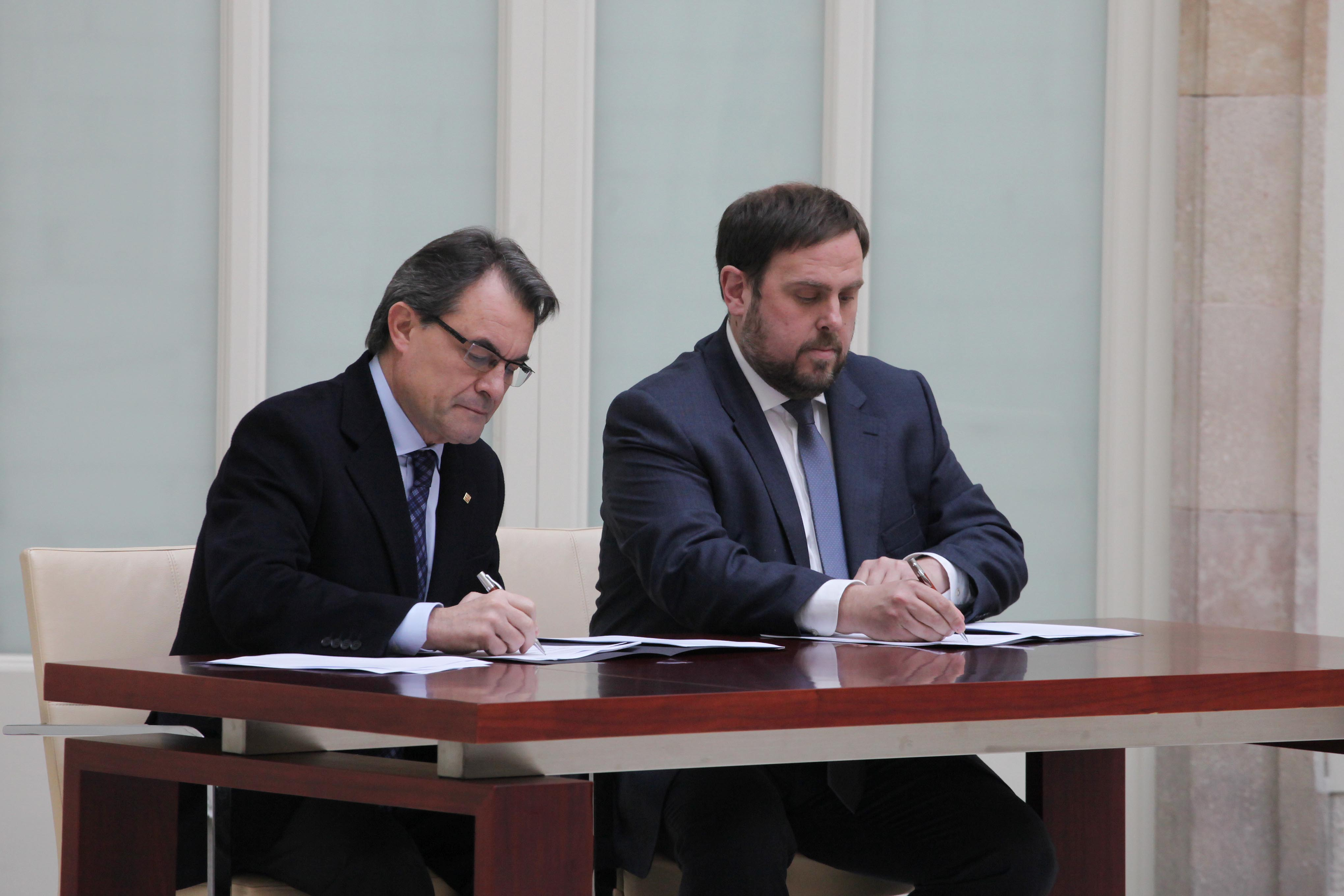
El president Artur Mas i el líder d'ERC Oriol Junqueras signen el 19 de desembre de 2012 un Acord per a la transició nacional (o Pacte per la Llibertat) pel qual es comprometen a convocar una consulta perquè el «poble de Catalunya» pugui decidir si vol constituir-se en un «nou Estat a Europa».

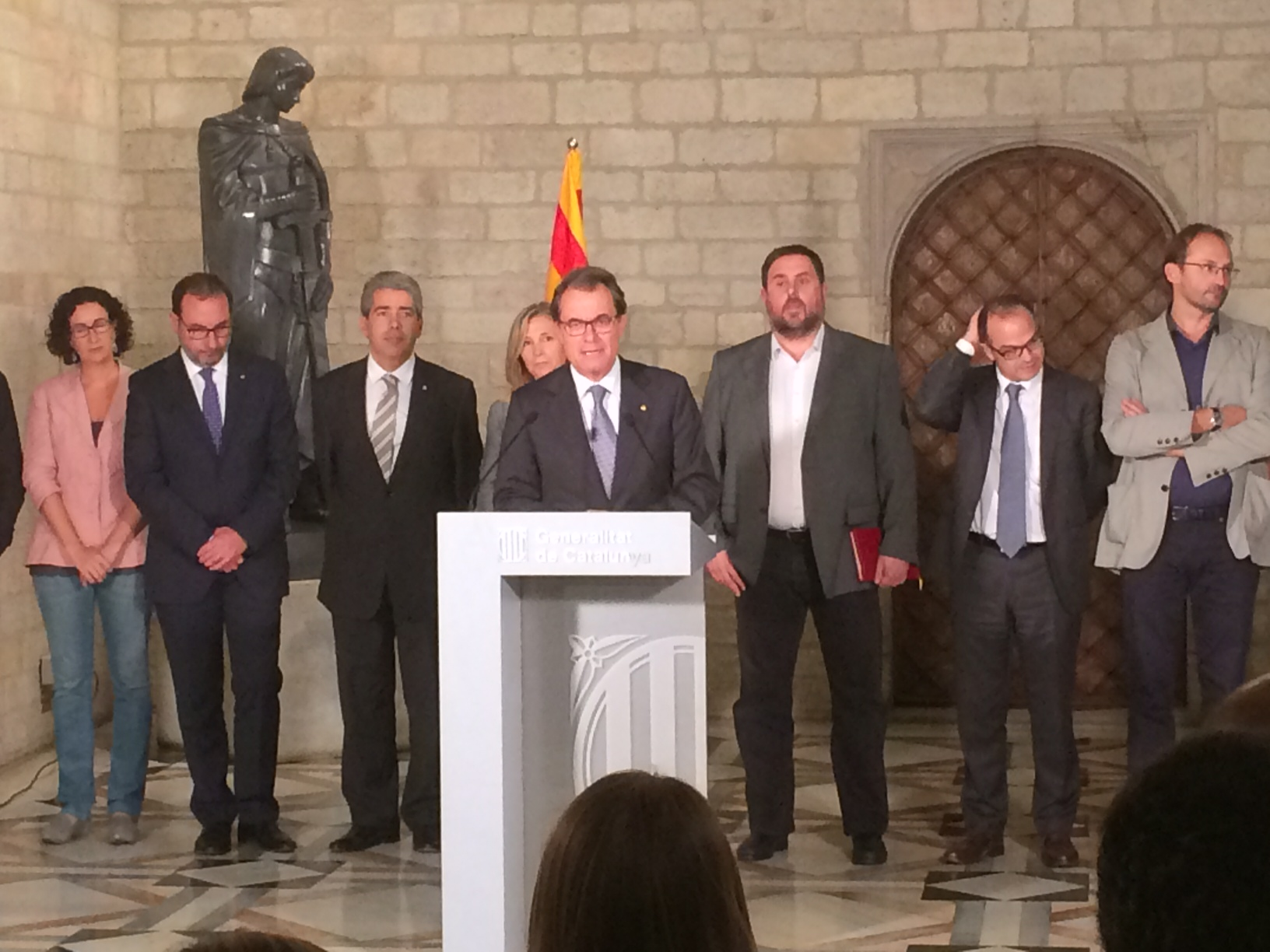
El president Artur Mas anuncia a l'octubre de 2014 la celebració d'un procés participatiu pel 9-N. Darrere apareixen Oriol Junqueras (centre), líder d'ERC, i Joan Herrera (dreta), líder d'ICV-EUiA.

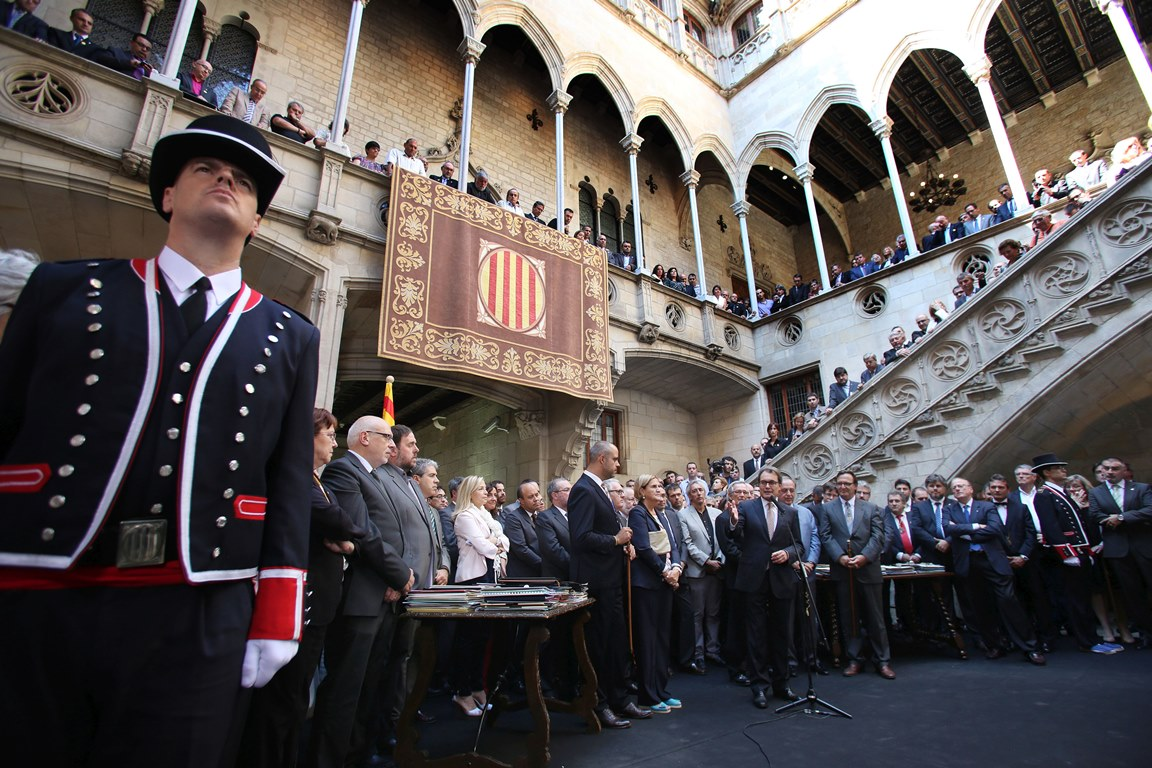
Reunió dels alcaldes de Catalunya el 4 d'octubre de 2014 en el Palau de la Generalitat amb el president Artur Mas per donar suport a la consulta del 9-N suspesa cinc dies abans pel Tribunal Constitucional.

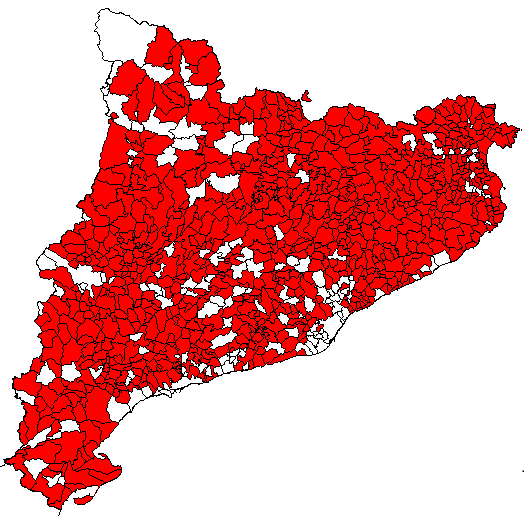
Municipis adherits a la plataforma Associació de Municipis per la Independència.

El dijous 16 de gener es va votar al Parlament de Catalunya una petició al Congrés dels Diputats d'Espanya perquè la Generalitat de Catalunya pugui celebrar el referèndum sobre la independència. La votació va quedar aprovada amb els vots a favor de CiU, ERC i ICV-EUiA, que sumen 84 diputats, així com els diputats del PSC Joan Ignasi Elena, Núria Ventura i Marina Geli, que fa un total de 87 vots a favor. La CUP, amb 3 diputats, es va abstenir tot i estar a favor de realitzar el referèndum, per considerar que no s'ha de demanar permís al Govern d'Espanya per realitzar-lo. Els vots en contra van ésser els del PPC, C's i la resta dels membres del PSC, que sumaven un total de 47. Fins a l'últim moment no estava gens clar el vot del PSC; tot i que el consell nacional del partit havia decidit votar en contra, 5 dels 20 diputats pensaven a trencar la disciplina de vot, com havien fet amb la declaració de sobirania, i es plantejaven votar a favor de la petició: a més a més dels tres que finalment ho van fer, Àngel Ros i Rocío Martínez-Sampere també ho havien plantejat. El consell nacional va amenaçar amb l'expulsió en cas que tornessin a trencar la disciplina de vot. Àngel Ros no va ocupar el seu lloc al Parlament de Catalunya durant la votació, perquè havia decidit renunciar al seu escó el dia anterior a la votació, per no acceptar votar-hi en contra. Rocío Martínez-Sampere va dir que va votar que no en contra del seu cor i va anunciar després que renunciava, com també va fer l'extraparlamentària Laia Bonet, a càrrec seu en l'executiva del partit.
El 8 d'abril de 2014 el Congrés dels Diputats del Regne d'Espanya votà sobre l'acceptació a tràmit d'una proposició de llei orgànica, aprovada pel Parlament de Catalunya, que demanava la delegació a la Generalitat de Catalunya «la competència per autoritzar, convocar i celebrar un referèndum consultiu perquè els catalans i les catalanes es pronunciïn sobre el futur polític col·lectiu de Catalunya», una competència prevista a l'article 150.2 de la Constitució espanyola. La proposició de la llei orgànica fou defensada per una delegació de diputats del Parlament de Catalunya formada per Jordi Turull, Marta Rovira i Joan Herrera. La proposició de llei no va ésser admesa a tràmit en ésser rebutjada amb 299 vots en contra (PP, PSOE, UPyD, UPN i Foro Asturias), 47 vots a favor (CiU, IU, ICV-EUiA, CHA, PNB, Amaiur, ERC, BNG, Nueva Canarias, Compromís i Geroa Bai) i 1 abstenció (Coalición Canaria).
Pocs minuts després de la votació, Artur Mas va comparèixer explicant que el «no del Congrés dels Diputats d'Espanya al traspàs de la competència per organitzar la consulta no podrà aturar la voluntat del poble de Catalunya» i que el procés seguirà segons el previst. Anna Simó (ERC) va anunciar després del no del Congrés dels Diputats del Regne d'Espanya que el full de ruta seguiria endavant amb el treball sobre la llei de consultes populars no referendàries i participació ciutadana, emparada per l'article 122 de l'Estatut d'Autonomia.

### Eleccions al Parlament Europeu (maig)
Corresponents a la VIII legislatura van celebrar-se el 25 de maig de 2014. El debat durant la campanya electoral es va centrar en el referèndum sobre la independència de Catalunya. Els partits partidaris del referèndum van duplicar el nombre de vots a Catalunya respecte a les anteriors eleccions al Parlament Europeu, entre ERC, CiU, ICV-EUiA van obtenir 1.401.421 respecte als 742.778 que van obtenir en les Eleccions al Parlament Europeu de 2009. Els partits partidaris de no realitzar el referèndum, PSC-PSOE, PP i C's van sofrir una forta davallada, obtenint només 762.632 vots respecte als 1.070.763 que van sumar en les Eleccions al Parlament Europeu de 2009. ERC, partit obertament partidari de la independència de Catalunya va guanyar per primer cop unes eleccions des de les Eleccions generals espanyoles de 1936.

### Via Catalana (setembre)
Durant la Diada Nacional de Catalunya de 2014 l'Assemblea Nacional Catalana i Òmnium Cultural organitzaren una concentració a l'avinguda Diagonal i la Gran Via de les Corts Catalanes de Barcelona, formant una «V», per reivindicar la celebració de la consulta sobre la independència de Catalunya i la independència de Catalunya.

### Llei, consulta i procés de participació (setembre-octubre)

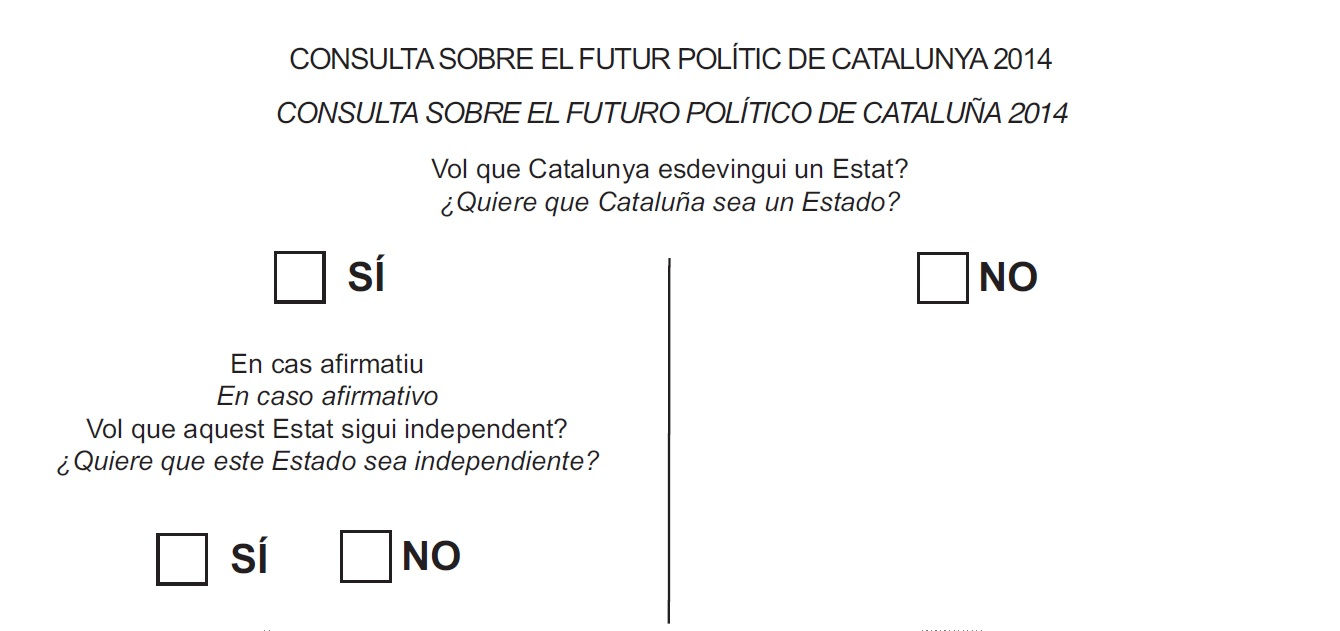
Papereta de la consulta

La llei de consultes populars no referendàries i d'altres formes de participació ciutadana va ésser aprovada el 19 de setembre en el ple del Parlament de Catalunya amb els vots a favor de CiU, ERC, PSC, ICV-EUiA i CUP que sumen el 79% del Parlament de Catalunya i els vots en contra de PP i C's. El dia 27 de setembre, el president Mas signà el decret de convocatòria de la consulta.
Tanmateix, el 29 de setembre el Govern d'Espanya aprovà, en un consell extraordinari, i presentà els recursos d'inconstitucionalitat en contra d'alguns articles de la llei de consultes i contra el decret de convocatòria de la consulta. Els dictàmens d'aquests recursos foren elaborats i aprovats per unanimitat pel Consell d'Estat d'Espanya, òrgan presidit per José Manuel Romay Beccaría, jurista que ocupà diferents càrrecs en el Govern d'Espanya durant la dictadura franquista. El Tribunal Constitucional d'Espanya es reuní de forma extraordinària (per primera vegada en la història) el mateix 29 de setembre, després de la ràpida convocatòria feta pel seu president, l'exmilitant del Partit Popular Francisco Pérez de los Cobos i admeté a tràmit els recursos presentats pel Govern d'Espanya, cosa que implicava que tant els preceptes recorreguts de la llei com el decret quedessin automàticament suspesos de forma cautelar durant cinc mesos.
Davant d'aquest bloqueig i després de diverses reunions amb els partits que donaven suport a la consulta popular, el president decidí, el 14 d'octubre, substituir aquesta consulta popular per un procés de participació ciutadana organitzat per la Generalitat de Catalunya que inclou una consulta amb la mateixa pregunta i que es durà a terme el mateix dia. De nou, la consulta va ésser suspesa el 4 de novembre pel Tribunal Constitucional d'Espanya a instàncies del Govern d'Espanya. Tanmateix, el Govern de Catalunya en va mantenir la convocatòria. Finalment, el 9 de novembre el procés de participació ciutadana es va dur a terme, i hi van participar 2.305.290 ciutadans. Els resultats van ser d'un 80,76% de vots favorables que Catalunya esdevingui un estat independent (Sí-Sí), un 10,07% de vots a favor de que Catalunya esdevingui un estat però no independent (Sí-No) i un 4'54% de vots en contra de que Catalunya esdevingui un estat (No). Més tard, el Tribunal Superior de Justícia de Catalunya condemnaria al President de la Generalitat Artur Mas, la Vicepresidenta de la Generalitat Joana Ortega i la Consellera d'Educació Irene Rigau a multes i penes d'inhabilitació d'entre 18 i 24 mesos per l'organització del procés participatiu.

## 2015

### Full de ruta unitari del procés sobiranista català (març)
El 30 de març de 2015, quatre mesos després que s'impedís realitzar el referèndum sobre la independència de Catalunya, es va signar un preacord sobre el full de ruta a seguir per tal d'iniciar un procés de transició democràtica perquè Catalunya esdevingui un estat independent. Les organitzacions signants d'aquest preacord foren l'Assemblea Nacional Catalana, Òmnium Cultural, l'Associació de Municipis per la Independència, Convergència Democràtica de Catalunya, Esquerra Republicana de Catalunya i Reagrupament Independentista.

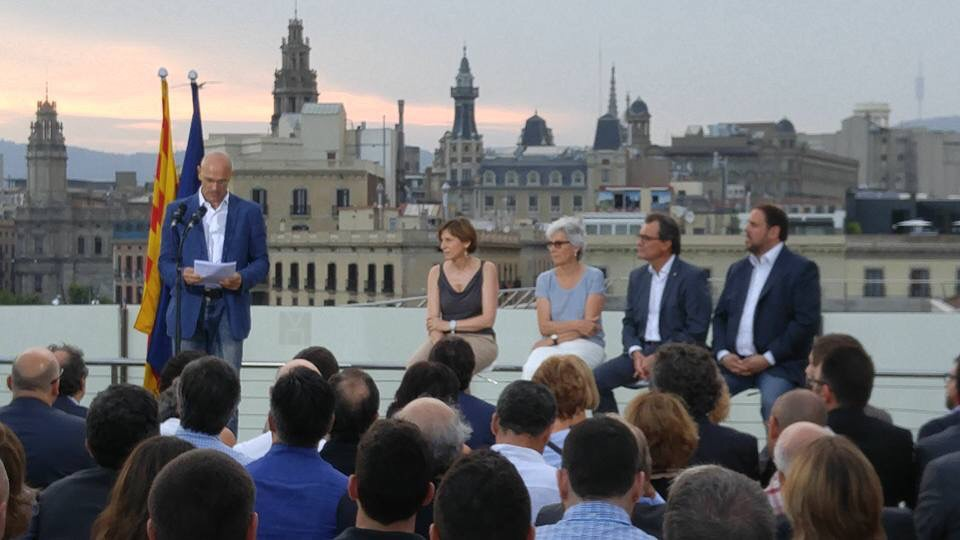
Acte de presentació de la candidatura de Junts pel Sí.

### Eleccions locals (maig)
El 25 de maig de 2015 se celebraren les eleccions locals a Catalunya. En aquest sentit, l'Assemblea Nacional Catalana va fer una crida a la ciutadania a donar suport a les candidatures compromeses amb la independència amb l'objectiu de constituir el màxim nombre de govern locals independentistes. També, l'Associació de Municipis per la Independència va fer una crida a establir acords postelectorals per tal que les institucions locals donin suport al procés d'independència.

### Via Lliure a la República Catalana (setembre)
Durant la Diada Nacional de Catalunya l'Assemblea Nacional Catalana i Òmnium organitzaren una concentració multitudinària que omplí l'Avinguda Meridiana de Barcelona amb l'objectiu de reivindicar la independència de Catalunya.

### Eleccions al Parlament de Catalunya (setembre)

Resultats de les eleccions al Parlament de Catalunya de 2015.

El 14 de gener de 2015, el President de la Generalitat, Artur Mas, convocà eleccions anticipades al Parlament de Catalunya pel dia 27 de setembre d'aquell mateix any. El President de la Generalitat anuncià que els resultats dels comicis es llegirien com un plebiscit sobre la independència de Catalunya. Per tal de fer valer el caràcter plebiscitari de les eleccions, els partits favorables a la independència de Catalunya (Convergència Democràtica de Catalunya, Esquerra Republicana de Catalunya, Demòcrates de Catalunya - escissió d'UDC - i Moviment d'Esquerres - escissió del PSC) es presentaren conjuntament en les llistes de Junts pel Sí, que encapçalaren com a independents Raül Romeva, Carme Forcadell i Muriel Casals. La CUP no va voler integrar-se en la coalició, però si va donar suport a llegir les eleccions en clau plebiscitària. La resta de partits no acceptaren que les eleccions es presentessin com un plebiscit. ICV, EUiA, Podem i Equo es presentaren dins de la coalició de Catalunya Sí Que Es Pot sense definir la seva posició respecte a la independència. El PSC, Ciutadans i el PPC manifestaren durant la campanya electoral la seva oposició a la independència. El 27 de setembre de 2015 se celebraren les eleccions al Parlament de Catalunya, amb una participació rècord del 74,95% del cens. Aquestes eleccions, donaren una majoria parlamentària a les candidatures independentistes: Junts pel Sí i Candidatura d'Unitat Popular. En percentatge de vot, les forces independentistes (Junts pel Sí i la CUP) arribaren al 47'8%, davant d'un 39'11% dels partits contraris a la independència, fet que impossibilitava als partits independentistes declarar de forma immediata la ruptura amb el Regne d'Espanya (per no superar el 50% de vots favorables), però que permetia iniciar un procés cap a la independència creant estructures d'estat i que finalitzaria amb un referèndum que ratifiqués la voluntat del poble de Catalunya a esdevindre un estat independent, ja que per primer cop el Parlament de Catalunya comptava amb una majoria independentista i el Govern de la Generalitat era nítidament favorable a la independència de Catalunya. L'inici de la XI legislatura i la constitució del nou Parlament català es produí el 26 d'octubre de 2015, amb Carme Forcadell (JxSí) elegida Presidenta del Parlament de Catalunya.

### Declaració d'inici del procés d'independència (novembre)
El ple del Parlament de Catalunya aprovà el 9 de novembre de 2015 la declaració d'inici del procés de creació de l'estat català independent en forma de república i l'obertura d'un procés constituent ciutadà, participatiu, obert, integrador i actiu per tal de preparar les bases de la futura constitució catalana.

### El Govern d'Espanya intervé les finances del Govern de Catalunya (novembre)
El Govern d'Espanya intervé de facto les finances de la Generalitat de Catalunya imposant condicions especials per prestar-li diners.

### Primera sessió d'investidura (novembre)
En la primera sessió d'investidura del 10 de novembre de 2015, la candidatura d'Artur Mas, President en funcions de la Generalitat, fou rebutjada pel Parlament de Catalunya, al no haver-se assolit una entesa entre els dos partits independentistes Junts pel Sí i la CUP. Després d'un llarg període de negociacions, la CUP decideix traslladar a la seva militància la decisió de donar suport a la investidura d'Artur Mas, i el 27 de desembre celebra una consulta interna que acaba en un empat a 1.515 vots. Finalment, el 2 de gener la CUP decideix no donar suport a Artur Mas i demana a Junts pel Sí que presenti un nou candidat per a la presidència de la Generalitat.

## 2016

### Constitució del Govern de Catalunya (gener)

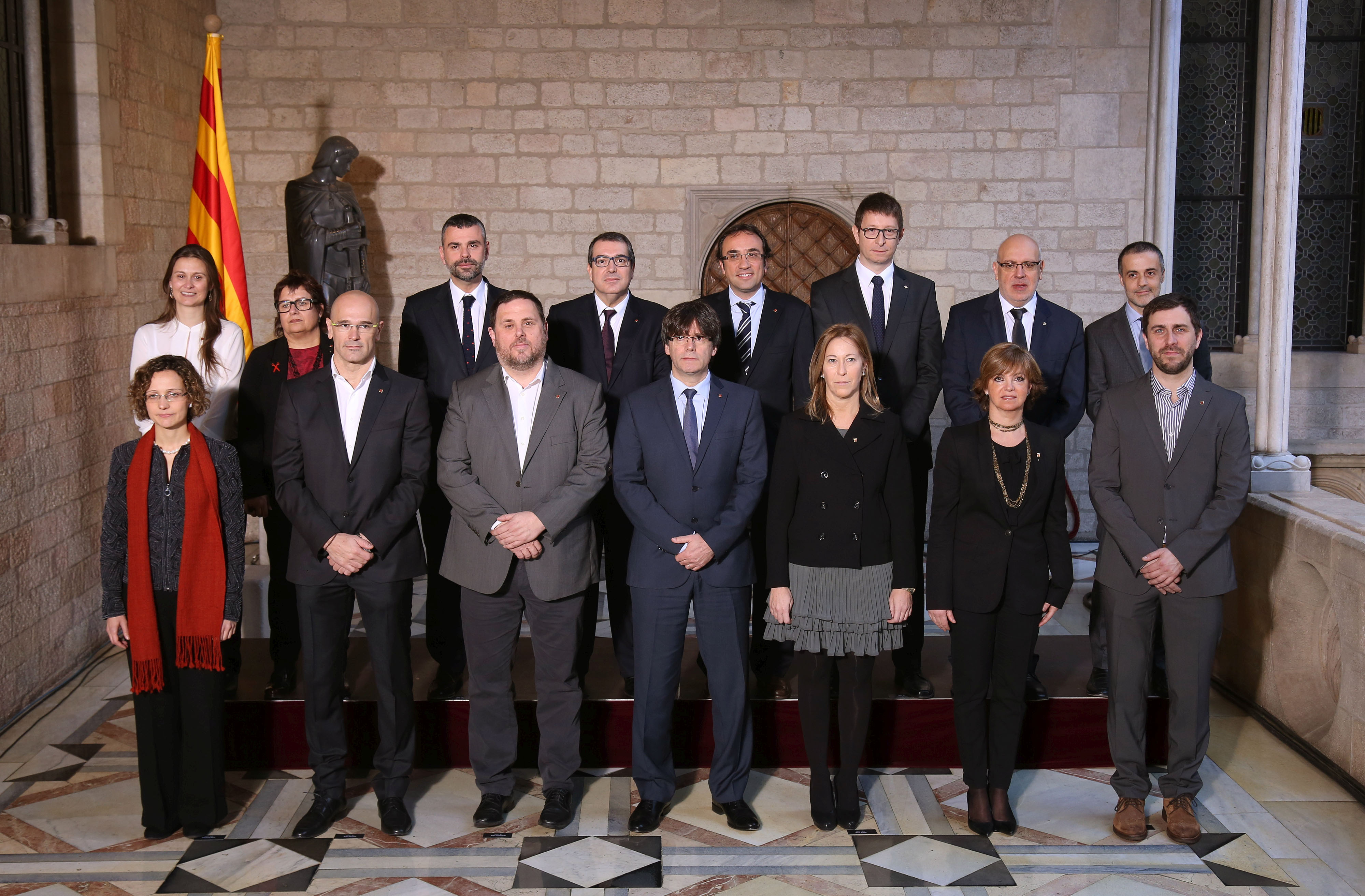
Foto oficial dels membres del govern (dijous 14 de gener de 2016, Barcelona).

Després de les eleccions al Parlament de Catalunya del 27 de setembre de 2015 i les llargues negociacions entre Junts pel Sí i la CUP, el diumenge 10 de gener, 1 dia abans de la data límit legal per a elegir president, l'alcalde de Girona i diputat de Junts pel Sí, Carles Puigdemont i Casamajó, va ser investit nou president de la Generalitat en la primera votació.
El 9 de gener de 2016, el llavors president en funcions de la Generalitat, Artur Mas, va proposar el seu nom com a candidat per a la presidència de Catalunya. La CUP-CC va acceptar que Carles Puigdemont fos el següent president de la Generalitat amb un pacte amb Junts pel Sí. El diumenge, 10 de gener de 2016, l'últim dia legal per a dur-ho terme, va ser investit president pel Parlament de Catalunya. D'aquesta manera, per primer cop la Generalitat de Catalunya tenia un govern favorable a la independència.

### El Tribunal Constitucional d'Espanya suspèn el Departament d'Afers Exteriors (febrer)
El 17 de febrer de 2016 el Tribunal Constitucional d'Espanya va suspendre el Departament d'Afers Exteriors, Relacions Institucionals i Transparència de la Generalitat de Catalunya arran d'un recurs del Govern d'Espanya.

### Es destapa l'Operació Catalunya(juliol)
El 6 de juliol de 2016 es va destapar l'Operació Catalunya, operació del Cos Nacional de Policia del Regne d'Espanya que tenia per objectiu espiar els polítics favorables al procés independentista català.

### El Parlament de Catalunya aprova les conclusions de la comissió d'estudi del procés constituent (juliol)
El 18 de juliol la comissió d'estudi del procés constituent del Parlament de Catalunya va aprovar les seves conclusions. El 27 de juliol el ple del parlament va aprovar les conclusions per 72 vots a favor i 11 en contra.

### A punt (setembre)
L'Onze de setembre, l'Assemblea Nacional Catalana té previst organitzar una manifestació per a reivindicar la independència de Catalunya.

### Anunci de la celebració d'un referèndum sobre la independència (setembre)
El 28 de setembre de 2016, el president Carles Puigdemont va anunciar en el Ple del Parlament de Catalunya que el Govern de Catalunya convocaria un referèndum sobre la independència de caràcter vinculant el setembre de l'any 2017. També va fer públic que l'arquitectura del referèndum i la seva organització recauria en el vicepresident, Oriol Junqueras, i el conseller d'Afers i Relacions Institucionals i Exteriors i Transparència, Raül Romeva.

### El Parlament insta al Govern a convocar un referèndum i a preparar les estructures d'estat (octubre)
El 6 d'octubre de 2016 el Parlament de Catalunya va aprovar una resolució en la qual instava el Govern de Catalunya a celebrar un referèndum vinculant sobre la independència de Catalunya, a tot tardar, al setembre del 2017, amb una pregunta clara i de resposta binària. En aquesta mateixa resolució, també s'instava al Govern a impulsar el procés constituent i a preparar les estructures d'estat en matèria de gestió tributària i fiscal, educació, prestacions socials, entre d'altres.

### Constitució del Pacte Nacional pel Referèndum (desembre)
El 23 de desembre de 2016, es va constituir al Parlament de Catalunya el Pacte Nacional pel Referèndum amb l'objectiu de celebrar el referèndum sobre la independència de Catalunya.

## 2017

### Presentació del referèndum sobre la independència al Parlament Europeu (gener)

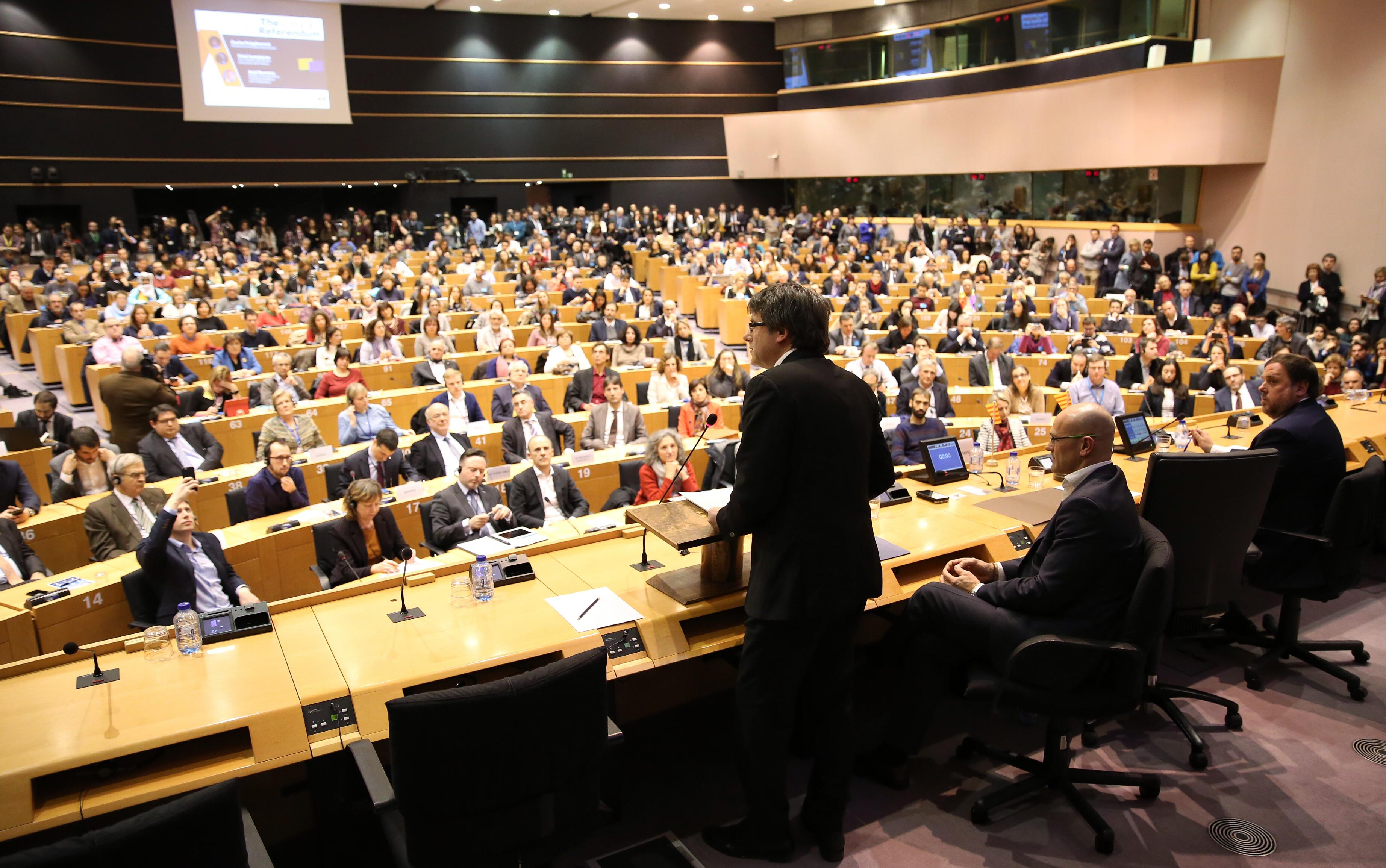
Intervenció del president Carles Puigdemont al Parlament Europeu.

El 24 de gener de 2017 el Govern de Catalunya va presentar el referèndum al Parlament Europeu, concretament a la sala PHS 3C050 de la seu de Brussel·les. L'acte, que portava per títol "The Catalan Referendum", va comptar amb la intervenció del president Carles Puigdemont, el vicepresident Oriol Junqueras i el conseller d'afers exteriors Raül Romeva. Hi van assistir unes 500 persones, entre les quals hi havia eurodiputats, diplomàtics i periodistes de mitjans internacionals.

### El Tribunal Constitucional d'Espanya anul·la la resolució del referèndum sobre la independència (febrer)
El febrer de 2017 el Tribunal Constitucional d'Espanya va decidir anul·lar la resolució del Parlament de Catalunya que instava al Govern de Catalunya a celebrar el referèndum sobre la independència el setembre de 2017. La resolució ja havia estat suspesa cautelarment el desembre de 2016 quan el Govern del Regne d'Espanya va presentar un incident d'execució al Tribunal Constitucional d'Espanya.

### Es constitueix el grup de debat sobre Catalunya i el procés independentista al Parlament del Regne Unit (març)
El 14 de març de 2017 es va crear l'All-Party Parliamentary Group on Catalonia, un grup de debat sobre Catalunya i el procés independentista català format per diferents diputats del Parlament del Regne Unit. L'acte de constitució va comptar amb la participació de Raül Romeva, conseller d'Afers Exteriors del Govern de Catalunya.

### La Guàrdia Civil interroga a diferents impulsors del referèndum (juliol)
Durant el mes de juliol de 2017 la Guàrdia Civil d'Espanya, cos policial de naturalesa militar i dependent del Govern d'Espanya, cità a declarar a diferents persones impulsores del referèndum. El 26 de juliol s'interrogà a Joaquim Nin, secretari general de Presidència, i Jordi Graells, director general d'Atenció Ciutadana. El 27 de juliol s'interrogà a Jaume Clotet, director de comunicació del Govern, i també a Joan Ignasi Elena, coordinador del Pacte Nacional pel Referèndum. El 28 de juliol s'interrogà a Anna Molas, directora de comunicació del Departament d'Exteriors, Relacions Institucionals i Transparència, i també a Ignasi Genovès, director general de Difusió. En un primer moment, es feu públic que les diligències eren obertes pel Tribunal Superior de Justícia de Catalunya. Tanmateix, el mateix tribunal va desmentir, en un comunicat, aquest fet i assegurà que les diligències no van ser sol·licitades a instància seva.

### Es fa públic el Manifest de Les (agost)
El 14 d'agost de 2017 un conjunt de ciutadans i polítics de l'Aran van fer públic el Manifest de Les, en el qual es dona suport al referèndum sobre la independència de Catalunya i al procés independentista català.

### Es presenta la Llei de transitorietat jurídica i fundacional de la República (agost)
El 28 d'agost de 2017 la majoria independentista del Parlament, formada pels grups parlamentaris de JxSí i la CUP-CC, va presentar i registrar al Parlament de Catalunya la Llei de transitorietat jurídica i fundacional de la República.

### El Govern fa públic un informe que legitima el referèndum sobre la independència (agost)
El 31 d'agost de 2017 el Departament d'Exteriors del Govern va enviar una comunicació a les cancelleries internacionals amb un informe titulat «Catalonia's Legitimate Right to Decide» elaborat per un grup d'experts en dret internacional. L'informe avala la legitimitat del referèndum després d'analitzar els antecedents històrics, polítics i sociològics, el dret a decidir, la legalitat del referèndum i la legitimitat del Govern en la crida a les urnes.

### El Nobel de la Pau Ahmed Galai llegeix el manifest «Deixin votar els catalans» des del Palau de la Generalitat (setembre)
El 4 de setembre de 2017 el Premi Nobel de la Pau Ahmed Galai llegí el manifest «Deixin votar els catalans» des del Palau de la Generalitat acompanyat del president Carles Puigdemont. Galai assegurà que "les urnes mai no haurien de ser considerades com un problema ni la causa d'un conflicte" i, en aquest cas, el referèndum impulsat pel Govern per al pròxim 1 d'octubre, "tampoc". També declarà que "les urnes són la solució civilitzada i democràtica dels conflictes i l'1 d'octubre no n'hauria de ser una excepció".

### Electes i militants del PSC, ICV i el PSUC donen suport al referèndum (setembre)
El 4 de setembre de 2017 electes i militants històrics del Partit Socialista Unificat de Catalunya signen el manifest «El 78 no va ser possible. Ara podem» que dona suport al referèndum sobre la independència de l'1 d'octubre. Entre els signants hi ha l'exalcalde de Cornellà de Llobregat, Frederic Prieto, l'exalcalde de Tiana, Emili Muñoz, l'arqueòleg Eudald Carbonell i l'exdiputat Alfredo Amestoy.
El 5 de setembre de 2017 les persones impulsores del manifest «Crida del Baix Llobregat» presenten el document que crida a participar en referèndum sobre la independència. Entre els signants hi ha, principalment, electes i ex-electes del Baix Llobregat de partits en els quals les direccions han optat per fer una crida a no participar en el referèndum com ara el Partit dels Socialistes de Catalunya i Iniciativa per Catalunya Verds.

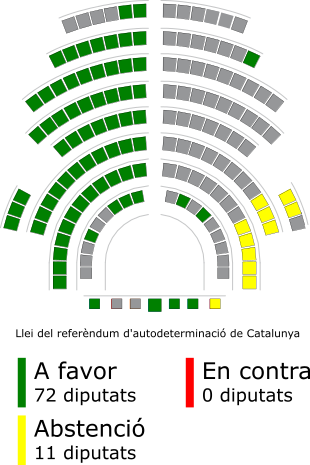
Resultats de la votació de la Llei del Referèndum

### El Parlament aprova la Llei del referèndum d'autodeterminació vinculant sobre la independència (setembre)
El 6 de setembre el Parlament de Catalunya aprovà la Llei del referèndum d'autodeterminació vinculant sobre la independència de Catalunya. Ho va fer, després que el Parlament aprovés ampliar l'ordre del dia per debatre aquesta iniciativa, per sol·licitud dels grups parlamentaris de Junts pel Sí i la CUP a les 10:10h del matí. La Presidenta del Parlament, Carme Forcadell, va haver de suspendre el Ple en diverses ocasions per convocar reunions de la Mesa i de la Junta de Portaveus, per resoldre les peticions de reconsideració dels grups parlamentaris del PSC, Ciutadans i PPC. Finalment, a dos quarts de vuit del vespre va començar el debat de la llei, que va ser aprovada a les 21.34h per 72 vots a favor (JxSí, CUP i diputat no adscrit), 11 abstencions (CSQP) i cap vot en contra (ja que els diputats de Ciutadans, PSC i PPC havien abandonat prèviament el Ple). El Ple del Parlament, però, va continuar, i mentrestant, a les 22.11h, la Llei del Referèndum d'Autodeterminació va aparèixer publicada al Diari Oficial del Parlament de Catalunya (DOPC). Poc més tard, a les 23.30h el Govern de la Generalitat en bloc encapçalat pel president Carles Puigdemont signà el Decret de convocatòria del referèndum pel dia 1 d'octubre, amb la pregunta "Voleu que Catalunya sigui un estat independent en forma de República?". A les 23.50h, el Ple del Parlament, a petició de JxSí i la CUP, torna a aprovar una alteració de l'ordre del dia per incloure la votació de la sindicatura electoral pel referèndum, i se suspèn el Ple durant 1 hora perquè els grups presentin candidats a la sindicatura. A les 00.30h, JxSí i la CUP registren una petició perquè la Mesa admeti a tràmit la Llei de Transitorietat Jurídica i Fundacional de la República, i la petició es aprovada minuts després. A la 1:50h de la matinada, els membres de la Sindicatura Electoral del referèndum són aprovats per 70 vots a favor (JxSí i CUP) i 8 en contra (CSQP). Un cop més, Ciutadans, PSC i PPC no varen participar en la votació. Amb tot això, el Govern de la Generalitat fa efectiva la convocatòria del referèndum.

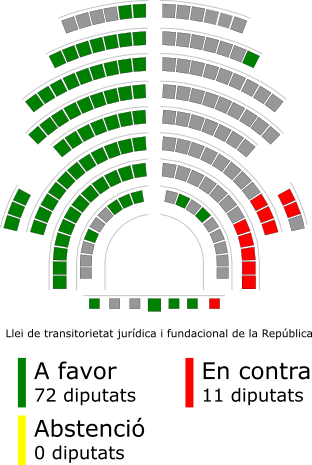
Resultats de la votació de la Llei de Transitorietat Juríica i Fundacional de la República

### El Parlament aprova la Llei de transitorietat jurídica i fundacional de la República (setembre)
El 8 de setembre el Parlament de Catalunya aprovà la Llei de transitorietat jurídica i fundacional de la República. Com ja va passar dos dies abans, en el Ple del Parlament en què es va aprovar la Llei del Referèndum, el Ple es suspèn en diverses ocasions per convocar reunions de la Mesa per atendre les peticions de reconsideració dels grups de Ciutadans, PSC i PPC. El debat no comença fins a les onze del vespre, i la Llei de Transitorietat es aprovada per 71 vots a favor (JxSí i CUP) i 10 en contra (CSQP). Els diputats de Ciutadans, PSC i PPC tornaren a abandonar l'hemicicle per no participar en la votació. La Llei de Transitorietat entraria en vigor automàticament en cas que l'1-O guanyés el Sí en el referèndum, i estableix un nou marc legal transitori a Catalunya fins a la convocatòria d'unes eleccions constituents. En cas que guanyés un No en el referèndum, el Govern de la Generalitat es compromet a convocar eleccions al Parlament.

### La Diada del Sí (setembre)
L'Assemblea Nacional Catalana organitzà La Diada del Sí, concentració que va tenir per objectiu reivindicar la independència de Catalunya. L'esdeveniment va tenir lloc l'Onze de Setembre a Barcelona, amb un milió d'assistents segons xifres de la Guàrdia Urbana, que donaren suport a la realització del referèndum i a la independència de Catalunya.

### La campanya del referèndum (setembre)

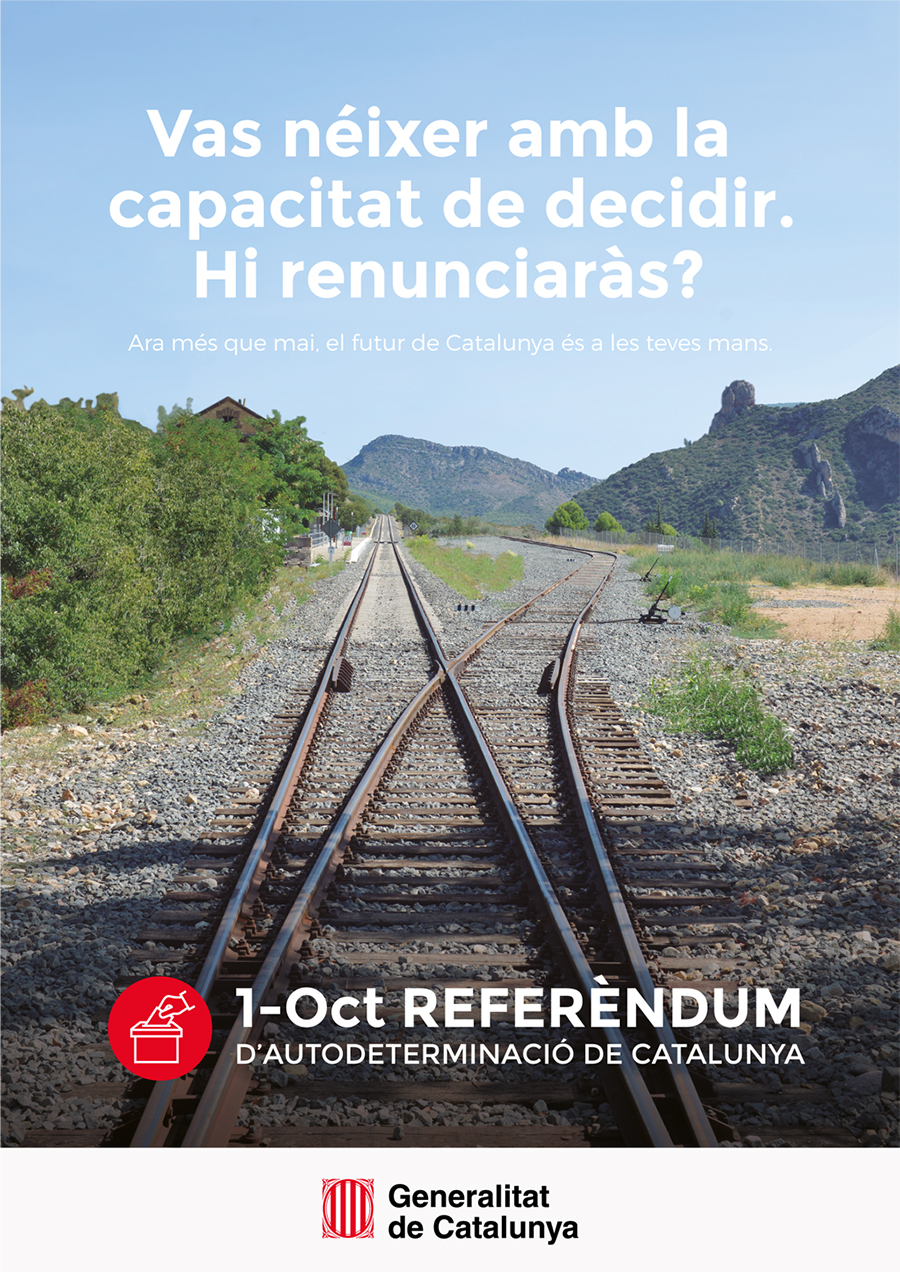
Cartell publicitari del Referèndum d'Autodeterminació de Catalunya de l'1 d'octubre del 2017.

La campanya del referèndum sobre la independència de Catalunya es duu a terme entre el 15 i el 29 de setembre de 2017. El 15 de setembre es dona el tret de sortida a la campanya amb un acte a Tarragona de les forces favorables al Sí en el referèndum. Tot i que el Govern del Regne d'Espanya afirma que l'acte és il·legal, finalment es realitza sense intervenció de les forces policials. Durant els dies de campanya, agents de la Guàrdia Civil registren diverses impremtes en busca de les paperetes del referèndum. També confisquen divers material de campanya i cartells i díptics anunciant el referèndum. La web que anunciava el referèndum també se censurada dins del territori del Regne d'Espanya, però la web segueix sent accessible a través de mirrors i proxys. A més, el Govern de la Generalitat obre un compte de Twitter oficial per facilitar la informació sobre el referèndum. En mig de la campanya, la Fiscalia de l'Estat cita a declarar més de 700 alcaldes per donar suport a la votació del 1-O. Els alcaldes citats a declarar, però, es neguen a declarar o bé no s'hi presenten. Les mobilitzacions són presents en cada actuació de la Guàrdia Civil, i la premsa internacional es fa ressò del to pacífic i alegre dels manifestants, que regalen clavells i canten cançons als agents policials, com el "Passi-ho bé" de Josep Maria Mainat.

### Els fets del 20-S (setembre)
El día 20 de setembre a primera hora del matí, la Guàrdia Civil, per ordre de la Fiscalia del Regne d'Espanya, comença una macrooperació policial a Catalunya per aturar la realització del referèndum. Els agents de la Guàrdia Civil entren a la Conselleria d'Economia, a la Conselleria d'Afers Exteriors, a la Conselleria de Governació i a la Conselleria d'Afers Socials de la Generalitat, i hi tallen les línies telefòniques i l'accés a Internet. Hi ha un total de 14 detinguts, alts càrrecs del govern i treballadors de la Generalitat. Entre els detinguts hi ha el Secretari General de la Vicepresidència, Josep Maria Jové i el Secretari d'Hisenda, Josep Lluís Salvadó. A les 10.49h del matí, la Gran Via i la Via Laietana es tallen per una mobilització ciutadana que es concentra davant la Conselleria d'Economia per protestar contra la intervenció i els escorcolls a les seus del Govern de la Generalitat. Els agents de la Guàrdia Civil també entren en empreses privades, com T-Systems, i en domicilis particulars, com el del director de sistemes de la Fundació PuntCAT. El Vicepresident de la Generalitat, Oriol Junqueras, explica que "Hi ha detencions al carrer sense ordre judicial. […] Això no passa en cap democràcia occidental i cal una resposta de tothom. […] una demostració més que hi ha un veritable estat policial".

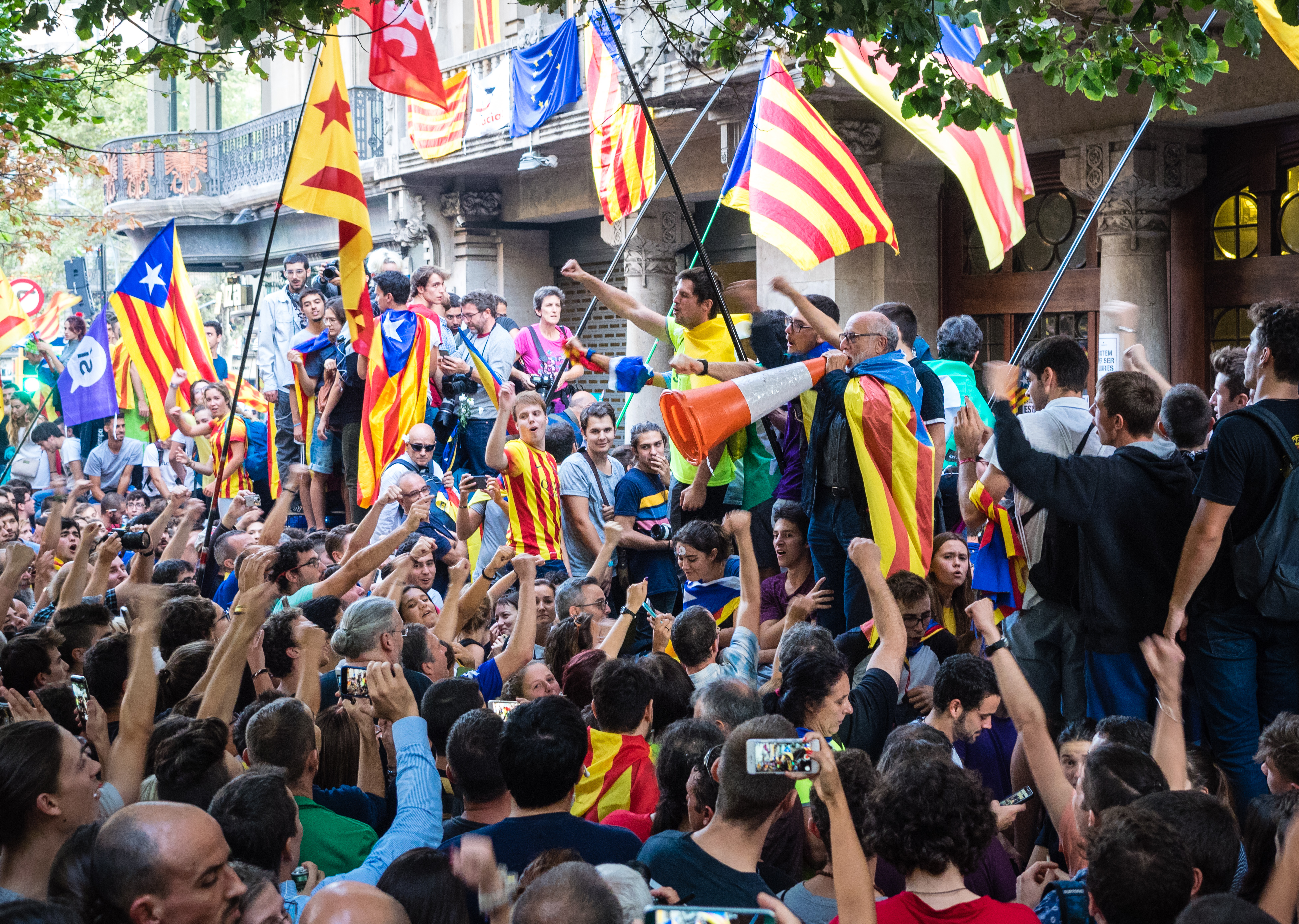
Concentracions del 20-S a Catalunya.

A les 11.50h el Govern de la Generalitat es reuneix d'urgència, i a les 12.42h el President de la Generalitat, Carles Puigdemont, acompanyat dels consellers, diu que "l'Estat ha suspès 'de facto' l'autonomia de Catalunya" i parla obertament d'Estat d'Excepció. El president dona per "il·legítima l'actuació de l'estat espanyol perquè ha traspassat qualsevol línia vermella d'un règim democràtic". Les concentracions s'estenen arreu de Catalunya, amb desenes de milers de manifestants a Lleida, Tarragona, Girona i Vic, així com en diverses capitals d'arreu d'Europa, i la concentració principal a Barcelona davant de la Conselleria d'Economia es xifra en 40.000 manifestants segons la Guàrdia Urbana. Al Congrés dels Diputats de Madrid, els diputats de Podemos, Izquierda Unida, Compromís, PNV i Bildu, juntament amb els diputats del PDeCAT i ERC es solidaritzen per demanar la llibertat dels detinguts.
A les 15:06h es confirma que la Guàrdia Civil ha requisat 10 milions de paperetes del referèndum i diversos col·lectius catalans, espanyols i internacionals condemnen les actuacions policials que es produeixen a Catalunya. Els agents de la Guàrdia Civil també es presenten davant la seu de la CUP, però al no disposar d'una ordre judicial, acaben marxant sense entrar en la seu, davant de milers de manifestants entre els quals hi ha Alfred Bosch (ERC), Xavier Trias (PDeCAT) i Antoni Castellà (Demòcrates de Catalunya), deixant una imatge insòlita. El ministre d'Economia del Regne d'Espanya, Cristóbal Montoro, segueix insistint en que el control de les finances de la Generalitat es manté de manera indefinida davant el risc de la celebració del referèndum. A les 19.48h, la Plaza del Sol de Madrid també s'omple per protestar contra la macrooperació policial a Catalunya. Mentrestant, en una declaració feta a les 21h, el president de l'Estat Espanyol, Mariano Rajoy, amenaça amb actuacions majors en les pròximes hores si el Govern de la Generalitat no desconvoca el referèndum.
A les 21.44h, la Guàrdia Civil acaba l'escorcoll a la Conselleria d'Economia, però no pot sortir de l'edifici perquè els milers de manifestants bloquen la sortida de l'edifici. A les 22h es produeix una cassolada en totes les ciutats de Catalunya. Finalment, les entitats sobiranistes ANC i Òmnium Cultural posen les 00.00h com l'hora de desconvocatòria de la concentració davant la Conselleria d'Economia. La concentració, però, no es dispersa del tot, i obliga a les forces policials a actuar durant tota la matinada. Finalment, a les 07:54h del matí, els agents de la Guàrdia Civil poden abandonar l'edifici de la Conselleria i a les 08.55h, gairebé 24h després, es reprèn la circulació en la Gran Via i la Via Laietana.
El matí següent, ja 21 de setembre, les concentracions segueixen en diverses ciutats. A les 11.30h, estudiants universitaris tallen l'Avinguda Diagonal de Barcelona per manifestar-se en defensa de la democràcia. A les 12h comença una concentració permanent davant del Tribunal Superior de Justícia fins que no s'alliberin els alts càrrecs i treballadors de la Generalitat detinguts el dia anterior, que obliga a tallar el trànsit al Passeig Lluís Companys. A les 17.34h, el president Carles Puigdemont mitjançant el seu compte de Twitter, anuncia una web des d'on els ciutadans poden consultar el lloc on s'han de dirigir per votar l'1 d'octubre. A les 21h, el president de la Generalitat, insisteix que la convocatòria segueix en peu i fa una crida a una participació massiva. Mentrestant, es produeix una nova cassolada, segueixen les concentracions i les forces policials segueixen sense deixar en llibertat alguns dels detinguts.

### Celebració del referèndum sobre la independència (octubre)

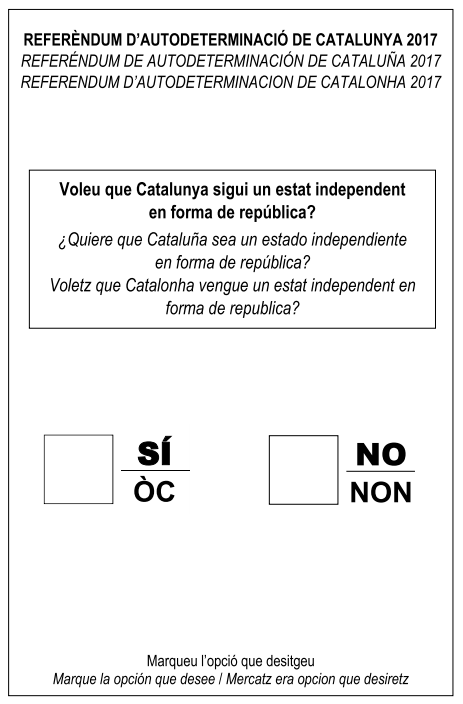
Papereta del Referèndum d'Autodeterminació de Catalunya de l'1 d'octubre de 2017.

El Govern de Catalunya celebrà el referèndum sobre la independència de Catalunya, de caràcter vinculant, l'1 d'octubre de 2017. El Govern del Regne d'Espanya avisà que els cossos policials tancarien les escoles el cap de setmana per evitar que es fes el referèndum. En moltes de les escoles catalanes, les AMPA i la població civil organitzaren activitats lúdiques durant tot el cap de setmana per evitar-ne el tancament, i dissabte a la nit molta gent dormí a les escoles. De matinada, agents dels Mossos d'Esquadra van personar-se en els col·legis per avisar els concentrats que estaven incomplint una ordre judicial si no els deixaven accedir als col·legis, però els concentrats es van negar a permetre l'accés als agents. Malgrat tot, alguns col·legis van ésser tancats. Tot i els esforços dels darrers dies de la Policia Nacional i de la Guàrdia Civil per evitar que les urnes i les paperetes arribessin als col·legis, les urnes van arribar als col·legis electorals de matinada, transportades per particulars, que les havien amagat als seus domicilis seguint instruccions del Govern de la Generalitat.
A primera hora del matí del diumenge, es constituïen les meses electorals en els col·legis que havien pogut obrir. Com que molts col·legis havien estat tancats pels cossos policials, el Conseller de la Presidència Jordi Turull avisà per sorpresa que s'activava el cens universal, de manera que els ciutadans censats podien votar en qualsevol dels col·legis electorals oberts. Va ser possible gràcies a l'ús d'una eina informàtica que consultava el cens total. Això va fer més lent el procés electoral però va fer possible que molta gent pogués votar malgrat no poder accedir al col·legi electoral que tenia assignat.

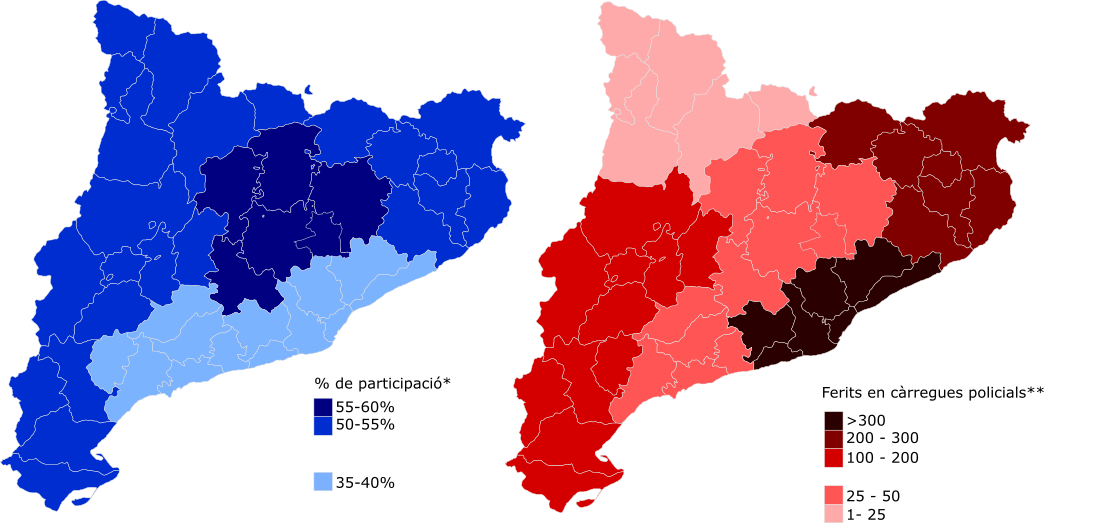
Participació i número de ferits l'1-O

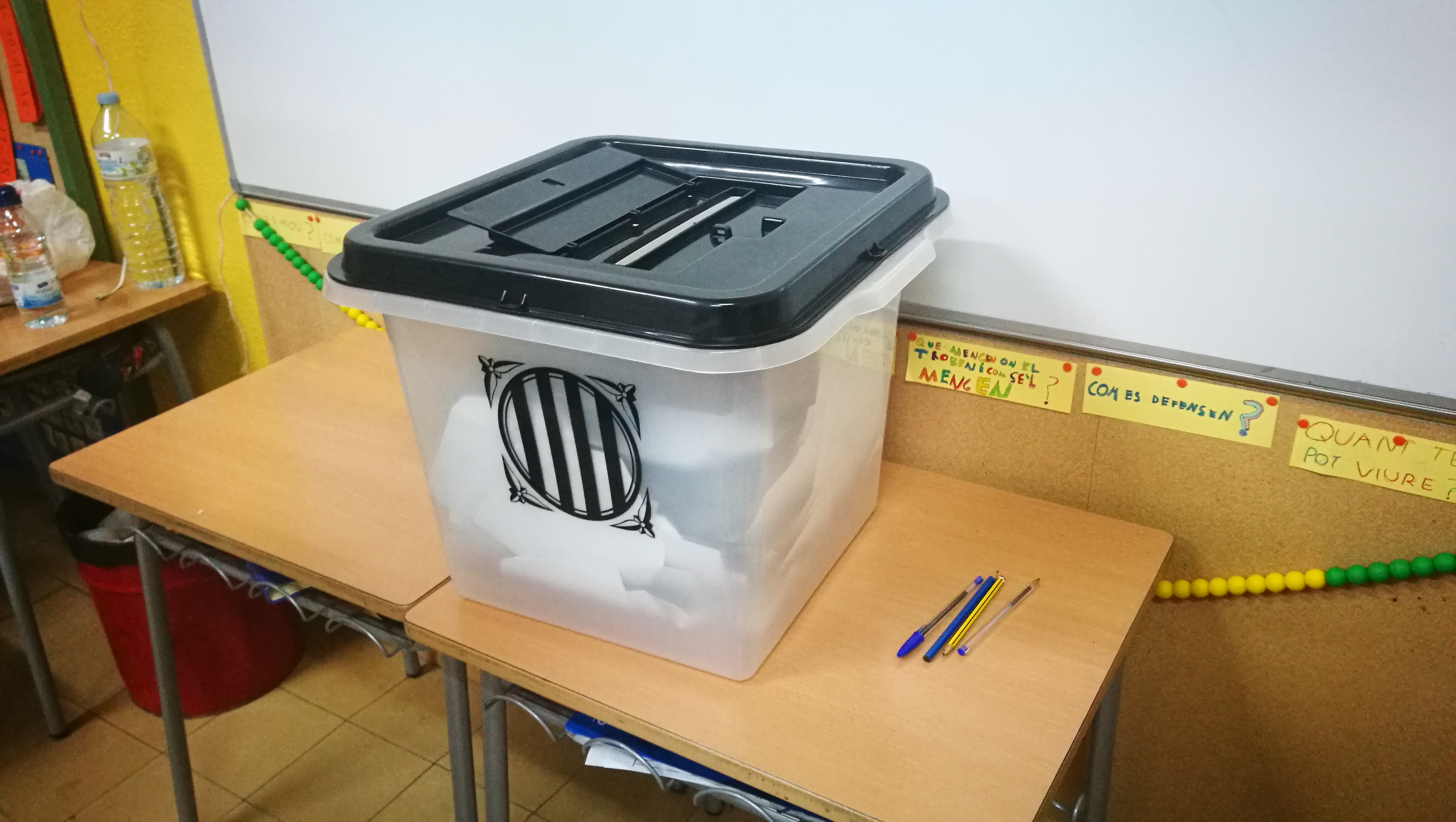
Urna del Referèndum de l'1-O

Abans de les 10h del matí, a la població de Sant Julià de Ramis (localitat on havia d'anar a votar el President de la Generalitat, Carles Puigdemont), arribà un grup d'agents de la Guàrdia Civil que intentà accedir al col·legi per endur-se les urnes i les paperetes. Els ciutadans que estaven esperant per votar en aquell moment, van impedir el pas als agents policials. Donada la situació, i amb l'aprovació del Govern del Regne d'Espanya, els agents de la Guàrdia Civil entraren fent ús de la força dins del recinte escolar. A la vegada, en altres localitats d'arreu del territori, agents de la Policia Nacional i la Guàrdia Civil utilitzaren la violència per accedir als col·legis, desallotjar-los i endur-se les urnes i les paperetes. Les imatges van començar a ser difoses per les xarxes socials i donaren la volta el món; ben aviat els mitjans internacionals es feien ressò dels fets. A la vegada, representants del Govern del Regne d'Espanya negaven uns fets que eren evidents i que havien estat observats per tota la comunitat internacional. El Sistema d'Emergències Mèdiques (SEM) elevà a 893 el nombre de ferits pels cossos policials espanyols durant l'1 d'octubre atesos en els centres de salut. La brutalitat policial fou condemnada de manera contundent per la majoria de partits polítics, sindicats i altres entitats. La comunitat internacional condemnà els fets de manera més o menys contundent; la Comissió Europea condemnà de manera general tota mena de violència, però donant suport al Govern d'Espanya quant a la il·legalitat del referèndum i apel·lant al diàleg per ambdues parts.
La violència i l'ús de la força dels cossos policials espanyols no van poder impedir la votació. En alguns col·legis, les urnes plenes de paperetes van haver de ser transportades a llocs més segurs per a fer el recompte i per evitar que fossin requisades pels agents policials. Malgrat el nombre de col·legis electorals tancats, el nombre d'urnes i vots requisats i la situació de brutalitat policial, la participació en el referèndum va ser d'un 43'03% (2.286.217 electors) - només es comptabilitzen les paperetes recomptades. El sí a favor que Catalunya sigui un Estat independent en forma de República es va imposar per un 90'18% dels vots, -el que representa un 38,8% del cens electoral- en front d'un 7'83% de vots pel No i un 1'98% de vots en blanc.
Posteriorment, s'estrenà la pel·lícula documental El primer dia d'octubre, produïda per la Directa i l'Agència UO narra els fets de la jornada del referèndum, amb diversos testimonis a peu de carrer i un recorregut per diferents col·legis electorals.

### Vaga general (octubre)
El 3 d'octubre de 2017 diferents organitzacions i sindicats com la CGT, la CNT, la Intersindical Alternativa de Catalunya (IAC) la Intersindical-CSC i d'altres van promoure una vaga general de protesta contra la repressió promoguda per les institucions espanyoles durant el referèndum sobre la independència. El seguiment de la vaga general es compta en 2,2 milions de persones. Des de la Taula per la Democràcia (UGT, CCOO, PIMEC, CECOT, ANC, Òminum Cultural...), es van convocar també mobilitzacions anunciades com a aturada de país. Segons la Guàrdia Urbana, es manifestaren 700.000 persones a la ciutat de Barcelona, 60.000 a Girona, 45.000 a Lleida i 35.000 a Tarragona. Les mobilitzacions duraren des de primera hora del matí fins al vespre, i algunes de les principals carreteres com l'AP-7, l'AP-2, la C-32 o la C-25 foren tallades. Un 88% de petites empreses foren tancades de forma parcial o total i un 70% de treballadors públics va exercir el seu dret a vaga.

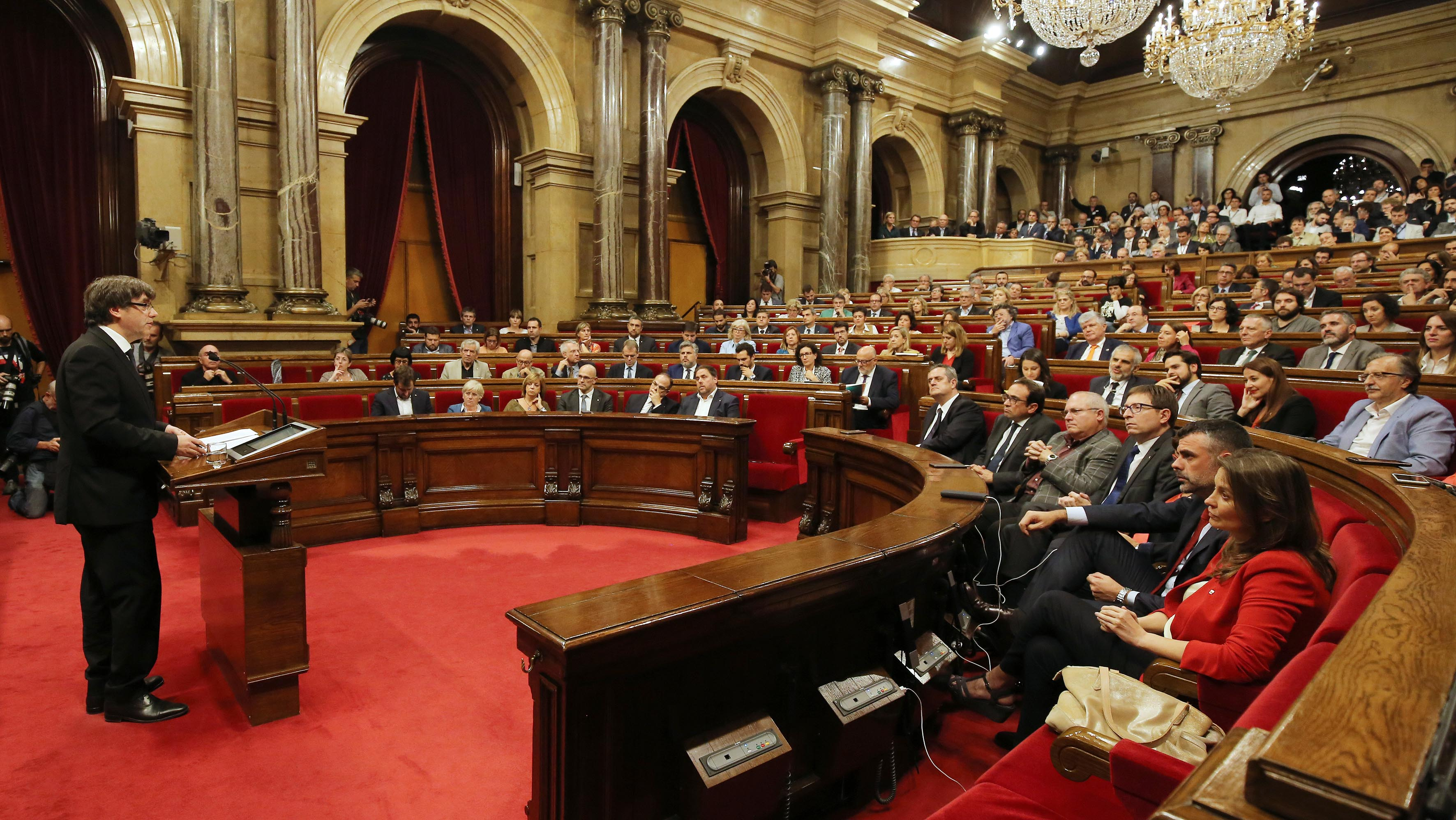
El president Carles Puigdemont, anunciant la suspensió de la Declaració d'Independència, el 10 d'octubre de 2017.

### Suspensió de la Declaració d'Independència (octubre)
El 10 d'octubre de 2017, el President de la Generalitat, Carles Puigdemont, traslladà al Parlament de Catalunya els resultats del Referèndum sobre la Independència de Catalunya. Segons el que estipulava la Llei del Referèndum d'Autodeterminació, una victòria del Sí implicava la Declaració d'Independència i l'activació de la Llei de Transitorietat Jurídica i Fundacional de la República. Tanmateix, el President optà per declarar suspesa de forma temporal la Declaració d'Independència i obrir negociacions i diàleg amb el Govern del Regne d'Espanya.

### Empresonament de Jordi Sànchez i Jordi Cuixart (octubre)
El 16 d'octubre de 2017, la justícia espanyola decretà l'empresonament preventiu sense fiança del president de l'ANC, Jordi Sànchez, i del president d'Òmnium Cultural, Jordi Cuixart, acusats del delicte de sedició per la convocatòria de les mobilitzacions del 20-S. El Govern de la Generalitat de Catalunya els considerà presos polítics i Amnistia Internacional demanà la seva posada en llibertat immediata. Els dies 19 i 21 d'octubre s'organitzaren mobilitzacions per demanar la llibertat dels presos polítics a la majoria de ciutats catalanes.

### Intent de convocatòria d'eleccions autonòmiques per evitar l'aplicació de l'article 155 (octubre)
El 26 d'octubre de 2017, el President de la Generalitat, Carles Puigdemont, va convocar una roda de premsa en la qual anunciaria la convocatòria d'eleccions autonòmiques per evitar l'aplicació de l'article 155 de la Constitució Espanyola. Això implicava renunciar a aixecar la suspensió de la Declaració d'Independència. El Govern del Regne d'Espanya ja havia anunciat els dies anteriors la voluntat d'aplicar aquest article, pel qual pretenia prendre el control de la Generalitat de Catalunya. El PP i Ciutadans donaren ple suport a l'aplicació de l'article, mentre que el PSC demanava la convocatòria d'eleccions autonòmiques per evitar-ho. El president Carles Puigdemont es mostrà disposat a signar la convocatòria, però es retirà en un darrer moment, ja que no va poder aconseguir garanties de que el Govern del Regne d'Espanya aturaria l'aplicació de l'article 155 encara que es convoquessin eleccions, i delegava en el Parlament de Catalunya la decisió de com actuar per fer front a l'aplicació de l'article 155. Finalment, el PSC i el PSOE, donaren suport a l'aplicació de l'article 155. ERC, PDeCAT, Unidos Podemos i les seves confluències i altres partits com el PNB i Bildu mostraren el seu rebuig, però el PP ostentava majoria absoluta en el Senat, i per tant, s'assegurava que l'aprovació de l'aplicació de l'article 155 a Catalunya tiraria endavant.

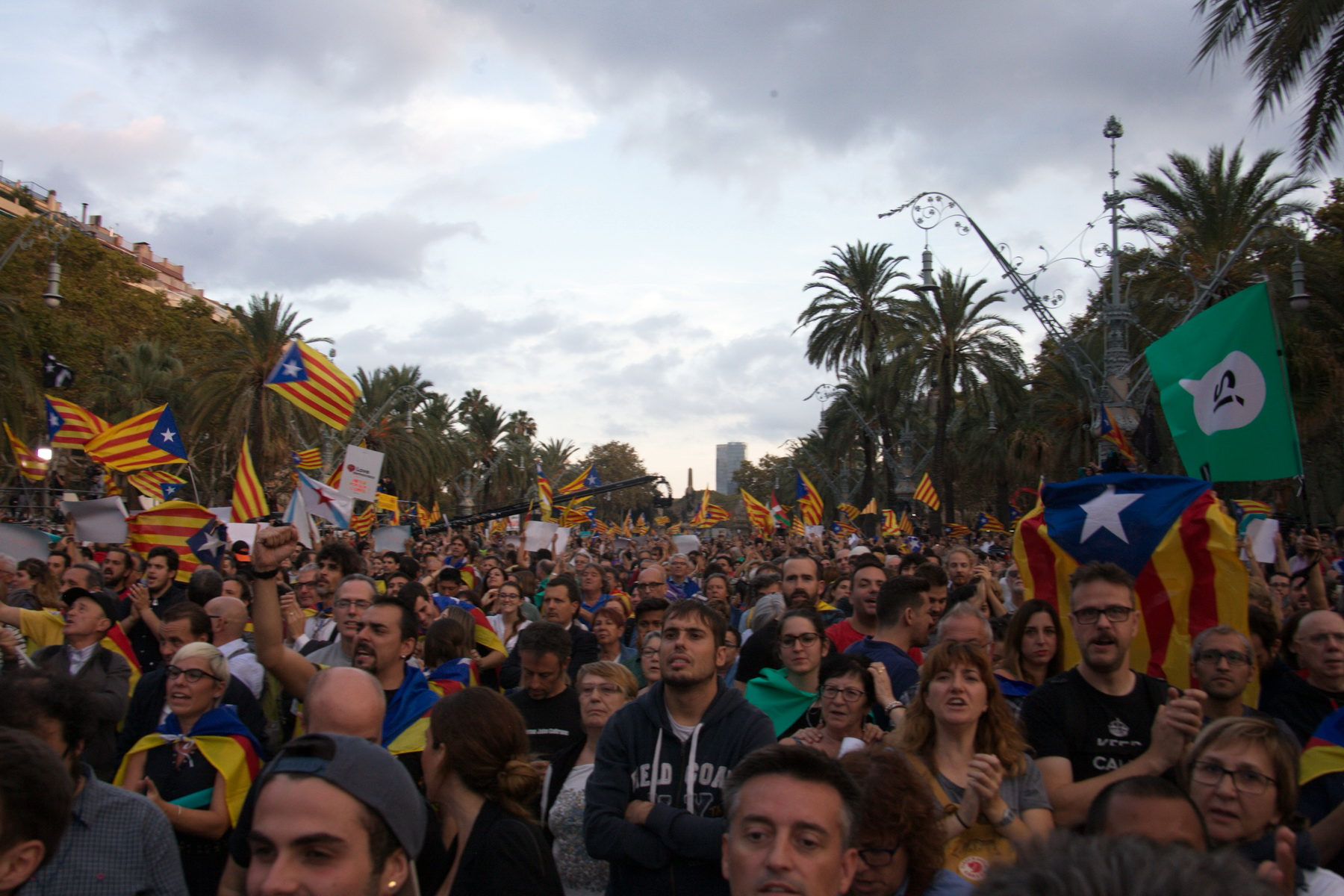
Concentració davant del Parlament durant la Declaració d'Independència

### Declaració d'Independència (octubre)
El 27 d'octubre de 2017, tal com havia demanat el President de la Generalitat, Carles Puigdemont, es convoca un Ple del Parlament de Catalunya per a posar en debat l'actuació davant de l'aplicació de l'Article 155 de la Constitució Espanyola per part del Govern del Regne d'Espanya. Junts pel Sí i la CUP presenten una declaració en la qual insten al Govern de la Generalitat a aplicar els efectes de la Declaració d'Independència (que havia estat suspesa pel president Puigdemont 17 dies abans) i a obrir un procés constituent. La votació es dur a terme de manera secreta per petició dels grups de JxSí i la CUP. Els grups parlamentaris de Ciutadans, PSC i PPC abandonen la cambra abans de la votació i no hi participen. La Declaració d'Independència quedà aprovada per 70 vots a favor, 10 vots en contra i 2 vots en blanc i en aquest mateix instant es constituïa la República Catalana, com a estat independent i sobirà, de dret, democràtic i social, assumint el mandat del poble de Catalunya expressat en el Referèndum d'Autodeterminació de l'1 d'octubre. La Llei de Transitorietat entraria en vigor i seria el nou marc legal a Catalunya de forma temporal. L'actual Govern de la Generalitat, esdevindria el Govern provisional de la República (fins a la convocatòria d'eleccions constituents) i el President de la Generalitat, Carles Puigdemont, passaria a ser també el President de la República.

### Aplicació de l'article 155 i la Generalitat intervinguda (octubre)

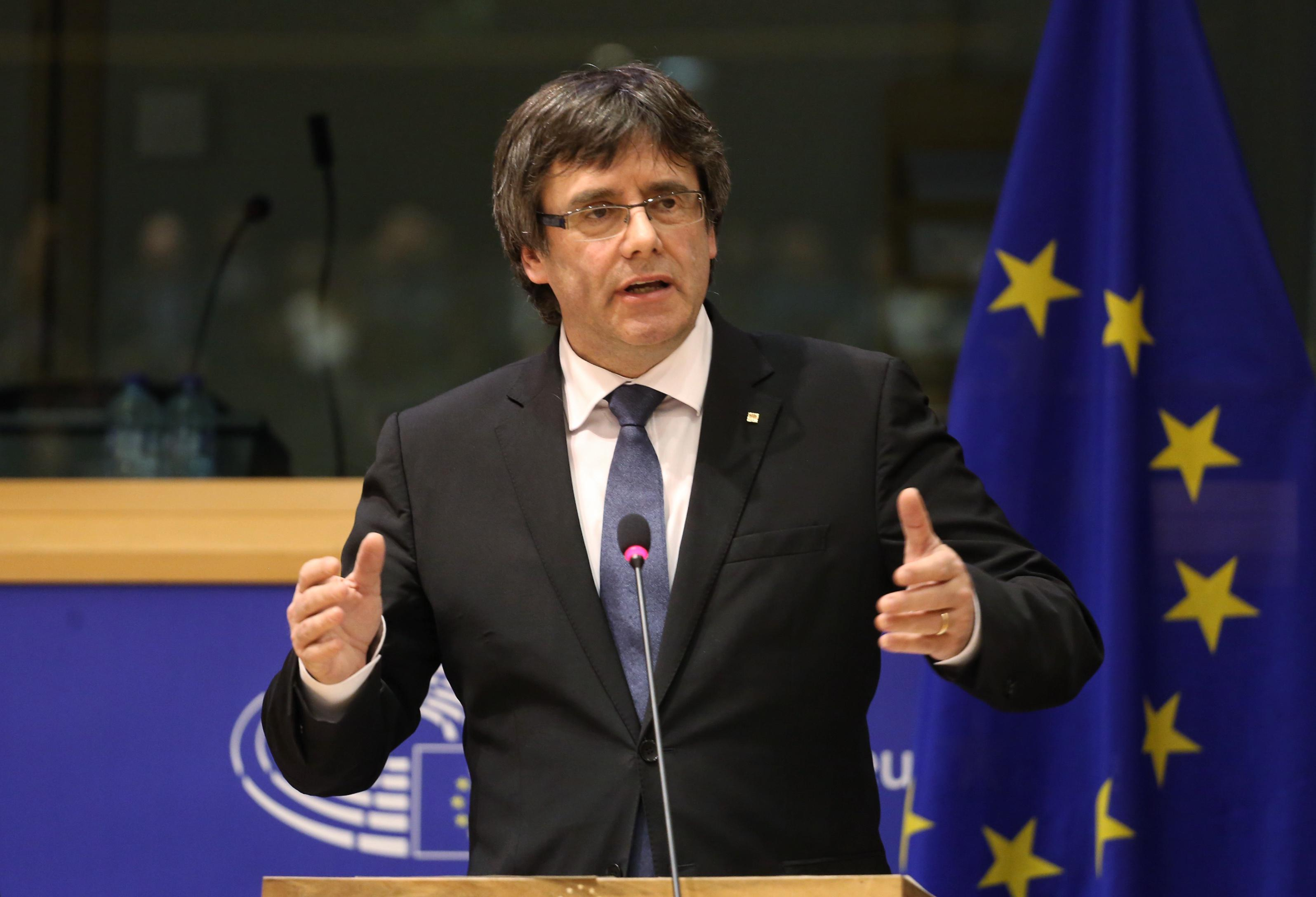
Carles Puigdemont, en una conferència a Brussel·les

Minuts més tard de la Declaració d'Independència, el 27 d'octubre de 2017 Mariano Rajoy anuncia l'aplicació de l'article 155 de la Constitució, pel qual la Generalitat de Catalunya passa a estar sota control del Govern del Regne d'Espanya i delega les funcions de la presidència de la Generalitat en la vicepresidenta del Govern Espanyol, Soraya Sáenz de Santamaría, i les funcions de cada conselleria són assumides pels diferents ministres del Govern Espanyol. Així mateix, declara dissolt el Parlament de Catalunya i convoca eleccions autonòmiques a Catalunya pel dia 21 de desembre de 2017. El 30 d'octubre President Puigdemont i diversos consellers/eres s'exilien a Brussel·les, mentre alguns consellers del Govern de la Generalitat recent destituït per Mariano Rajoy, es presenten en els seus llocs de treball de les conselleries, com és el cas del Vicepresident Oriol Junqueras o del Conseller de Territori i Sostenibilitat, Josep Rull. Els partits que van donar suport a la Declaració d'Independència Junts pel Sí i la CUP, però, accepten la convocatòria d'eleccions i anuncien la voluntat de presentar-s'hi.
Degut a l'aplicació de l'article 155, no només s'intervé la Generalitat, sinó que el cos policial de Catalunya, els Mossos d'Esquadra, també es intervingut i el Major dels Mossos, Josep Lluís Trapero, es apartat i degradat de les seves funcions com a Major. També, en un principi, hi ha la voluntat d'intervenir la Corporació de Mitjans Audiovisuals de Catalunya, de la qual formen part, entre d'altres, la cadena de televisió TV3 i l'emissora Catalunya Ràdio. Aquesta intervenció, però, es frenada en un últim moment. Un altre dels efectes de l'aplicació de l'article 155, és l'ordre de trasllat de les obres d'art de Sixena del Museu de Lleida. El Govern del Regne d'Espanya, ordena que es faci efectiva la decisió judicial de que les obres es traslladin de Lleida a l'Aragó, el que desencadena noves mobilitzacions a la capital del Segrià. Finalment, però, els cossos policials permeten que les obres siguin recollides i traslladades, tot i la mobilització pacífica organitzada al voltant del Museu.

### Exili del President de la Generalitat i part del Govern (octubre)
El 30 d'octubre de 2017, el President legítim de la Generalitat, Carles Puigdemont, anuncia que es troba a Brussel·les davant la querella posada davant l'Audiència Nacional per la Fiscalia General de l'Estat per delictes de rebel·lió, sedició i malversació contra el Govern de la Generalitat. Juntament amb Carles Puigdemont, s'hi troben a Brussel·les els consellers Meritxell Serret, Toni Comín, Lluís Puig i Clara Ponsatí. El president legítim i la resta de consellers convoquen, durant els dies següents, un seguit de rodes de premsa per explicar la situació de Catalunya a la comunitat internacional. El 5 de novembre es presenten voluntàriament en una comissaria belga, donat que en aquells moments hi havia una ordre de detenció europea contra ells. Tanmateix, aquell mateix dia queden en llibertat sense poder sortir de Bèlgica, pendents de la resolució d'un jutge belga, de decidir si els entregava a la justícia espanyola. El jutge Pablo Llarena, però, retira l'ordre de detenció europea el dia 5 de desembre, abans del pronunciament de la justícia belga, però no pas l'ordre de detenció espanyola. Així doncs, el president legítim i els consellers poden moure's per territori europeu però no poden tornar a Espanya, on serien detinguts.

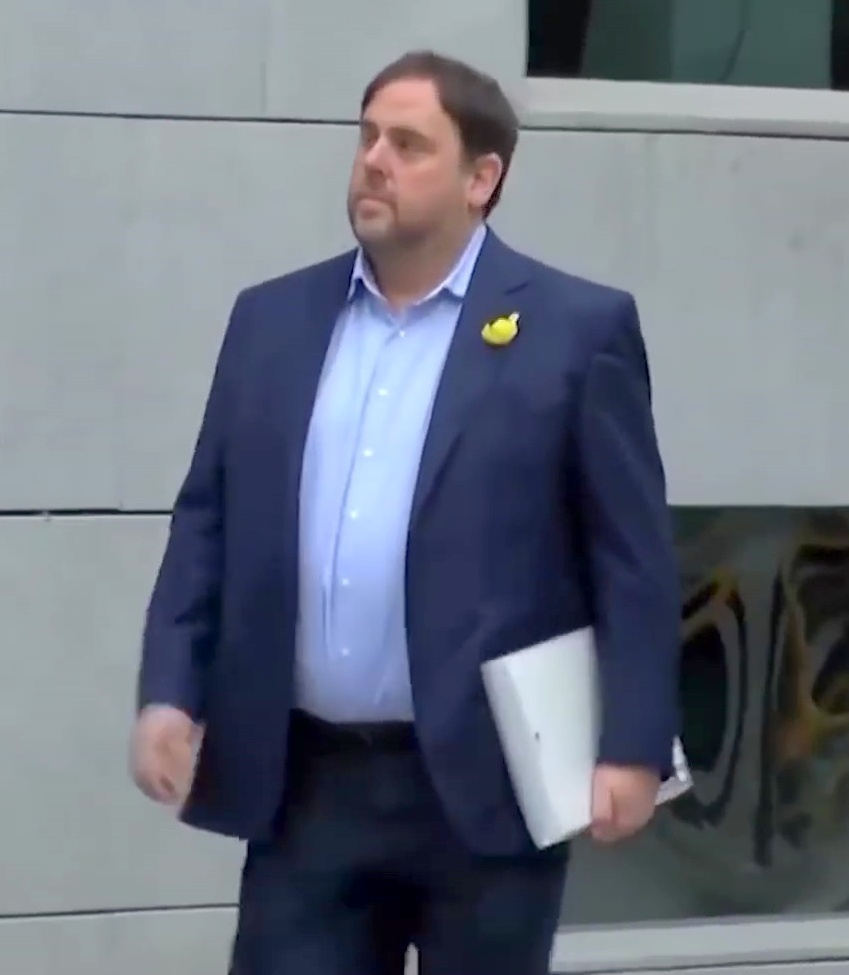
Oriol Junqueras, el 2 de novembre de 2017, abans d'entrar a declarar a l'Audiència Nacional i de ser empresonat

### Empresonament del Govern Legítim de la Generalitat de Catalunya (novembre)
El 2 de novembre de 2017, el Vicepresident de la Generalitat, Oriol Junqueras i els consellers Jordi Turull, Josep Rull, Meritxell Borràs, Carles Mundó, Raül Romeva, Dolors Bassa i Joaquim Forn entren en presó preventiva per ordre de la jutgessa de la Audiència Nacional, Carmen Lamela, jutjats per delictes de rebel·lió, sedició i malversació, amb relació a la Declaració d'Independència impulsada pel Parlament de Catalunya el 27 d'octubre. Així doncs, la meitat del Govern de la Generalitat, fruit dels resultats de les eleccions del 27 de setembre de 2015 queda empresonat i l'altra meitat exiliat a Brussel·les. Diverses manifestacions i mobilitzacions són convocades a les principals ciutats catalanes i són secundades massivament.

### Vaga General del 8-N (novembre)
El 8 de novembre de 2017, es convocada una nova vaga general per part de la Intersindical-CSC amb el suport de l'ANC, Òmnium Cultural i l'AMI, en protesta per la regressió en drets socials. Tanmateix, els principals sindicats (UGT i CCOO) decideixen no adherir-se a la vaga, però si donar suport a les concentracions convocades aquell mateix dia a la tarda en diferents punts del país. Els Comitès de Defensa de la República (CDR) duen a terme diverses accions organitzades, amb les quals tallen carreteres, xarxes de tren i accessos fronterers. Es produeixen concentracions i manifestacions arreu del territori català. El seguiment a la vaga fou especialment potent en els sectors educatiu, cultural i mitjans de comunicació.

### Manifestació per la Llibertat dels Presos Polítics (novembre)
L'11 de novembre de 2017, 750.000 persones segons la Guàrdia Urbana, omplen 3 quilòmetres del carrer Marina de la capital catalana seguint la crida de l'ANC i Òmnium Cultural, sota el lema «Llibertat presos polítics, som república». Familiars i persones properes als empresonats llegeixen textos redactats i enviats pels presos. La manifestació va obtenir el suport dels principals partits polítics sobiranistes - ERC, el PDECat, la CUP i Catalunya en Comú. També l'ex-secretari general de Podem a Catalunya, Albano Danto Fachín, o l'alcadesa de Barcelona, Ada Colau, es van deixar veure en la concentració. Els llaços grocs i les imatges dels manifestants aixecant el seu telèfon mòbil encès, van ser els símbols de la manifestació. La Presidenta del Parlament de Catalunya, Carme Forcadell, havia passat una nit a la presó d'Alcalà Meco per permetre la votació de la Declaració d'Independència, però finalment va poder sortir-ne sota fiança el dia abans de la manifestació.

### Alliberament de part dels Presos Polítics (desembre)
El 4 de desembre de 2017, el jutge Pablo Llarena del Tribunal Superior, que havia agafat la causa contra els polítics catalans acusats de rebel·lió i sedició per la Declaració d'Independència del 27 d'octubre, decreta l'alliberament dels Consellers cessats Jordi Turull i Negre, Raül Romeva i Rueda, Carles Mundó i Blanch, Josep Rull i Andreu, Dolors Bassa i Coll i Meritxell Borràs i Solé, excepte d'Oriol Junqueras, Vicepresident legítim del Govern de Catalunya, i Joaquim Forn, Conseller d'Interior, que seguirien empresonats a la presó d'Estremera (Madrid). De la mateixa manera, Jordi Sànchez i Jordi Cuixart, també serien mantinguts en presó preventiva a Soto del Real.

### Eleccions al Parlament de Catalunya (desembre)
El 21 de desembre de 2017, se celebraren eleccions al Parlament de Catalunya, convocades pel President del Govern Espanyol, Mariano Rajoy, en aplicació de l'Article 155 de la Constitució Espanyola. Les eleccions se celebraren un dijous, i després d'una tensa campanya electoral, en la qual la Junta Electoral va prendre decisions controvertides, com l'ordre de retirada de cartells en suport a la llibertat dels presos polítics o la prohibició d'elements de color groc (el color que simbolitzava la llibertat dels presos polítics).
Aquest cop, les candidatures independentistes no es van posar d'acord per formar part d'una llista única, com ja havia passat en les passades eleccions del 2015, quan CDC i ERC van formar la coalició de Junts pel Sí. Carles Puigdemont va anunciar que seria a les llistes només si encapçalava una candidatura unitària. Finalment, però, va acceptar encapçalar una llista formada per actius del PDECat i independents, sota les sigles de Junts per Catalunya. Esquerra Republicana va presentar-se en una candidatura en solitari, integrant independents i membres de Demòcrates de Catalunya i Moviment d'Esquerres. La CUP també s'hi va presentar en solitari, en una candidatura encapçalada per Carles Riera. Per part del bloc unionista, Ciutadans va presentar com a candidata a Inés Arrimadas, el PSC va presentar-se en coalició amb Units per Avançar (el partit format per membres d'Unió Democràtica després de la seva desaparició) amb Miquel Iceta de cap de llista, i en el PPC va repetir com a candidat Xavier Garcia Albiol. La coalició Catalunya Si Que Es Pot va deixar pas a Catalunya en Comú-Podem, una candidatura liderada per Xavier Domènech i formada per membres de CeC, ICV, EUiA i Podem.

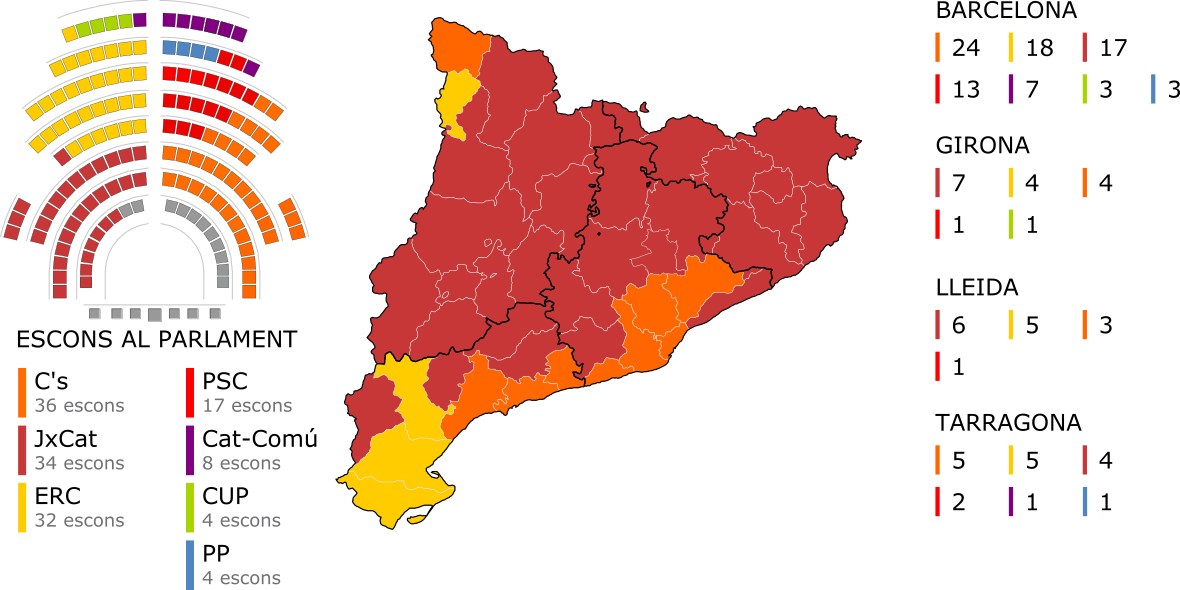
Resultat de les eleccions al Parlament de Catalunya del 2017.

La campanya va comptar amb candidats a les llistes electorals que eren a la presó, com el cas d'Oriol Junqueras, cap de llista d'Esquerra Republicana de Catalunya, o Jordi Sànchez, número 2 a les llistes de Junts per Catalunya, i també alguns dels Consellers exiliats a Brussel·les, com el cas de Toni Comín i Meritxell Serret (ERC), o de Lluis Puig, Clara Ponsatí i el propi Carles Puigdemont (Junts). Algunes cares destacades de les llistes presentades en les eleccions del 21-D eren Raül Romeva (antic cap de llista de Junts pel Sí i Conseller d'Exteriors cessat i empresonat, ara integrat en les llistes d'ERC), Ramon Espadaler (ex-conseller del govern d'Artur Mas i ex-secretari general d'Unió, ara en les llistes del PSC), Josep Maria Forné (diputat per Junts pel Sí, ara candidat per Junts per Catalunya) o Carme Forcadell (Presidenta del Parlament i número 2 de Junts pel Sí, ara integrada en ERC).
La participació va ser del 79'09%, la més alta de la història en unes eleccions al Parlament, i el Bloc Republicà va guanyar les eleccions amb un 47'5% dels vots i 70 escons, en front del 43'47% dels vots i 57 escons que va aconseguir el Bloc Unionista. La llista més votada, però, fou la de Ciutadans amb un 25'35% dels vots, seguits per Junts (21'66%), ERC (21'38%), PSC (13'88%), CeC (7'46%), CUP (4'46%) i quedava en l'últim lloc de l'arc parlamentari el PP (4'24%).D'aquesta manera, els independentistes tornaven a tenir una majoria absoluta en el Parlament de Catalunya i tornaven a guanyar unes eleccions per segon cop consecutiu.

## 2018

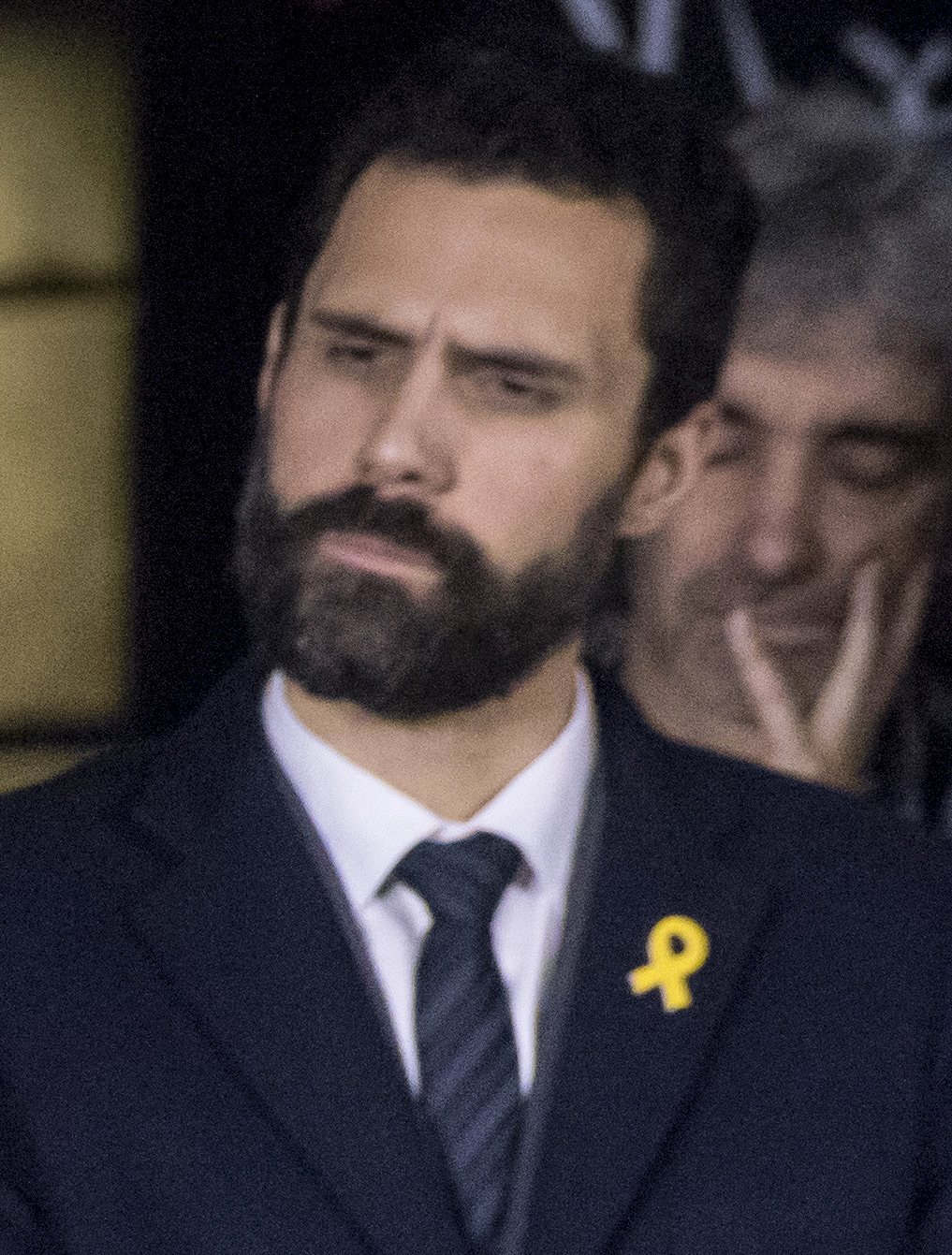
Roger Torrent, 15è President del Parlament de Catalunya

### Formació del nou Parlament de Catalunya (gener)
El 17 de gener, se celebra al Parlament de Catalunya el ple d'inauguració de la XII legislatura, el primer ple després de l'aplicació de l'Article 155 i la intervenció de la Generalitat de Catalunya per part del Govern Espanyol. Carme Forcadell (ERC), presidenta del Parlament en l'anterior legislatura, renuncia a repetir en el càrrec, al·legant que ho troba incompatible amb les causes judicials obertes per permetre la votació de la Declaració d'Independència. La Mesa d'Edat, va estar presidida pel diputat Ernest Maragall (ERC), que va inaugurar la legislatura amb un discurs molt crític contra l'actuació del Govern del Regne d'Espanya.
El Bloc Republicà, que havia guanyat les eleccions, va pactar deixar la presidència del Parlament en mans d'Esquerra Republicana, mentre que la presidència de la Generalitat recauria en Carles Puigdemont (Junts). ERC va proposar com a candidat a presidir el Parlament al diputat Roger Torrent. Tot i que el Bloc Republicà tenia 70 diputats, la seva majoria absoluta no estava garantida, ja que el Tribunal Suprem, no va permetre la delegació del vot dels 5 diputats a l'exili. Tampoc va deixar sortir de presó per participar en el debat als diputats Oriol Junqueras (ERC), Joaquim Forn (Junts) i Jordi Sànchez (Junts), però si els va permetre delegar el vot. Sense els 5 vots dels diputats del Govern a l'Exili, el Bloc Republicà sumà 65 vots. Tot i així, l'abstenció de Catalunya en Comú-Podem, va permetre la investidura com a President del Parlament de Roger Torrent i una nova majoria independentista en la Mesa del Parlament.

### Investidura ajornada de Carles Puigdemont (gener)

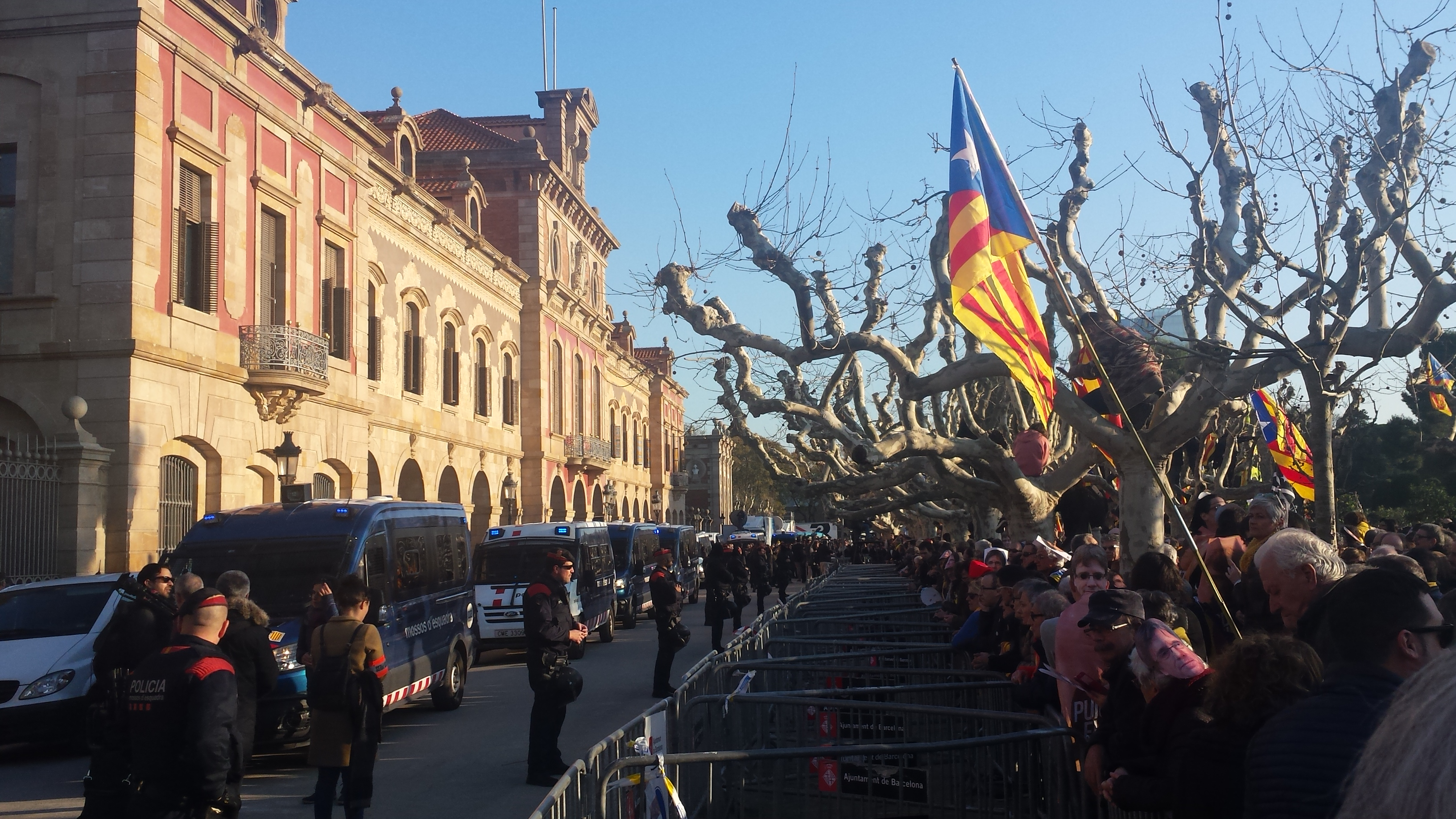
Concentració a favor de Puigdemont davant del Parlament, hores després de l'ajornament de la investidura.

Després d'una ronda de contactes amb tots els grups parlamentaris, el President del Parlament, Roger Torrent (ERC), proposà Carles Puigdemont com a candidat a presidir la Generalitat de Catalunya, ja que era el diputat que tenia més suports (concretament el dels tres partits del Bloc Republicà). Els dies anteriors a la investidura, el Govern d'Espanya va demanar al Tribunal Constitucional que suspengués la investidura de Carles Puigdemont, el President legítim de la Generalitat exiliat a Brussel·les. El TC va decretar que Carles Puigdemont només podria ser investit si es presentava físicament al Parlament, amb la prèvia autorització del jutge del Tribunal Suprem, Pablo Llarena. El Tribunal també impedia una investidura telemàtica. Aquesta resolució va ser molt criticada per experts en Dret Constitucional.
Els dies abans al ple d'investidura, els Consellers del Govern de la Generalitat a l'Exili, Lluís Puig (JxCat), Clara Ponsatí (JxCat) i Meritxell Serret (ERC) renunciaven al seu escó. També Joaquim Forn (JxCat), Conseller empresonat a Estremera, renunciava al seu escó. Carles Mundó (ERC), Conseller de Justícia, ja havia renunciat al seu escó els dies posteriors a les eleccions. D'aquesta forma, el Bloc Republicà s'assegurava la investidura en primera volta amb majoria absoluta (68 escons).
El President legítim de la Generalitat, Carles Puigdemont, va viatjar els dies abans a la investidura a Dinamarca a fer una conferència a la Universitat de Copenhaguen i a trobar-se amb diputats del Parlament Danès, i el Govern del Regne d'Espanya va demanar al jutge Pablo Llarena que tornés a reactivar l'euroordre per detenir Carles Puigdemont, El jutge, però, ho va rebutjar, al·legant que Puigdemont buscava ser detingut i que per tant no era procedent activar l'ordre de detenció en aquell moment. El Govern Espanyol va posar en marxa un dispositiu per impedir l'entrada de Carles Puigdemont en territori espanyol, controlant fronteres, aeroports i heliports. Finalment el dia de la investidura, el 30 de gener de 2018, el President del Parlament, Roger Torrent, però, va decidir ajornar el ple d'investidura, per tal de poder afrontar una investidura amb garanties. Aquesta decisió va desencadenar una concentració convocada pels CDR davant del Parlament de Catalunya, que va acabar entrant al Parc del Ciutadella, i va ser fortament criticada per la CUP, alguns diputats de Junts per Catalunya i el propi Carles Puigdemont.

### Protesta per la visita de Felip VI a Barcelona (febrer)
Amb motiu de la celebració del Mobile World Congress a Barcelona, el Rei d'Espanya, Felip VI, programa una visita a Barcelona el 25 de febrer. Felip VI no visitava Catalunya des de l'agost de 2017 (amb motiu dels atemptats de la Rambla i Cambrils). Tot i això, cap representant de la Generalitat de Catalunya, ni l'alcaldessa de Barcelona Ada Colau, ni el President del Parlament Roger Torrent van rebre al monarca ni varen assistir al besamans. Els Comitès de Defensa de la República van organitzar mobilitzacions per protestar contra Felip VI i la monarquia, i es produeix una cassolada al vespre en totes les ciutats del territori. Les forces de seguretat van haver de tallar els carrers adjacents al Palau de la Música perquè el Rei pogués sortir del sopar, tot i que no van poder evitar la sortida del monarca sota una eixordadora cassolada i l'himne de la República.

### Pas al costat provisional de Carles Puigdemont (març)

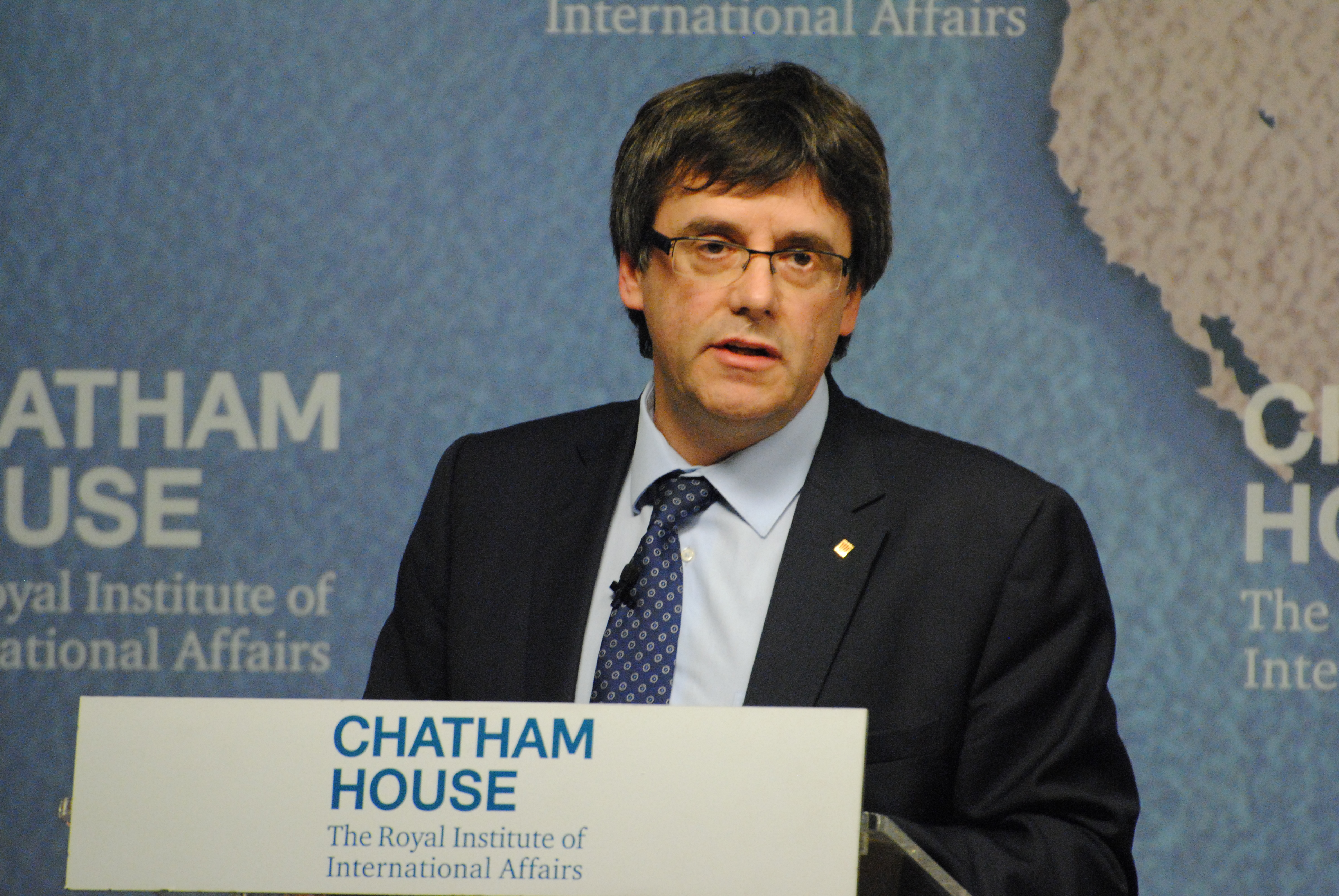
El President de la Generalitat a l'exili, Carles Puigdemont

Durant el mes de febrer es varen produir les negociacions entre Junts per Catalunya i Esquerra Republicana per tal de formar govern. ERC i sectors del PDECat reclamaven la formació d'un govern efectiu, mentre que JxCat defensava la restitució del President legítim de la Generalitat a l'exili, Carles Puigdemont, tot i que això comportava desafiar de nou el Govern d'Espanya i el Tribunal Constitucional. Després de diverses setmanes de retrets i una desunió evident entre les forces del Bloc Republicà, Carles Puigdemont anuncia, el dia 1 de març, que decideix fer un pas al costat provisional i es descarta com a candidat a presidir la Generalitat de Catalunya. Puigdemont proposa Jordi Sànchez, número 2 de la llista de JxCat, com a candidat a presidir l'autonomia. Sànchez, però, es trobava empresonat a Soto del Real des de l'octubre passat, acusat dels delictes de sedició i rebel·lió per les protestes dels fets del 20 de setembre, quan encara era president de l'ANC.
El mateix dia, el Parlament de Catalunya va aprovar una resolució en la qual ratificava la legitimitat de Carles Puigdemont com a President de la Generalitat i la voluntat expressada pels ciutadans de Catalunya en el Referèndum d'Autodeterminació de l'1 d'octubre, amb els vots a favor de JxCat, ERC i la CUP i els vots en contra de CeC. Els diputats dels partits del Bloc Unionista van abandonar el seu escó abans de la votació.

### Formació del Consell de la República (març)
Després de l'anunci del pas al costat provisional del President legítim de la Generalitat, Carles Puigdemont, també s'anuncia la formació d'una nova estructura, el Consell de la República, que estaria presidit pel mateix Puigdemont, i que s'establiria a l'exili, a Brussel·les, per poder treballar dins del espai lliure europeu. Aquest Consell, seria una organització privada i sense relació amb el Govern autonòmic de la Generalitat, per tal d'evitar el bloqueig de l'Estat Espanyol, i treballaria per la internacionalització del procés català i la preparació d'estructures republicanes. De la mateixa manera, també es formaria una Assemblea de Càrrecs Electes, formada per diputats i regidors.

Els dies posteriors, la Consellera d'Educació a l'exili, Clara Ponsatí, presenta la seva renúncia com a consellera a Puigdemont i anuncia que es trasllada a Escòcia, on es reincorporarà a la seva feina en la Universitat de Saint Andrews. Mentrestant, Carles Puigdemont viatja a Ginebra a un acte de les Nacions Unides, on es crida l'atenció sobre la vulneració de drets a Espanya, que també compta amb la presència de l'exdiputada de la CUP Anna Gabriel, exiliada a Suïssa.Després d'assistir a actes de l'ONU a Ginebra, Puigdemont es desplaça a Finlàndia, per participar en un debat a la Universitat de Hèlsinki.

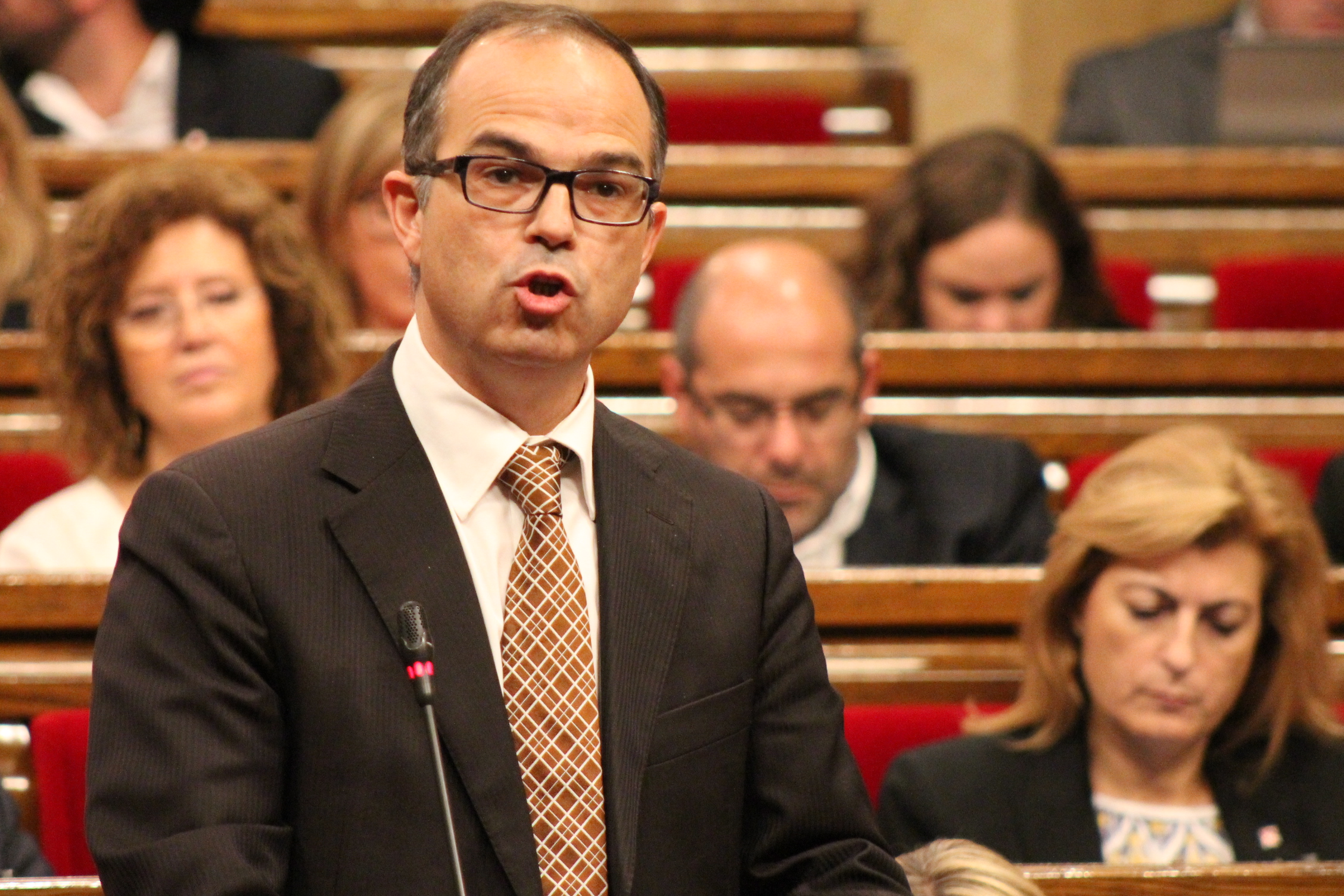
Jordi Turull, candidat a la Presidència de la Generalitat

### Investidura fallida de Jordi Turull (març)
Després del pas al costat de Carles Puigdemont, i la proposta de Jordi Sànchez, número 2 de Junts per Catalunya com a candidat a President de la Generalitat, el jutge del Tribunal Suprem, Pablo Llarena, no permet la sortida de presó de Sànchez (empresonat a Soto del Real) per sotmetre's al debat d'investidura. Donada aquesta situació, la defensa de Jordi Sànchez, decideix portar el cas a les Nacions Unides. Mentrestant, Sànchez anuncia que retira la seva candidatura, i Junts per Catalunya proposa un tercer candidat, el diputat i conseller Jordi Turull. El nou candidat, però, no aconsegueix el suport de la CUP, que no veia en el programa de govern pactat per JxCat i ERC una proposta clara per reafirmar-se en la proclamació de la República. El 22 de març de 2018 se celebra el ple d'investidura, on Jordi Turull no aconsegueix el suport del Parlament, amb 64 vots a favor (JxCat i ERC, sense els vots de Carles Puigdemont i Toni Comín, exiliats i sense possibilitat de delegar el vot), 4 abstencions de la CUP i 65 vots en contra de la resta de forces de la cambra.

### Nous presos polítics (març)

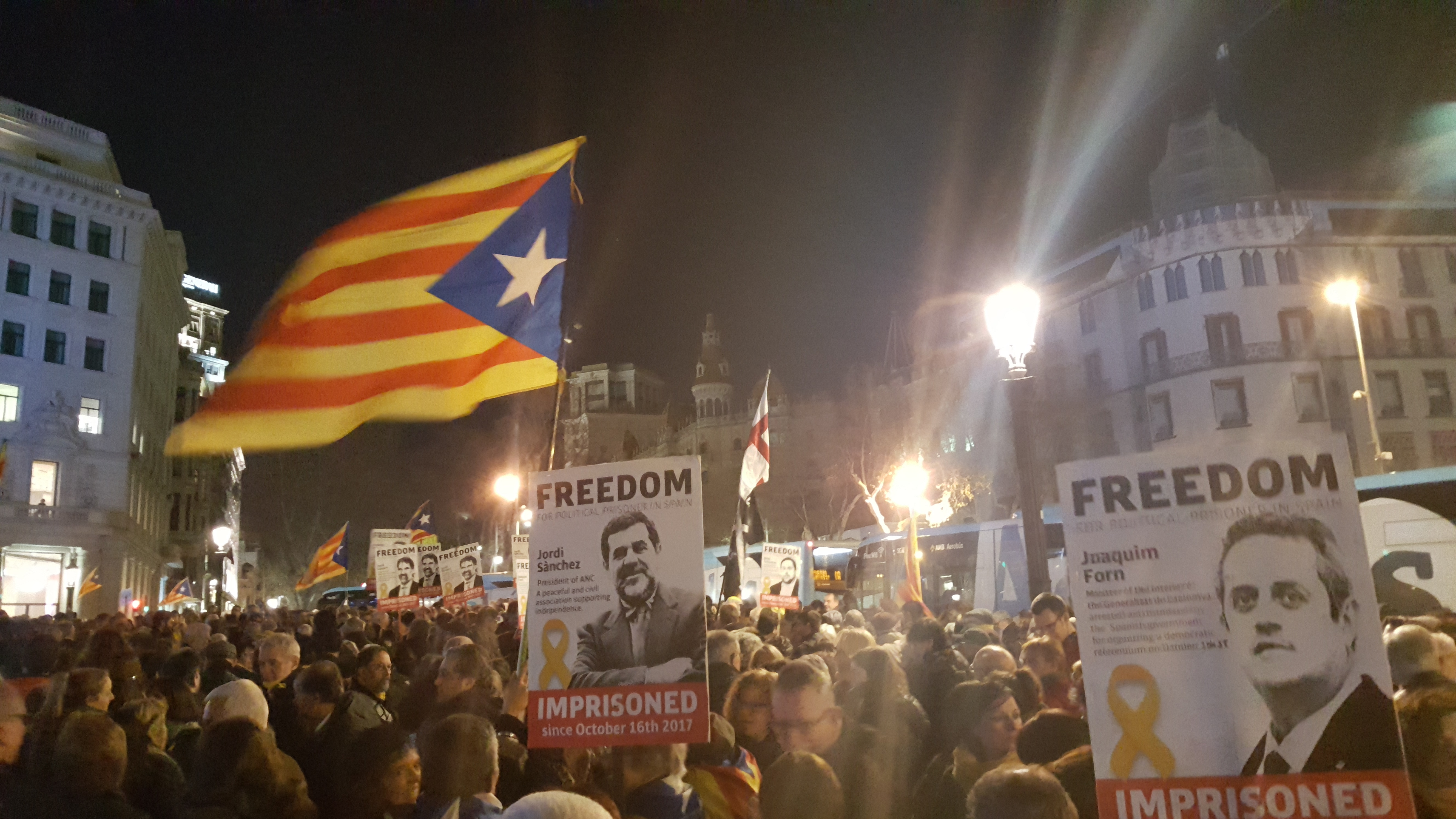
Concentració en suport a l'alliberament dels presos polítics, el 23 de març del 2018

L'endemà a la investidura fallida de Jordi Turull, el 23 de març, el jutge Pablo Llarena cita a declarar al Tribunal Suprem el conseller i candidat a President de la Generalitat Jordi Turull, els consellers Josep Rull, Dolors Bassa i Raül Romeva, la diputada Marta Rovira i l'expresidenta del Parlament de Catalunya i diputada, Carme Forcadell. La nit abans, Marta Rovira, Carme Forcadell i Dolors Bassa renuncien al seu escó al Parlament. Rovira, no es presenta davant del jutge i marxa a Suïssa, a l'exili. A la tarda, el jutge decreta presó provisional sense fiança: Turull, Rull i Romeva ingressen a Estremera, mentre que Bassa i Forcadell ingressen a la presó d'Alcalá Meco. Aquell mateix vespre, milers de persones es mobilitzen i es concentren per demanar l'alliberament dels presos polítics.
L'endemà, 24 de març, el President del Parlament, Roger Torrent, desconvoca formalment el segon debat d'investidura, ja que el candidat a la Presidència de la Generalitat, Jordi Turull, havia estat empresonat. Per contra, es convoca un ple on els partits del Bloc Republicà (JxCat, ERC i CUP) a més de Cat-En Comú Podem, fan parlaments donant suport a l'alliberament dels presos polítics i denunciant la posició adoptada pel govern del Regne d'Espanya. El PP abandona el ple, i ni Ciutadans ni el PSC aplaudeixen en reconeixement de les famílies dels presos, presents a l'hemicicle.

### Detenció i empresonament del president Puigdemont a Alemanya (març)
El 25 de març de 2018, el President de la Generalitat de Catalunya, Carles Puigdemont, es detingut per les autoritats alemanyes a la frontera amb Dinamarca. El jutge del Tribunal Suprem, Pablo Llarena, havia reactivat l'euroordre de detenció de Puigdemont i la resta dels polítics catalans exiliats el dia abans, Puigdemont, que es trobava a Finlàndia, intentava tornar viatjant en una furgoneta a Brussel·les, on tenia la seva residència, però va ser interceptat per la policia alemanya abans d'arribar a Bèlgica. El President de la Generalitat a l'exili va ser portat a la presó més propera, a Neumünster, en règim de custòdia policial. L'endemà, va ser identificat per la justícia alemanya, que va mantenir-lo en règim de custòdia a Neumünster, a l'espera de decidir sobre la seva extradició a Espanya, com demanava el jutge Llarena en l'euroordre. L'últim cop que les autoritats alemanyes lliuraren un President de la Generalitat a Espanya fou el 1940, quan la Gestapo va detenir Lluís Companys, que fou posteriorment executat pel règim franquista.

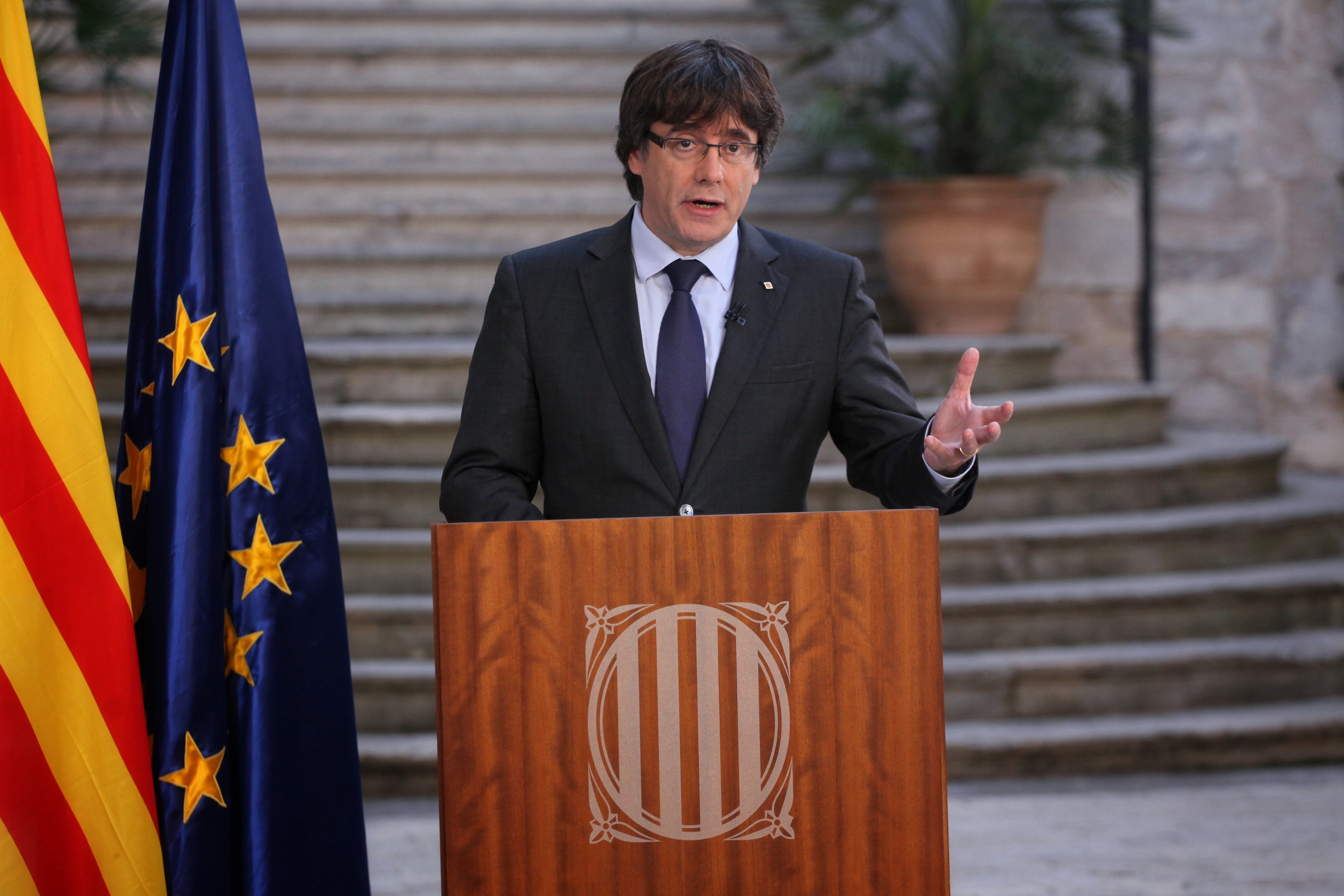
Carles Puigdemont, President de la Generalitat de Catalunya

Després de l'empresonament del President Puigdemont, l'ANC i Òmnium Cultural van convocar una mobilització de suport al President, que va acabar davant del consolat alemany, on es van llegir parlaments que demanaven la seva immediata posada en llibertat. Els Comitès de Defensa de la República van dur a terme diversos talls de carreteres i autopistes, a més d'altres accions de protesta. Davant de la delegació del Govern del Regne d'Espanya a Barcelona s'hi van convocar desenes de milers de manifestants, que van intentar superar el cordó policial dels Mossos d'Esquadra, que impedien l'accés als voltants de la delegació del Govern. Els Mossos van dur a terme càrregues policials molt dures, com també ho van fer en una altra protesta dels CDR a Lleida, davant de la subdelegació el Govern d'Espanya. En total, es van comptabilitzar 55 ferits a arreu de Catalunya al llarg de la jornada. Els CDR van seguir convocant mobilitzacions i talls els dies posteriors, amb crides a una nova vaga general i donant suport a la mobilització permanent, en el que es va anomenar la Primavera Catalana.

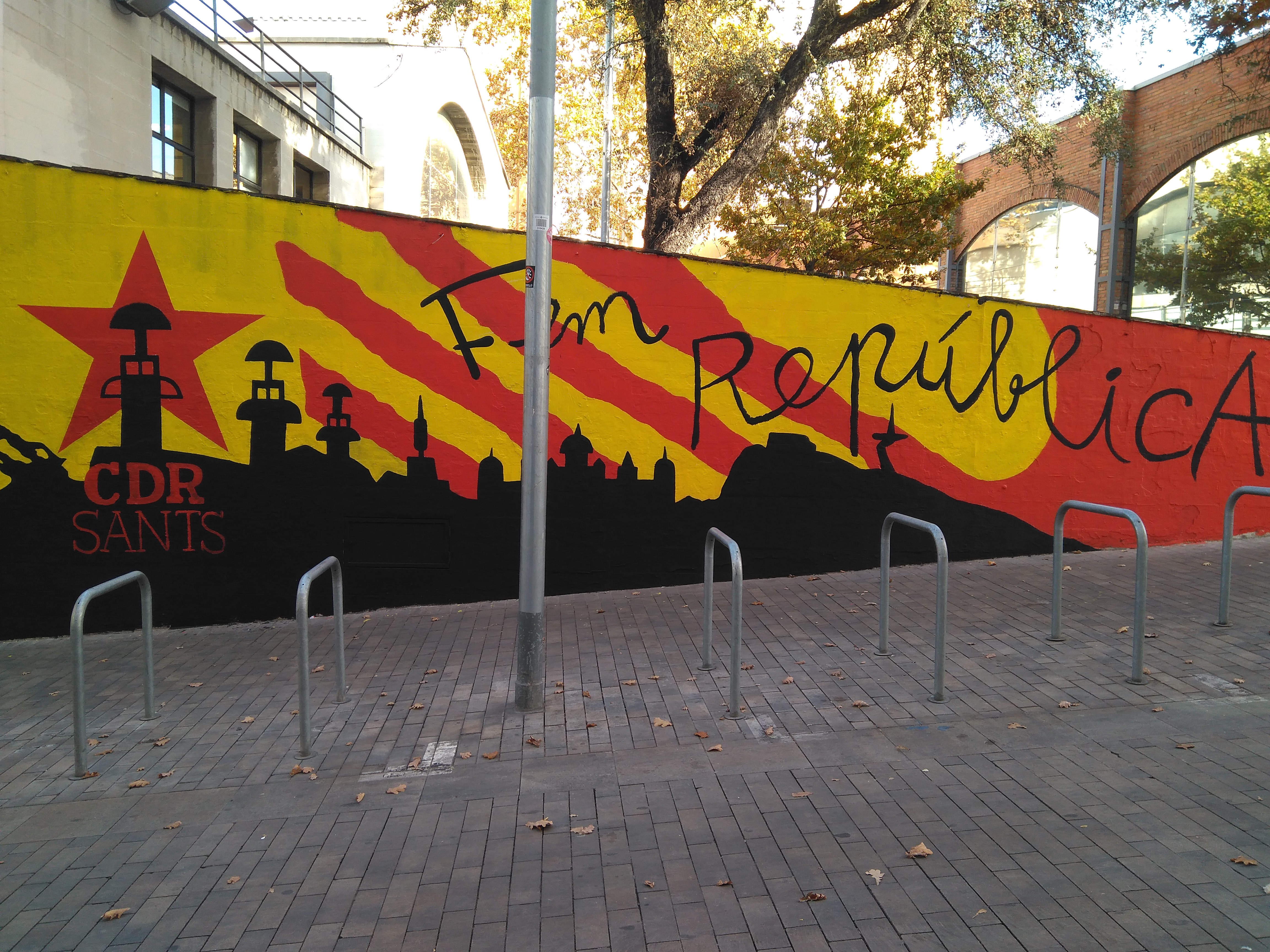
Pintada dels CDR, en favor de la República Catalana

El dimarts 27 de març, els consellers a l'exili Toni Comín, Lluís Puig i Meritxell Serret es van posar a disposició de les autoritats belgues voluntàriament. La justícia belga, però, no va decretar cap mesura preventiva, i els va deixar en llibertat. L'endemà, 28 de març, la consellera Clara Ponsatí, que residia a Escòcia, també va entregar-se a les autoritats britàniques, i també va ser deixada en llibertat el mateix dia. Les Nacions Unides van emetre una resolució en la qual s'instava a Espanya a respectar els drets polítics de Jordi Sànchez en un hipotètic debat d'investidura. Diversos partits d'esquerra d'arreu de la Unió Europea van organitzar protestar i van manifestar el seu suport a l'alliberament dels presos polítics i van denunciar les accions repressives de l'Estat Espanyol. Aquell mateix dia, el Parlament de Catalunya va celebrar un ple que va aprovar dues resolucions: la primera demanava l'alliberament dels presos polítics i reivindicava la defensa els seus drets polítics, la segona demanava que es respectessin les mesures cautelars dictades per l'ONU amb relació a la presó preventiva de Jordi Sànchez.

### Alemanya deixa en llibertat el president Puigdemont (abril)
El 5 d'abril, l'Audiència de Slesvig-Holsteindeixa en llibertat sota fiança al President de la Generalitat de Catalunya, Carles Puigdemont, i descarta la seva extradició a Espanya pel delicte de rebel·lió, tal com reclamava el jutge del Tribunal Superior, Pablo Llarena. D'aquesta manera, la justícia alemanya tombava la petició de la justícia espanyola, que mantenia la petició d'extradició pels delictes de sedició i malversació. Mentrestant es resolia l'extradició sol·licitada per part de la justícia alemanya, Puigdemont trasllada la seva residència a Berlín i retorna a la seva activitat com a President de la Generalitat a l'exili.
El mateix mes d'abril la justícia espanyola contradiu la resolució de les Nacions Unides que reclamava respecte als drets del diputat Jordi Sànchez per sotmetre's a un debat d'investidura, i li denega aquest dret. Per part de certs sectors del Bloc Republicà, es reclama reobrir la investidura de Carles Puigdemont, mentre que d'altres reclamen passar a investir un candidat que no pugui ser bloquejat per part de l'Estat Espanyol. Junts per Catalunya i ERC tornen a seure's a la taula de negociació per intentar trobar el candidat definitiu, davant l'amenaça de la convocatòria automàtica d'eleccions que es produiria en poques setmanes si no s'investia un candidat.

### Quim Torra, 131è president de la Generalitat de Catalunya (maig)
Després de diverses setmanes de dures negociacions entre Junts per Catalunya i ERC, finalment, el 10 de maig es desencalla la investidura i es proposa un quart candidat, després dels intents frustrats de Carles Puigdemont, Jordi Sànchez i Jordi Turull, candidatures que van ser bloquejades per part del Regne d'Espanya. El candidat escollit, directament designat pel President legítim de la Generalitat, Carles Puigdemont, és Joaquim Torra, diputat de JxCat. La CUP, que comptava amb 4 diputats dels 70 que formaven el Bloc Republicà al Parlament, manté la seva abstenció, donat que interpretaven que el programa de govern de JxCat i ERC estava plantejat en clau autonòmica i no en clau republicana. El President del Parlament de Catalunya, Roger Torrent, després d'una ronda de contactes, proposa formalment a Quim Torra com a candidat a la investidura. En la primera sessió de la investidura, la candidatura de Quim Torra es rebutjada, ja que no assoleix la majoria absoluta necessària per ser investit en primera ronda. El Tribunal Constitucional va permetre als diputats Carles Puigdemont i Toni Comín delegar el seu vot, donat que no podien abandonar Alemanya i Brussel·les respectivament pels processos judicials oberts que havien de resoldre les ordres d'extradició. El Govern del Regne d'Espanya tampoc recorre la decisió del TC.

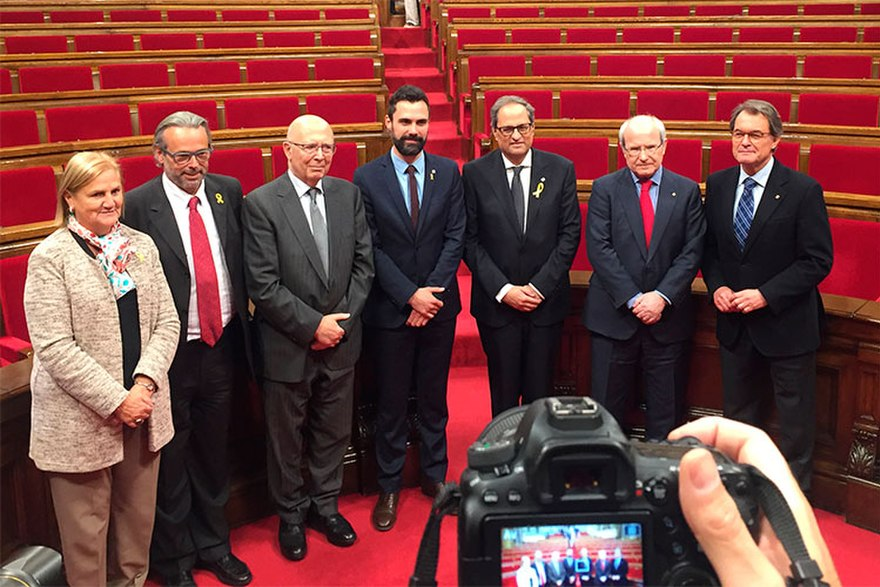
Joaquim Torra és investit 131è President de la Generalitat de Catalunya

Després de la primera sessió, la CUP es planteja passar de l'abstenció al no, que a la pràctica significava la dissolució del Parlament i la convocatòria automàtica d'eleccions. Finalment, l'Assemblea Nacional de la CUP decideix mantenir l'abstenció al candidat Quim Torra, per tal de fer efectiu l'aixecament del 155 i la recuperació de les institucions, tot i que anuncia que passa a l'oposició, i que no donarà suport a cap mesura que no sigui plantejada en termes de desplegament de la República i de reconeixement a la voluntat democràtica expressada en el Referèndum de l'1 d'Octubre. Així doncs, Quim Torra és investit 131è President de la Generalitat de Catalunya el 14 de maig del 2018 en segona volta, amb 66 vots a favor (JxCat i ERC), 4 abstencions (CUP) i 65 vots en contra (Ciudadanos, PSC, CeC-Podem i PP).
L'endemà a la seva investidura, el President de la Generalitat investit, Quim Torra, viatja a Berlín per reunir-se amb Carles Puigdemont. Es reafirma en que la seva presidència es provisional i en la legitimitat de Carles Puigdemont com a President, i marca com a línies principals de la seva acció de govern, treballar per la restitució del President Puigdemont i de la resta de consellers legítims del Govern de la Generalitat.
El 24 de maig la Policia Nacional va detindre a 28 persones en el marc de l'Operació Estela, una investigació sobre les presumptes desviacions de fons públics a entitats catalanes, algunes vinculades al procés independentista.

### La recuperació de la Generalitat i l'aixecament del 155 (maig)
El 19 de maig, el President Quim Torra nomena el seu Govern, que inclou alguns dels consellers del Govern cessat per l'article 155, com Jordi Turull, Josep Rull, Lluís Puig i Toni Comín. El Govern del Regne d'Espanya no publica el nomenament al Diari Oficial de la Generalitat, bloquejant així la formació del Govern i l'aixecament del 155. Finalment, Quim Torra, reformula el seu Govern, deixant fora els Consellers cessats. Així doncs, l'aixecament del 155 es fa efectiu el 29 de maig, amb la publicació del nomenament del nou Govern de la Generalitat, i es recupera l'autogovern de Catalunya i les institucions, intervingudes pel Govern d'Espanya des del mes d'octubre. El nou Govern estarà format per diputats de JxCat, ERC i independents, i tindrà el suport d'ambdós grups parlamentaris.

### La caiguda del Govern de Rajoy i la restauració de les relacions entre Catalunya i el Govern d'Espanya (juny)

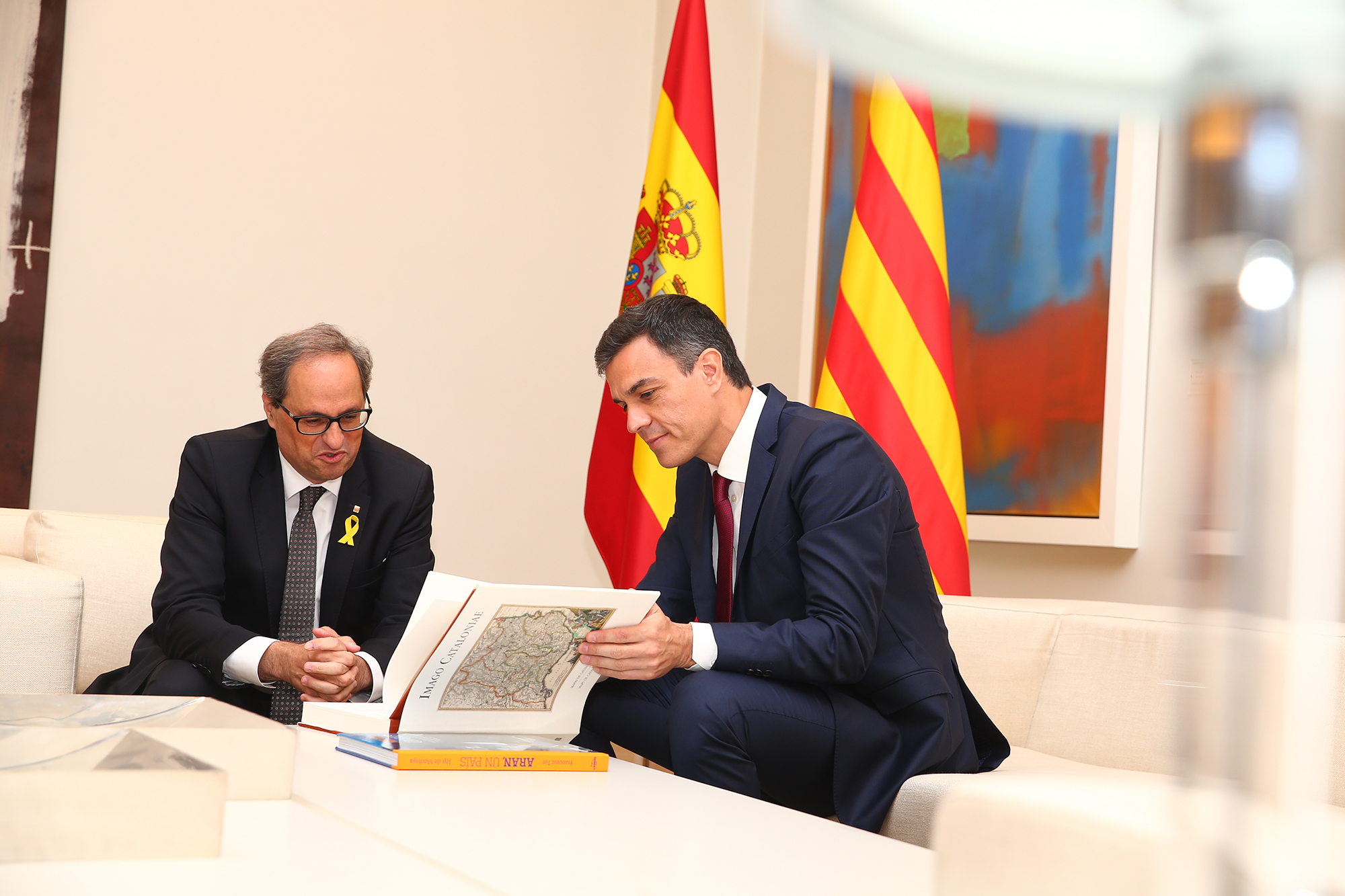
Trobada entre Pedro Sánchez i Quim Torra

Pocs dies després, el 2 de juny, després d'una moció de censura presentada pel PSOE, cau el Govern d'Espanya presidit per Mariano Rajoy (PP), amb el suport d'Unidos Podemos, el PNB, Bildu i els independentistes catalans, el PDeCAT i ERC, que amb el seu vot positiu fan President del Govern d'Espanya a Pedro Sánchez (PSOE). El PP, doncs, passa a l'oposició i el PSOE governa en minoria amb només 84 diputats.
El nou govern socialista de Pedro Sánchez torna a engegar les Comissions Bilaterals Catalunya-Espanya, restaurant així les relacions entre ambdós governs, que es fa efectiva amb una reunió el mes de juliol, entre el President de la Generalitat Quim Torra i Pedro Sánchez. Dies després els presos polítics són apropats a presons catalanes, un cop el jutge Pablo Llarena dona per tancada la instrucció.

### Segona retirada de l'euroordre de detenció dels exiliats (juliol)

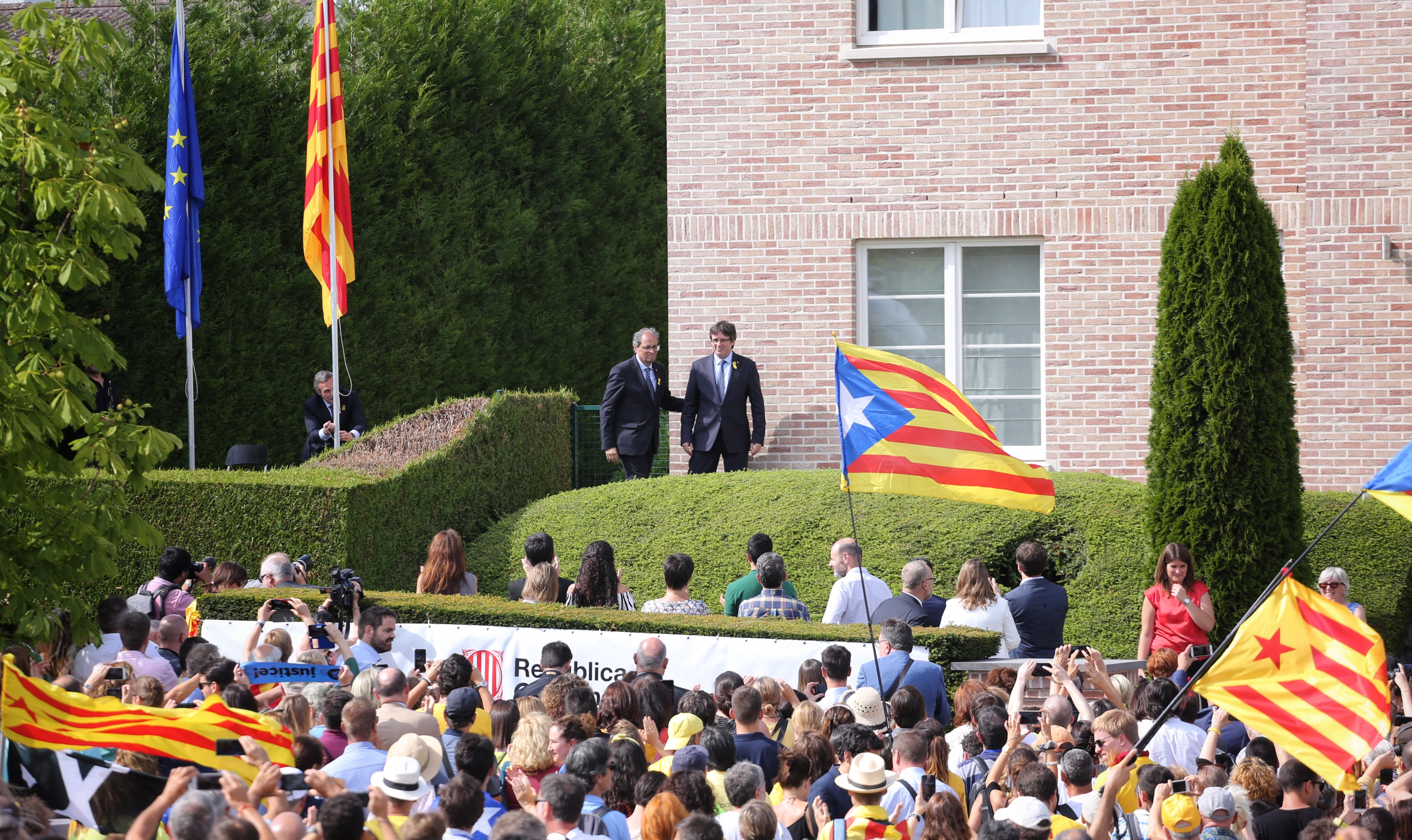
Els Presidents Torra i Puigdemont a la Casa de la República Catalana, a Waterloo (Brussel·les)

El 19 de juliol, el jutge del Tribunal Suprem, Pablo Llarena, retira per segona vegada l'euroordre de detenció contra els exiliats a Europa, després que la justícia alemanya desestimés la petició de la justícia espanyola per extradir el President de la Generalitat a l'exili, Carles Puigdemont, per un delicte de rebel·lió. Així, el jutge descarta l'entrega de Puigdemont i la resta de processats pels delictes de sedició i malversació. La justícia belga també havia rebutjat l'extradició de Meritxell Serret, Lluís Puig i Toni Comín, i la justícia britànica també havia resolt negativament l'extradició de Clara Ponsatí. El jutge Llarena, a més, va mostrar el seu enuig i va acusar les justícies europees de falta de col·laboració.
Dies després de la retirada de l'euroordre, el President Puigdemont torna a Waterloo (Bèlgica), per a continuar amb la formació del Consell de la República, juntament amb la resta de consellers exiliats.

## 2019
El 17 de desembre de 2019, Òmnium Cultural, juntament amb Irídia i Alerta Solidària alertaren en una roda de premsa la situació de repressió que viu Catalunya per part de l'Estat xifrant en unes 2.500 les persones represaliades des del 20 de setembre de 2017 «per les seves idees polítiques». Marcel Mauri, vicepresident d'Òmnium Cultural, denuncià que l'Estat «reprimeix la dissidència» i comparà la situació amb la que es vivia durant el franquisme. Amb tot, Mauri demanà «diàleg» i insistí en que «cal apostar per les vies polítiques per resoldre conflictes polítics». Mauri també exigí a l'Estat que faci cas de les resolucions del grup de detencions arbitràries de l'ONU, que va demanar l'alliberament dels presos, i també les conclusions de la sentència per part d'Amnistia Internacional.
Anaïs Franquesa, advocada del col·lectiu Irídia, recordà que en les protestes per la sentència del procés independentista una vintena de persones van rebre cops de porra al cap, una «pràctica prohibida», i més de 50 persones van ser ferides per projectils de foam o bales de goma, un material antidisturbis prohibit a Catalunya. «Quatre persones han perdut la visió una altra vengada», denuncià Franquesa, que també criticà les agressions a periodistes durant els aldarulls. L'advocada manifestà que cal «depurar les responsabilitats» i deixar de tractar els drets fonamentals com un problema d'ordre públic.
Xavier Pellicer, advocat d'Alerta Solidària, advertí que la repressió té per objectiu que es parli precisament de la repressió i de la vulneració de drets, i no de l'objectiu polític que es persegueix: «la independència de Catalunya».

## 2024
El febrer de 2024, Solidaritat Catalana per la Independència va impulsar una Iniciativa legislativa popular perquè el Parlament aprovi una declaració unilateral d'independència, que es va tramitar amb els vots a favor de Junts i la CUP, i el govern espanyol hi va presentar recurs, i la seva tramitació fou suspesa en abril de 2024 pel Tribunal Constitucional d'Espanya per un recurs presentat pel govern espanyol.
A les eleccions del parlament celebrades el 2024, l'independentisme va perdre la majoria absoluta. La Llei orgànica d'amnistia per a la normalització institucional, política i social a Catalunya coneguda com la Llei d'amnistia fou publicada el 6 de juny de 2024 al Butlletí Oficial de les Corts Generals amnistiant als encausats pel procés independentista català Després de les eleccions en una consulta per un 53,6 la militancia es va posicionar a favor de la investidura de Salvador Illa mentre un 44,8 ho va rebutjar, obrint així un nou cicle politic a Catalunya.

## Posicionaments

### Posició dels partits polítics parlamentaris catalans
| Partit polític | Referèndum sobre la independència | Independència de Catalunya | Declaració d'Independència | Diputats al Parlament de Catalunya (eleccions 21D) | Programa electoral (referència) |
| C's | No                                | No                         | No                         | 36                                                 | [ 128 ]                         |
| Junts | Sí                                | Sí                         | Sí                         | 34                                                 | [ 129 ]                         |
| ERC-CatSí | Sí                                | Sí                         | Sí                         | 32                                                 | [ 130 ]                         |
| PSC-Units | No                                | No                         | No                         | 17                                                 | [ 131 ]                         |
| CatComú-Podem | No/Sí *                           | No                         | No                         | 8                                                  | [ 132 ]                         |
| CUP-CC | Sí                                | Sí                         | Sí                         | 4                                                  |                                 |
| PPC | No                                | No                         | No                         | 4                                                  | [ 133 ]                         |
| *Tot i que en el programa electoral de les eleccions del 27S apostaven per un referèndum, alguns representants polítics es van manifestar en contra del referèndum de l'1O dut a terme pel Govern de la Generalitat. |                                   |                            |                            |                                                    |                                 |

### Posició dels partits polítics parlamentaris d'Espanya
| Partit polític       | Referèndum sobre la independència | Independència de Catalunya | Declaració d'Independència | Diputats al Congres Espanyol (eleccions 10N) | Programa electoral (referència) |
| PSOE                 | No                                | No                         | No                         | 120                                          | [ 137 ]                         |
| PP                   | No                                | No                         | No                         | 88                                           | [ 138 ]                         |
| VOX                  | No                                | No                         | No                         | 52                                           | [ 139 ]                         |
| PODEM, EU, ECP I GeC | Sí                                | No                         | No                         | 35                                           | [ 140 ]                         |
| ERC-SOBIRANISTES     | Sí                                | Sí                         | No                         | 13                                           | [ 141 ]                         |
| Cs                   | No                                | No                         | No                         | 10                                           | [ 142 ]                         |
| Junts                | Sí                                | Sí                         | No                         | 8                                            | [ 143 ]                         |
| EAJ-PNV              | Sí                                | Sí                         | No                         | 6                                            | [ 144 ]                         |
| EH Bildu             | Sí                                | Sí                         | Sí (a Euskal Herria)       | 5                                            | [ 145 ]                         |
| MP+                  | Sí                                | No                         | No                         | 2                                            | [ 146 ]                         |
| CUP-PR               | Sí                                | Sí                         | Sí                         | 2                                            | [ 147 ]                         |
| NA+                  | No                                | No                         | No                         | 2                                            | [ 148 ]                         |
| COMPROMÍS-BLOC       | Sí                                | Sí                         | No                         | 1                                            | [ 149 ]                         |
| BNG                  | Sí                                | Sí                         | Sí (a Galiza)              | 1                                            | [ 150 ]                         |
| CCa-PNC              | No                                | No                         | No                         | 1                                            | [ 151 ]                         |
| NCa                  | No                                | No                         | No                         | 1                                            | [ 152 ]                         |
| TE!                  | Sí                                | No                         | No                         | 1                                            | [ 153 ]                         |
| FORO                 | No                                | No                         | No                         | 1                                            | [ 154 ]                         |
| PRC                  | No                                | No                         | No                         | 1                                            | [ 155 ]                         |

### Posició dels grups parlamentaris europeus (Parlament Europeu)
| Partit polític | Referèndum sobre la independència | Reconeixement en cas d'independència de Catalunya | Reconeixement en cas de Declaració d'Independència | Diputats al Parlament Europeu (eleccions 22-25M) | Referències             |
| PPE | ?                                 | No*                                               | No*                                                | 216                                              | [ 156 ] [ 157 ] [ 158 ] |
| S&D | ?                                 | No                                                | No                                                 | 190                                              | [ 159 ] [ 160 ]         |
| CRE | No/Sí *̈*                          | No/Sí *̈*                                          | ? *̈*                                               | 75                                               | [ 161 ]                 |
| ALDE | No/Sí *̈*̈*                         | No/Sí *̈*̈*                                         | No*̈*̈*                                              | 70                                               | [ 162 ]                 |
| EUA-EVN | Sí *̈*̈*̈*                           | No                                                | No                                                 | 52                                               | [ 163 ]                 |
| Verds/ALE | Sí *̈*̈*̈**                          | Sí *̈*̈*̈**                                          | ?                                                  | 50                                               | [ 164 ]                 |
| ELDD | ? *̈*̈*̈***                          | No/Sí *̈*̈*̈***                                      | No                                                 | 45                                               | [ 165 ]                 |
| ENL | No                                | No                                                | No                                                 | 38                                               | [ 166 ]                 |
| * La Unió Social Cristiana (CSU) de Baviera es negà a votar contra la legalitat dels processos d'independència. * Franz Schausberger, expresident regional de Salzburg i veterà dirigent del Partit Popular Europeu digué que«la independència de Catalunya seria inevitable». *̈* El partit independentista flamenc forma part dels Conservadors i Reformistes Europeus. *̈*̈* Partits clarament a favor de la independència de Catalunya com ara Convergència Democràtica de Catalunya i partits clarament en contra com ara Ciutadans. Cap partit a favor d'una declaració unilateral d'independència. *̈*̈*̈* Partits favorables a la consulta (Izquierda Unida i Esquerra Unida i Alternativa). *̈*̈*̈** Esquerra Republicana de Catalunya forma part del partit, així com el Partit Nacional Escocès entre d'altres. ALE: partit Europeu que defensa el dret a l'autodeterminació. *̈*̈*̈***Partits independentistes (Lliga Nord) i partits contraris a la independència (Plataforma per Catalunya). |                                   |                                                   |                                                    |                                                  |                         |

### Posició de les organitzacions internacionals
- Ban Ki-moon, secretari general de l'ONU: «L'ONU respecta els processos d'autodeterminació».[169][170][171]
- Ban Ki-moon, el secretari general de l'ONU, preguntat per la independència d'Escòcia i Catalunya en la seva visita a Andorra del 2013, diu "Totes les qüestions pendents entre els països i dins dels països s'han de resoldre sempre a través de mitjans pacífics i per la via del diàleg, tot respectant les aspiracions genuïnes dels pobles afectats".[172]
- El president de la Comissió Europea Jean-Claude Junker, va respondre en una entrevista a Euronews: «Si guanya el sí a la independència de Catalunya ho respectarem». També va dir que l'Estat Català hauria d'accedir a la Unió Europea per tots els procediments habituals per a ser membre de ple dret.[173]
- El portaveu cap de la UE, Margaritis Skhinàs, va respondre als periodistes que «la seva posició era ben coneguda i que no havia canviat». També que «no tenien opinions no comentaris sobre qüestions que afectessin l'ordre constitucional dels estats membres». La portaveu Mina Andreeva va respondre en el mateix sentit l'endemà.[174]
- El president del parlament Europeu, del Partit Popular Europeu i estret aliat de Mariano Rajoy segons algunes fonts,[175] digué en una resposta a una carta de l'eurodiputada espanyola no adscrita (ex UPyD), Beatriz Becerra, que «qualsevol acció contra la constitució d'un estat membre era una acció contra la UE» i que, a l'«afectar l'ordre constitucional d'un estat membre, és i seria un afer intern».[175] En aquestes declaracions fou l'únic líder de les institucions europees que va parlar sobre temes relacionats amb el procés[174] abans de l'aprovació de la llei de referèndum.
- El president de la Comissió Europea Jean-Claude Junker, va respondre a la pregunta formulada per Beatriz Becerra (eurodiputada per UPyD) que una Catalunya independent quedaria automàticament fora de la Unió Europea.[176] En aquesta mateixa pregunta, l'eurodiputada li demanà una declaració política sobre la secessió; Junker va respondre que no era el paper de la Comissió opinar sobre el cas català.[177]
- El president de la Comissió Europea José Manuel Durao Barrosso va dir que «una Catalunya independent deixaria de pertànyer a la Unió Europea.»[178]
- El portaveu de la Comissió Europea va dir en una roda de premsa oficial que Catalunya quedaria fora de la UE en cas d'independència; després va deixar clar que un cop fora podria sol·licitar l'ingrés com qualsevol altre estat.[179]
  - Albert Royo, secretari general del Consell de Diplomàcia Pública de Catalunya, en declaracions a Catalunya Ràdio, va restar importància a les paraules de Schinas tot dient que «són pronunciaments per a condicionar les eleccions i desincentivar el vot a favor de la independència.»
- El vicepresident de la Comissió Europea, Valdis Dombrovskis va dir després de les paraules de Schinas que la comissió «està preparada per treballar amb les autoritats escollides democràticament als estats membres». Més tard va dir que «si una part d'un estat membre s'independitza, els tractats no s'hi aplicarien més i es convertiria en un tercer país respecte a la Unió Europea però que tot i això, pot presentar la sol·licitud d'ingrés a la UE».[180]
- Al mes de maig del 2015, la Unió Europea va col·locar Catalunya en la documentació oficial com un estat independent; arran d'això, un parlamentari d'UPyD, Enrique Calvet Chambon,va retreure a la Unió Europea que hagués col·locat Catalunya en la documentació oficial com un estat independent. El president de la comissió europea va haver de sortir a justificar que allò havia estat un error.[181]
- Segons declaracions del president de la comissió europea, Martin Schulz, fetes el 2013 el debat sobre la independència catalana: "Catalunya és un problema intern d'Espanya".[182]

### Posició de governs i parlaments internacionals
Primers ministres o presidents estatals
- El president d'estats Units, Barack Obama va dir davant el rei d'Espanya que EUA estava compromès amb una «Espanya forta i unida».[183] Aquestes declaracions van causar un cert revolt a Catalunya, ja que el país es trobava en plena campanya electoral per a les eleccions del 27 de setembre. En la posterior roda de premsa, un periodista va preguntar a Obama si havia parlat amb el rei sobre Catalunya; la seva resposta va ser un «moltes gràcies». Des d'alguns mitjans catalans es va especular sobre el perquè de les paraules d'Obama; alguns sectors defensaven que les havia pronunciat a canvi que la base militar de Morón es convertís en base permanent dels Estats Units. A més a més, alguns mitjans defensaren que Obama es referia a una «Espanya forta i unificada», i no pas «unida».[184]
- La cancellera alemanya Angela Merkel va dir en una roda de premsa junt amb el president espanyol Mariano Rajoy que «els tractats de la Unió Europea, que tots hem de respectar, garanteixen la sobirania i la integritat territorial de cada estat, amb la qual cosa s'espera que es respecti la legalitat internacional i la nacional. En això no hi ha diferències». En ser preguntada sobre si els dies anteriors havia parlat sobre Catalunya amb Mariano Rajoy va respondre «sí».[185][186]
- La cancellera alemanya, Angela Merkel, preguntada sobre Catalunya diu que està en la mateixa línia d'opinió de l'estat espanyol: "nosaltres apostem per la integritat territorial de tots els països. És molt diferent de la independència i la creació de regions independents. A Alemanya tenim un sistema federal i hi ha molt marge de maniobra per a totes les parts dels nostres länder i perquè tinguin els seus propis camins. És molt diferent de la pregunta de la integritat territorial, i això és el que trasllado al govern espanyol, i no entraré en aquest tema".[187]
- François Hollande, president de França, va dir sobre Catalunya que França «vol una Espanya estable i aliada de França» i va deixar clar que per ell «les aspiracions d'independència de Catalunya són un afer de la política interna espanyola».[188]
- En una altra ocasió, François Hollande va instar en un discurs davant els reis d'Espanya a «reafirmar la força dels nostres valors davant les identitats regionals que volen ser nacionals»[189]
- El primer ministre del Regne Unit, David Cameron va afirmar que en el cas que Catalunya s'independitzés, aquesta es posaria a la cua per a tornar a entrar a la Unió Europea,[190] i que per tant, la independència deixaria automàticament fora de la UE a Catalunya.[191]
- David Cameron, primer ministre del Regne Unit: «No es poden ignorar les qüestions de nacionalitat, independència i identitat; cal deixar que la gent decideixi».[192]
- El primer ministre del Canadà, Justin Trudeau va respondre en ser preguntat sobre el procés d'independència de Catalunya que «no es pot comparar de forma directa la situació al Quebec amb la d'altres regions com Catalunya, Escòcia o qualsevol altre indret. És una qüestió que pertoca a Espanya, als catalans»; també va respondre que «és un tema que s'ha de prendre seriosament»[193]
- El president de Veneçuela Nicolás Maduro va retreure a Mariano Rajoy que donés suport a la consulta veneçolana impulsada per l'oposició i no al referèndum de l'1 d'octubre. També va preguntar a Rajoy que d'on treia que «l'intent de Catalunya de fer una jornada democràtica per a un referèndum consultiu és il·legal». Totes aquestes declaracions foren fetes demanant al president espanyol que «tragués el nas de Veneçuela».[194]
- El president de Grècia, Alexis Tsipras, va dir a la premsa després de negociacions mantingudes amb la UE sobre el deute grec que veia a Mariano Rajoy, president aleshores d'Espanya, «molt nerviós» acusant-lo d'extrapolar els problemes interns d'Espanya a Grècia.[195]
- Zoltán Kovács, portaveu del govern hongarès de Viktor Orbán digué en una roda de premsa en ser preguntat sobre Catalunya: «hem de respectar la voluntat de les persones; d'això, se'n diu democràcia».
- Valdis Dombrovskis, primer ministre de Letònia: «Si hi ha una clara voluntat del poble i una clara demanda d'un referèndum, val absolutament la pena de prestar-hi atenció i mirar opcions sobre com abordar-ho.»[196]
- Algirdas Butkevičius, primer Ministre de Lituània: «Cada país ha de trobar el seu propi camí i té dret a l'autodeterminació».[197]
  - Arran d'aquestes declaracions els ambaixadors lituà i letó foren cridats a consultes per part del govern espanyol[198][199] com a resultat el govern de Lituània rectificà afirmant en un comunicat que «no és correcta i l'ocupació soviètica dels països bàltics per la situació a Espanya no és comparable […] tots els assumptes domèstics haurien d'ésser resolts segons les mesures democràtiques i legals, que existeixen al país, amb respecte per a la Constitució». També mostrà «preocupació a la interpretació errònia i esbiaixada en els mitjans espanyols de la posició lituana sobre Catalunya», en referència a les declaracions pel primer ministre.[200]
- El president d'Islàndia, Ólafur Grímsson, en una entrevista radiofònica va dir en primer lloc que no seria adequat parlar sobre la independència catalana per motius diplomàtics, però va afirmar que "molta gent deia llavors: una nació tan petita no pot sobreviure de cap manera" en referència a la independència islandesa i en comparació a la catalana. Mesos abans va dir que "la independència, en si mateixa, mai no pot ser negativa..." dubtant que "la mida reduïda d'una nació sigui un obstacle per al seu èxit" en referència a la independència quebequesa.[201]
- El cap de Govern d'Andorra, Antoni Martí Petit, apostava per la neutralitat d'Andorra envers el procés d'independència de Catalunya en una entrevista realitzada a RAC1: "Jo sóc un demòcrata, estic atent al que passa amb Catalunya, ho miro amb respecte i nosaltres hem de conservar en aquest procés una bona relació amb Catalunya i amb Espanya".
  - Resposta de José Manuel García-Margallo, ministre espanyol d'Afers Exteriors: «Espanya és indivisible»[202]
- El cap de govern d'Andorra, Antoni Martí Petit, entrevistat pels Matins de TV3 l'11 de juliol del 2014, va declarar que veu el procés sobiranista català "amb respecte" i que és un afer intern de l'Estat espanyol i que s'havia de resoldre "des dels paràmetres espanyols".[203][204]
- El papa Francesc, va dir que «Qualsevol divisió el preocupa» però que «S'ha d'estudiar cada cas en concret. Hi haurà casos que seran justos i altres que no, però la secessió d'una nació, sense un antecedent d'unitat forçosa s'ha d'agafar amb pinces i analitzar tots els aspectes».[205]

Parlaments, consells, ajuntaments, congressos i els respectius portaveus
- Heather Nauert, portaveu del Departament d'Estat dels Estats Units, digué que el referèndum de l'u d'octubre era un afer intern d'Espanya; seguidament digué: «treballarem amb el govern o entitat que en surti, sigui quin sigui».[206][207]
- El Congrés dels Estats Units rep una delegació del govern català abans de les eleccions del 27 de setembre del 2015 per informar-se sobre el procés d'independència i alguns dels congressistes s'hi pronuncien a favor del dret a decidir.[208] Poc abans del 27 de setembre el ministre d'Afers Exteriors espanyol, Margallo, es reuneix amb Obama del qual n'obté que prefereix "mantenir una relació amb una Espanya forta i unida", fet que s'interpreta des de la premsa com un suport a la unitat d'Espanya.[209] Segons alguns mitjans de comunicació, Obama hauria declarat pressionat per Madrid[210] i a canvi de cedir-li la base Moron als EUA.[211]
- Bodil Ceballos, portaveu del parlament suec: «Suècia va ser la primera a reconèixer la Independència de Kosovo, cosa que per cert Espanya encara no ha fet, i Suècia és un país democràtic per tant entenc que els demòcrates suecs estiguin a favor del referèndum català».[212]
- El parlament belga rebé el Diplocat per parlar-hi sobre les eleccions del 27 de setembre del 2015 i sobre la possible independència de Catalunya.[213]
- Cinc diputats del parlament suís presenten una interpel·lació al Consell Federal abans de les eleccions del 27 de setembre del 2015 per proposar el país com a mediador entre Catalunya i Espanya.[214]
- El parlament paraguaià rep el Diplocat per parlar-hi sobre les eleccions del 27 de setembre del 2015 i sobre la possible independència de Catalunya.[215]
- 15 dies abans del referèndum de l'u d'octubre, alguns membres del parlament danès de diferents partits polítics i entre els quals signaven el ministre d'exteriors i el ministre de cultura, envien una carta al Govern espanyol, al català i al danès reclamant a Mariano Rajoy que jugui un paper constructiu i que dialogui de manera immediata amb les autoritats catalanes. Els parlamentaris danesos expressaren una profunda preocupació i advertiren a l'estat espanyol que les accions repressives i les amenaces a batlles, funcionaris o mitjans de comunicació no serien la solució. També afegiren que havien de ser els polítics, i no els jutges ni les forces policíaques, els qui resolguessin problemes polítics en qualsevol país democràtic d'Europa. Finalment es mostraven preocupats i desconcertats per la manca d'habilitat política de l'estat espanyol per a abordar la qüestió catalana.[216]
- Al mes de maig del 2015 el parlament danès aprova una moció amb majoria absoluta, cap vot en contra i amb una minoria en blanc (64 a favor, 41 abstencions", en què s'hi insta al "diàleg democràtic i pacífic entre Catalunya i Espanya per resoldre la qüestió de la independència de Catalunya".[217]
  - Francesc Homs, portaveu del govern català, declara pocs dies després a la premsa, tot adreçant-se al ministre d'Afers exteriors espanyol, que "cap vot en contra, senyor Margallo".[218]
  - El ministre d'Afers Exteriors danès, Martin Lidegaard, ha de matisar el vot majoritari dels parlamentaris danesos dies després de la moció. Al costat de Ministre d'Afers Estrangers espanyol, García Margallo, el ministre danès ha de dir a l'agència EFE i a TVE que la premsa ha fet una "interpretació malintencionada i deliberadament distorsionada" de la resolució, afegint que el parlament danès no "vol interferir en aquesta qüestió" i que la independència catalana és una qüestió que l'han de resoldre els "espanyols, no cal dir-ho, en el marc de la Constitució Espanyola". El ministre d'Afers Estrangers espanyol, García Margallo, afegeix després de la intervenció del ministre danès que "en política i en la vida hi ha coses que es poden fer, i coses que no es poden fer".[219]
- Al mes de maig del 2016 la premsa anunciava que el Parlament d'Estònia havia creat un intergrup per a donar suport i seguir de manera específica el procés català.[220]
- Durant l'estiu del 2015 es va saber que el Parlament de la República d'Irlanda, el Dáil Éireann, s'havia interessat en el procés català requerint que Roger Albinyana, secretari d'Afers exterios de la Generalitat de Catalunya, els vingués a informar dels fets que s'estaven duent a terme a Catalunya i per la candidatura Junts pel Sí, que en aquell moment estava en procés de confecció. Cal afegir que els diputats irlandesos van trobar paral·lelismes entre el procés sobiranista català i el que es va dur a terme a Irlanda per la seva independència, l'any 1919.
- El parlament uruguaià rep el Diplocat per parlar sobre les eleccions del 27 de setembre del 2015 i sobre la possible independència de Catalunya[215]

Ministres, consellers, diputats o alts càrrecs estatals i respectius portaveus (per ordre de data país més poblat)
- L'eurodiputada portuguesa Ana Gomes i l'alemanya Ska Keller, instaren el 8 de setembre de 2017 a les institucions a iniciar negociacions que permetessin la celebració d'un referèndum acordat acceptat per les dues parts. Ana Gomes també va dir que era necessari dialogar i revisar el marc de les relacions entre Catalunya i Espanya.[221]
- L'eurodiputat portuguès António Marinho digué que «l'única entitat del món que té dret de decidir si Catalunya ha de ser independent o no és el poble de Catalunya».[221]
- L'eurodiputada Helga Stevens, dels reformistes conservadors europeus, va veure la llei del referèndum com un «pas positiu endavant» i, juntament amb la irlandesa Martina Anderson, demanaren a Espanya que no obstruís i respectés la seva organització.[221]
- Caitlin Hayden, portaveu en matèria de seguretat i política exterior del govern dels Estats Units, en resposta a una petició al web de la Casa Blanca amb més de 30.000 signatures: «Els Estats Units reconeixen la singularitat cultural i les tradicions de la regió catalana, però consideren que l'estatus de Catalunya és un afer intern espanyol. Confiem que el govern i el poble espanyols resoldran el tema d'acord amb les seves lleis i constitució.»[222][223]
- Ministres i portaveus (per ordre de país més poblat)
- Manuel Valls i Galfetti, en aquell moment ministre d'Interior francès: «No estic pas d'acord amb el procés que hi ha en curs a Catalunya. Estic inquiet amb el referèndum.»[224]
- Hywel Williams, diputat de Plaid Cymru i president del grup de parlamentaris sobre Catalunya a Westminster, va dir que creia que el referèndum era legítim perquè permetia als ciutadans de catalunya d'expressar-se i que «Catalunya té el dret fonamental d'autodeterminar-se».[225]
- Alistair Carmichael, ministre per a Escòcia del Regne Unit: «La decisió ha d'ésser presa més àmpliament, a l'escala espanyola, no només pels catalans».[226]
- El Ministre Portaveu del govern d'Antoni Martí Petit, Jordi Cinca, entrevistat per Catalunya Ràdio, deia que estava a favor de la celebració del referèndum sobre la independència de Catalunya.[227][228] Concretament deia "no puc concebre que no hi hagi la possibilitat que algú pugui votar sobre el seu futur" i afegia que acceptaria la decisió presa pels votants.[229]
  - La premsa andorrana va voler informar immediatament de les paraules del portaveu del govern andorrà. Però finalment tots els periòdics que en van voler parlar van esborrar la informació automàticament dels seus portals webs. Això és el que es desprèn de la recerca feta per VilaWeb, Directe.ad i Directe.cat. Els diaris informen que Madrid podria estar darrere d'aquesta censura. Apunten que els mitjans de comunicació d'Andorra ja havien elaborat les notícies informant de la declaració del portaveu però actualment no hi ha rastre del que s'havia escrit, només la constància que efectivament van voler informar-ne.[229]
  - Mesos més tard sortia el cap de govern, Antoni Martí, dient que Andorra s'alineava amb Espanya com a Estat sobirà, però reconeixia que els catalans són un poble.[230] Aquesta actitud és analitzada per la premsa catalana qui consulta el director d'RTVA. Segons aquest les posicions del govern andorrà s'expliquen per l'equilibri de bon veïnatge, trencat pel sistema fiscal andorrà. Això ha fet que Andorra s'hagi apropat a Espanya fent que aquesta es presenti "com a 'domador' d'un estat que històricament havia estat rebel i incòmode per a les institucions europees, per la condició de paradís fiscal. Per Andorra aquest acostament li ha permès "estrènyer vincles que li ha servit per a anar fent passos d'acostament a la Unió Europea". Hi ha segons el periodista una por per l'actitud d'actor gros que ha tingut històricament Espanya i França. En les votacions a l'ONU Andorra sempre vota el que voten França i Espanya. Així assegura que "Andorra no seria el primer estat a reconèixer Catalunya, faria l'orni fins al final" encara que a la població "hagi crescut l'independentisme".[231] Expresidents, exministres, exdiputats i altres persones que en un passat ocuparen càrrecs de responsabilitat en estats o regions.
  -  L'exprimer ministre francès, candidat d'Els Republicans, Fillon, a les eleccions franceses digué que el dret a decidir dels pobles era un principi fonamental defensat pel pensament francès des de la Il·lustració i que l'impactava que el govern espanyol no deixés votar als catalans. Abans, però, havia dit que el tema català era un tema intern d'Espanya[232]
  -  L'exministre britànic Norman Tebbit va proposar de donar suport al procés independentista català portant-lo a l'ONU per a presionar al Govern espanyol per Gibraltar.[233]
  -  Stéphane Dion, diputat del Partit Liberal, exministre d'Afers Intergovernamentals: «A Canadà és molt probable que aquesta pregunta sigui considerada un intent de manipular als electors, perquè no seria considerada clara.»[234]
  -  Mário Soares, expresident del Portugal, va declarar que "Rajoy maltracta Catalunya" a la versió portuguesa del periòdic del grup Prisa, Público.[235]
  -  L'exministre d'Economia del govern grec, Varufakis, va comentar que "vist des de fora, sembla que Madrid intenta enfortir l'independentisme català" en una entrevista a Catalunya Ràdio realitzada el 15 d'octubre del 2015 on hi afegí que "si el que vol [el govern espanyol] és enfortir l'independentisme, no ho podria fer millor: prohibir un referèndum i prohibir-hi posar les urnes perquè formuli una pregunta al poble".[236]
  -  Eduard Kukan, exministre d'Afers Exteriors d'Eslovàquia: «La voluntat de la gent, al final, prevaldrà si es comporten amb responsabilitat política i demanen els seus drets».[237]
  -  L'exministre d'Exteriors d'Islàndia, Jón Baldvin Hannibalsson, entrevistat per l'ANC al gener del 2016, opina que els catalans no s'haurien d'espantar "per la campanya de la por, perquè al final totes les nacions i líders polítics s'han d'adaptar a les noves realitats, i les constitucions no són sagrades". També afegeix que el reconeixement d'una Catalunya independent "portarà molt de temps, serà molt i molt difícil, estareu molt i molt sols, però al final, qui congelarà Catalunya fora per sempre? No té sentit".[238] Ambaixadors, consols i altres càrrecs de representació exterior
  -  L'ambaixador dels Estats Units a Madrid pensa que en una hipotètica Catalunya independent "les empreses s'hi hauran d'adaptar", ja que "les coses canvien, els entorns canvien, i quan això passa qualsevol líder empresarial ha de pensar en el futur"[239]
  -  Albert Moreno, ambaixador d'Espanya a Andorra, defensava que es fes un referèndum sobre la independència de Catalunya "sempre dins la legalitat" i que se n'acceptés el resultat en una entrevista realitzada pel Diari d'Andorra el 2013, tot matisant que no estava a favor de la independència.[240][241]
    - És probablement per aquestes declaracions que cap a finals d'any, García Margallo, ministre d'Afers Exteriors espanyol, envia un informe a totes les ambaixades espanyoles del món en el qual s'obliga a mantenir un discurs en contra de la independència.[242] Alcaldes i governs municipals

  -  L'alcalde de Dublín, Christy Burke, va defensar que «Catalunya mereix la independència» i que els irlandesos «entenen totalment el sentiment del poble català perquè saben el que és ser tractats com a ciutadans de segona».[243]
  -  Rosa Ferrer, cònsol major d'Andorra la Vella (alcalde), es va pronunciar a favor de reconèixer la independència de Catalunya en la seva visita a la Universitat d'Estiu Catalana el 22 d'agost del 2014: "Si Catalunya fa un procés normal, igual que nosaltres, seria un estat més amb el qual Andorra es relacionaria".[244] Altres
  -  El mes de desembre del 2014 s'organitza el desè aniversari de la "Red de Intelectuales, Artistas y Movimientos Sociales en Defensa de la Humanidad" on hi participen membres de la CUP i Podem,... a més del president veneçolà Nicolàs Maduro. El seminari es fa una breu referència a la independència catalana atès que es dona suport a "un pla de pau per al País Basc" i "el suport al dret d'autodeterminació dels pobles d'Espanya".[245]
    - Dos anys després la Moncloa convoca l'ambaixador veneçolà per presentar una "queixa formal". Segons la vicepresidenta Soraya Sáenz de Santamaría, la visita i el seminari són una "ingerència molt important".[246][247] Tot plegat perquè el canal de televisió espanyol Antena 3 emet a l'informatiu vespre del 20 de gener del 2016 una notícia que reconverteixen "exclusiva", quan ja se sabia de l'existència del viatge. La notícia pretenia revelar suposades relacions entre ETA, les CUP i Podemos, però acaba sent mofa a les xarxes socials.[248] Nicolas Maduro, havia ja exclamat "Visca Catalunya" al maig del 2015 en el Congrés Internacional Inventar la Democràcia del segle xxi.[249]

  - Hans van Baalen, president de la Internacional Liberal: «El govern espanyol hauria de prendre exemple del britànic i permetre una consulta a Catalunya».[250] «És qüestió de democràcia»[251]
  - Internacional Liberal: En el 59è congrés es va aprovar una menció explícita en favor del dret a decidir de Catalunya. «La Internacional Liberal donarà suport a qualsevol decisió presa pel poble de Catalunya per decidir el seu propi futur», «Expressem la preocupació per la falta de diàleg real entre el govern de Catalunya i el govern d'Espanya per discutir un full de ruta negociat sobre el futur de Catalunya», «El model democràtic establert pel govern del Regne Unit i el govern d'Escòcia, en què s'ha arribat a un acord per celebrar un referèndum per decidir el futur polític del poble escocès, ha de ser utilitzat com un exemple positiu en les converses entre els governs de Catalunya i Espanya», «Futures converses mai han d'implicar la renúncia del dret del poble català a decidir el seu propi futur», «La Unió Europea ha de ser flexible i forta per oferir una alternativa viable a aquells pobles dins la Unió que de manera democràtica volen expressar-se»[251]
  - Amnistia Internacional remarca en el seu informe anual del 2014 la suspensió del 9-N. L'apartat dedicat a Espanya inclou la consulta i que un 80% dels votants van donar suport a la independència. L'informe troba pertinent ressenyar els impediments de l'Estat espanyol al referèndum i critica durament les càrregues policials del 2014 en contra de manifestants.[252]
  - Julian Assange va puilar el 10 d'agost del 2017 que "Catalunya té dret a l'autodeterminació" en llengua catalana[253]

### Presidents, ministres, consellers, parlaments i portaveus regionals (per ordre de regió més poblada)
- Susana Díaz, presidenta d'Andalusia, va fer una crida a la «unitat de les forces polítiques democràtiques que defensen la constitució, l'estat de dret i la llei davant el disbarat que s'està produint a Catalunya».[254]
- Carles Puigdemont, president de Catalunya va posar com a objectiu de la seva legislatura «situar Catalunya a les portes de l'estat propi».[255]
- Cristina Cifuentes, presidenta de la comunitat de Madrid declarà que «avui una part consubstancial a Espanya, pàtria comuna i indivisible de tots els espanyols, és sotmesa a una intolerable pressió per a trencar la legalitat i ser arrancada del nostre país»; ho digué en un discurs durant el dia de la constitució espanyola de 2015.[256]
- La presidenta de la Comunitat de Madrid, Esperanza Aguirre va dir que s'havien de seguir els procediments legals per a canviar la llei en cas que alguns catalans volguessin la independència. També va dir que «la societat catalana no volia convertir-se en una república bananera».[257]
- Geert Bourgeois, President de Flandes, en unes declaracions recollides per Le Vif Express afirma que qualsevol entitat que formi part de la Unió Europea, en el cas realitzi un canvi del seu estatus i es constitueix en estat independent ha de formar part de la UE de forma automàtica, sense el pas per un procés d'adhesió.[258]
- Poc després de la celebració de les eleccions del 27 de setembre del 2015, el president flamenc Geert Bourgeois, felicita pels resultats a Junts pel Sí que s'havia presentat a les eleccions com a premissa de portar Catalunya a la independència.[213]
- Alex Salmond, líder del partit independentista escocès: "si la gent ho vol, un dia Catalunya serà independent".[259]
- Alex Salmond declara dies després de les eleccions del 27 de setembre al Parlament de Catalunya a l'agència de premsa Bloomberg adreçant-se als catalans. Segons l'expresident escocès, "en un món on la violència abunda i en un país que fa només dues generacions va ser governat per un dictador feixista, els moviments democràtics i pacífics ha de ser respectats i han de tenir legitimitat", tot afegint que "el govern de Mariano Rajoy fa anys que espera que el problema se’n vagi sol. No ho ha fet i ara és un dels problemes que amenacen l'hegemonia política del Partit Popular" i apuntant que els candidatures que apostaven pel Sí a la independència "tenen un mandat democràtic. Ara necessiten construir l'acceptació internacional de la legitimació de les seves aspiracions i buscar aliats a les eleccions espanyols del desembre i a altres comunitats autònomes".[260]
- El president del Kurdistan iraquià, Massoud Barzani, anuncia al mes de febrer del 2016 que convoca un referèndum no vinculant sobre la independència inspirant-se del referèndum no vinculant del 9 de novembre del 2014 de Catalunya. Segons paraules del mateix Massoud Barzani, "el Kurdistan té el dret de dissenyar el seu futur, igual que Escòcia, Catalunya i el Quebec", per això, creu que procés independentista català és legítim de ser model a copiar i sobre ell s'inspira el referèndum no vinculant.[261]
- El president de la regió del Vèneto (al nord d'Itàlia), Luca Zaia, va reivindicar la via catalana cap a la independència com a model al qual observa amb molta atenció, fins i tot més que l'escocès.[262]

### Suport segons suma de vots, partits independentistes (votacions 2012-2019)

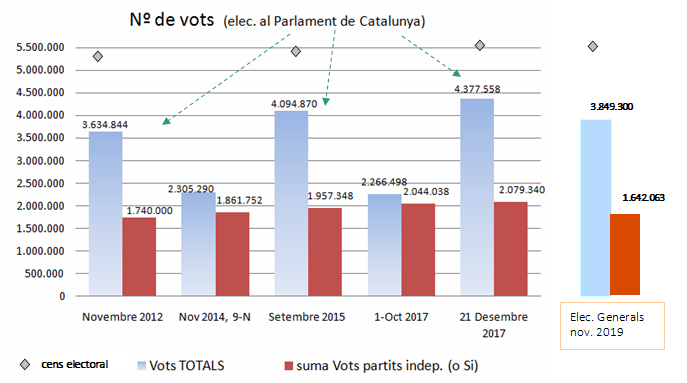
Suport segons votacions recents: Suma de vots dels partits que portaven la independència al seu programa.

## Suport popular

### Baròmetre d'Opinió Política
Els Baròmetres d'Opinió Política, publicats regularment pel Centre d'Estudis d'Opinió de la Generalitat de Catalunya, reflecteixen els següents resultats sobre que el possible recolzament a la independència en un possible referèndum.
A partir de l'enquesta del CEO, Baròmetre d'Opinió Política*, 3a onada 2014 (publicat al desembre 2014), la pregunta que es ve fent (quelcom diferent al BOP 2ª onada 2014 i anteriors) és "I més concretament, vol que Catalunya esdevingui un Estat independent?"; segueix el resum dels resultats:
| (*) Refer. BOP Doc Nº | Data          | SI % | NO % | No sap % | No con- testa (%) |
| --------------------- | ------------- | ---- | ---- | -------- | ----------------- |
| 760                   | 3ª onada 2014 | 44,5 | 45,3 | 7,5      | 2,8               |
| 774                   | 1ª onada 2015 | 44,1 | 48,0 | 6,05     | 1,8               |
| 795                   | 2ª onada 2015 | 42,9 | 50,0 | 5,8      | 1,3               |
| 804                   | 3ª onada 2015 | 46,7 | 47,8 | 3,9      | 1,7               |
| 816                   | 1ª onada 2016 | 45,3 | 45,5 | 7,1      | 2,1               |
| 826                   | 2ª onada 2016 | 47,7 | 42,4 | 8,3      | 1,7               |
| 835                   | 3ª onada 2016 | 44,9 | 45,1 | 7,0      | 2,9               |
| 850                   | 1ª onada 2017 | 44,3 | 48,5 | 5,6      | 1,6               |
| 857                   | 2ª onada 2017 | 41,1 | 49,4 | 7,8      | 1,7               |
| 863                   | 3ª onada 2017 | 48,7 | 43,6 | 6,5      | 1,3               |
| 885                   | 1ª onada 2018 | 48,0 | 43,7 | 3,0      | 2,3               |
| 901                   | 2ªonada 2018  | 46,7 | 44,9 | 6,7      | 1,6               |
| 908                   | 3ª onada 2018 | 47,2 | 43,2 | 6,6      | 3,0               |
| 919                   | 1ª onada 2019 | 48,4 | 44,1 | 5,8      | 1,7               |
| 942                   | 2ª onada 2019 | 44,0 | 48,3 | 5,5      | 2,1               |
| 954                   | 3ª onada 2019 | 43,7 | 47,9 | 6,5      | 1,9               |
| 962                   | 1ª onada 2020 | 44,9 | 47,1 | 6,5      | 1,6               |
| 974                   | 2ª onada 2020 | 42,0 | 50,5 | 5,6      | 1,9               |
| 979                   | 3ª onada 2020 | 45,5 | 46,3 | 5,5      | 2,7               |

### Centre d'Estudis d'Opinió
Entre els dies 28 de setembre i 5 d'octubre del 2012, després de la manifestació «Catalunya, nou estat d'Europa», el Centre d'Estudis d'Opinió va realitzar una enquesta que constatava el següent:
| Data                                  | A favor (%) | En contra (%) |
| ------------------------------------- | ----------- | ------------- |
| 28 de setembre - 5 d'octubre del 2012 | 69,3        | 30,7          |

### Mitjans de comunicació
| Data       | Mitjà de Comunicació | Sí (%) | No (%) | En blanc (%) | No votaria (%) | Indiferent (%) | NS/NC (%) | Ref.            |
| ---------- | -------------------- | ------ | ------ | ------------ | -------------- | -------------- | --------- | --------------- |
| 2007/10    | El Periódico         | 33,9   | 43,9   | 9,8          | 9,8            | -              | 12,5      | [ 265 ]         |
| 2009/11/02 | La Vanguardia        | 35,0   | 46.0   | 19.0         | 19.0           | 19.0           | 19.0      | [ 266 ]         |
| 2009/12    | El Periódico         | 39,0   | 40,6   | 2,0          | 7,0            | -              | 11,4      | [ 267 ]         |
| 2010/03/15 | La Vanguardia        | 36,0   | 44,0   | 20,0         | 20,0           | 20,0           | 20,0      | [ 268 ]         |
| 2010/05/19 | La Vanguardia        | 37,0   | 41,0   | 22,0         | 22,0           | 22,0           | 22,0      | [ 269 ]         |
| 2010/06    | El Periódico         | 48,1   | 35,3   | 2,6          | 6,1            | -              | 7,9       | [ 270 ]         |
| 2010/07/17 | La Vanguardia        | 47,0   | 36,0   | 3,0          | 7,0            | -              | 5,0       | [ 271 ]         |
| 2010/09/07 | La Vanguardia        | 40,0   | 45,0   | 3,0          | 7,0            | -              | 5,0       | [ 272 ]         |
| 2010/09/28 | RAC1                 | 48,8   | 41,4   | -            | -              | -              | 9,7       | [ 273 ]         |
| 2010/10    | Ara                  | 38,5   | 42,8   | -            | 7,2            | 2,8            | 8,8       | [ 274 ]         |
| 2011/09    | Ara                  | 42,0   | 37,7   | -            | 7,7            | 1,8            | 10,7      | [ 275 ]         |
| 2012/01    | El Periódico         | 53,6   | 32,0   | -            | -              | -              | -         | [ 276 ] [ 277 ] |
| 2012/07    | Ara                  | 50,4   | 23,8   | -            | 21,0           | 21,0           | 4,7       | [ 278 ]         |
| 2012/09    | El Periódico         | 49,5   | 48,0   | 2,5          | -              | -              | -         | [ 279 ] [ 280 ] |
| 2012/09    | Telecinco            | 50,9   | 18,6   | 9,5          | 11,9           | -              | 9,1       | [ 281 ]         |
| 2012/09/29 | La Vanguardia        | 54,8   | 33,5   | -            | -              | -              | 10,16     | [ 282 ]         |
| 2012/10    | Ara                  | 51,9   | 28,3   | -            | -              | -              | -         | [ 283 ]         |
| 2012/10    | El Periódico         | 57,0   | -      | -            | -              | -              | -         | [ 284 ]         |
| 2012/10/24 | RAC1                 | 53,0   | 39,4   | 1,7          | -              | -              | 5,9       | [ 285 ]         |
| 2012/10/28 | La Vanguardia        | 52,8   | 35,0   | -            | -              | -              | -         | [ 286 ]         |
| 2012/11    | Telecinco            | 50,9   | 36,9   | -            | -              | -              | 12,0      | [ 287 ]         |
| 2013/01    | El Periódico         | 56,9   | 35,0   | -            | -              | -              | 8,2       | [ 288 ]         |
| 2013/05    | El Periódico         | 43,8   | 43,5   | -            | -              | -              | 12,8      | [ 289 ]         |
| 2012/10    | Ara                  | 50,4   | 23,8   | -            | -              | -              | 25,8      | [ 290 ]         |
| 2013/09    | Cadena Ser           | 52,3   | 24,1   | -            | 7,7            | -              | 15,9      | [ 291 ]         |

### Mitjans de comunicació estrangers
Per primer cop, el mes de gener del 2014, un diari estranger es va interessar per preguntar, en aquest cas, als portuguesos si pensen que Catalunya hauria de ser un estat independent. Ho va fer el diari portuguès Público, el primer diari del país, amb la pregunta següent: "pensa que Catalunya hauria de ser un Estat independent?". La resposta va ser claríssima (67% a favor). Els comentaris que es podien trobar al lloc web de la notícia anaven en la línia de la resposta: Sí "perquè durant 7 segles ha sigut (Catalunya) en la pràctica un estat independent", Sí "perquè tres segles d'assimilació no els ha tornat (als catalans) espanyols". Els que voten per un "no" argumenten: "el referèndum s'ha de permetre i després d'això s'ha de respectar".
| Data       | A favor (%) | En contra (%) |
| ---------- | ----------- | ------------- |
| Gener 2014 | 67          | 33            |